# 2000 dans les parcs de loisirs
| Années des parcs de loisirs : 1997 - 1998 - 1999 - 2000 - 2001 - 2002 - 2003    |
| Décennies des parcs de loisirs : 1970 - 1980 - 1990 - 2000 - 2010 - 2020 - 2030 |

## Parcs d'attractions

### Ouverture
- Jazzland, devenu Six Flags New Orleans ( États-Unis)
- Kid Parc ( France) ouvert au public le 26 mai[1].
- Terra Mítica ( Espagne)
- Veegaland, devenu Wonderla Kochi (en) ( Inde)

### Fermeture
- Dadipark ( Belgique)
- MGM Grand Adventures Theme Park ( États-Unis)

### Changement de nom
- American Adventure World devient American Adventure ( États-Unis)
- El Nuevo Reino Aventura devient Six Flags México ( Mexique)
- Geauga Lake devient Six Flags Ohio ( États-Unis)
- Meli Park devient Plopsaland ( Belgique)
- Riverside Amusement Park devient Six Flags New England ( États-Unis)
- Universal's Port Aventura devient Universal Studios Port Aventura ( Espagne)
- Walibi Flevo devient Six Flags Holland ( Pays-Bas)

## Événements
- Hersheypark ( États-Unis) reçoit l'Applause Award au titre de meilleur parc de loisirs du monde.
- Premier Parks se rebaptise Six Flags, Inc et déplace son siège social à New York. Elle est alors le premier opérateur mondial de parcs d'attractions par le nombre (Disney restant le premier pour la fréquentation)[2].

## Attractions
Ces listes sont non exhaustives.

### Montagnes russes

#### Délocalisations
| Nom                  | Type/Modèle                  | Constructeur      | Parc                            | Pays        | Anciennement                                  |
| -------------------- | ---------------------------- | ----------------- | ------------------------------- | ----------- | --------------------------------------------- |
| Flashback            | Navette / Boomerang          | Vekoma            | Six Flags New England           | États-Unis  | Vampire à Six Flags Kentucky Kingdom          |
| Jet Star             | Acier / Jet Star             | Anton Schwarzkopf | Luna Park La Palmyre            | France      | Jet Star à Morey's Piers                      |
| King Solomon's Mines | Wild Mouse en bois           |                   | Pleasureland Southport          | Royaume-Uni | Runaway Mine Train à Frontierland             |
| Looping Star         | Assises / Looping Star       | Anton Schwarzkopf | Vidámpark                       | Hongrie     | Thunder Loop Express à Loudoun Castle         |
| Magnum Force         | Assises                      | Anton Schwarzkopf | Flamingo Land Theme Park & Zoo  | Royaume-Uni | Triple Loop Coaster à Sunway Lagoon           |
| Roller Skater        | Assises                      | Vekoma            | Kijima Amusement Park           | Japon       | Inconnu à Tokiwa Park                         |
| Screaming Mummy      | Assises / Galaxi             | S.D.C.            | Splash Kingdom Waterpark        | États-Unis  | Super Screamer à Adventureland (Iowa)         |
| Silver Mine          | Métal / Flitzer              | Zierer            | Freizeitpark Plohn              | Allemagne   | Mäuseachterbahn à Spielerei Rheda-Wiedenbrück |
| Train du Colorado    | Train de la mine             | Soquet            | La Mer de sable                 | France      | Train de la Mine à Didi'Land                  |
| Twist 'n' Shout      | Wild Mouse / Zig Zag Coaster | Zamperla          | Magic Springs and Crystal Falls | États-Unis  | Wild Wonder à Gillian's Wonderland Pier       |
| Zydeco Scream        | Navette / Boomerang          | Vekoma            | Six Flags New Orleans           | États-Unis  | Boomerang au parc de Montjuic                 |

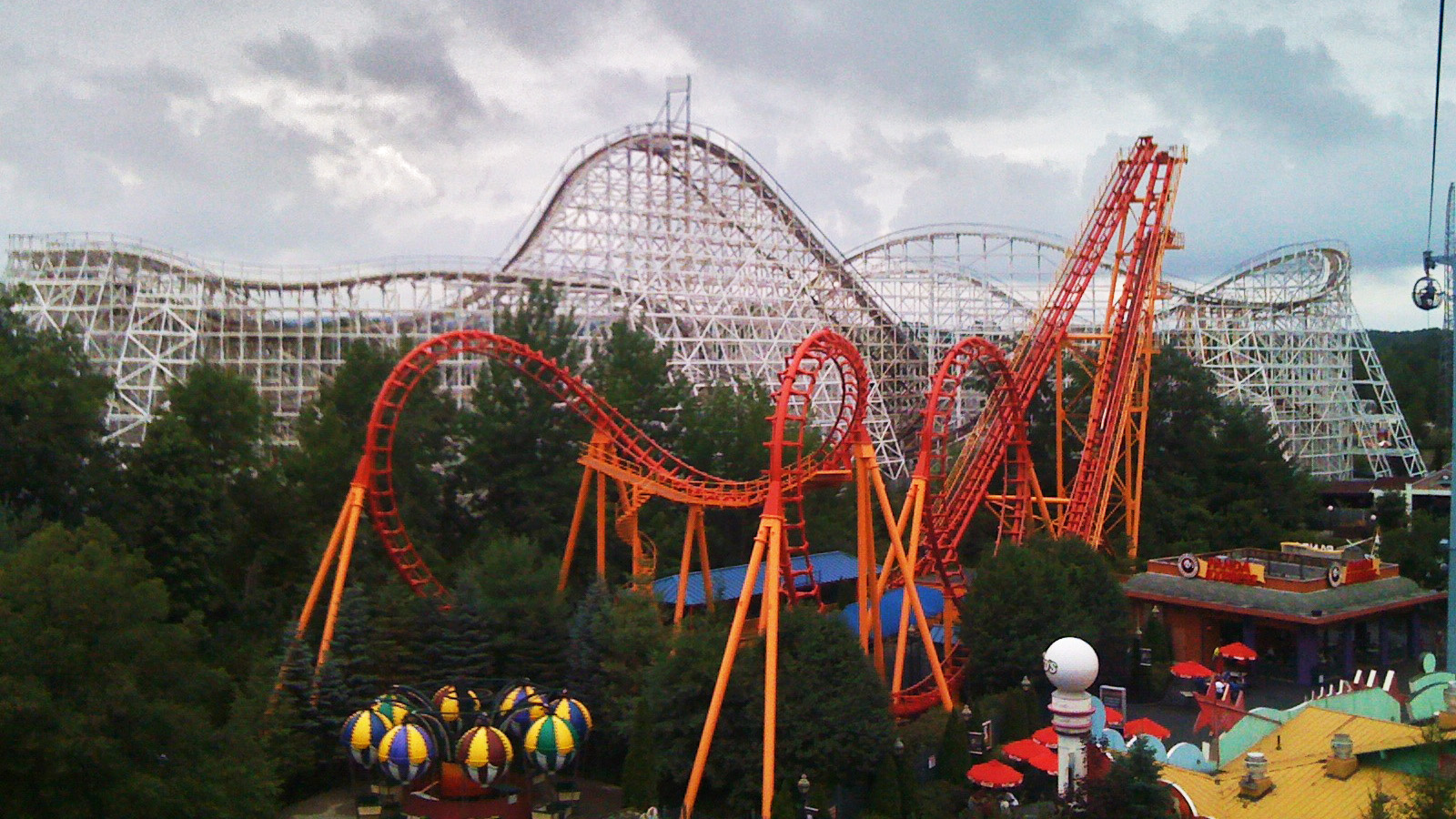
Flashback à Six Flags New England
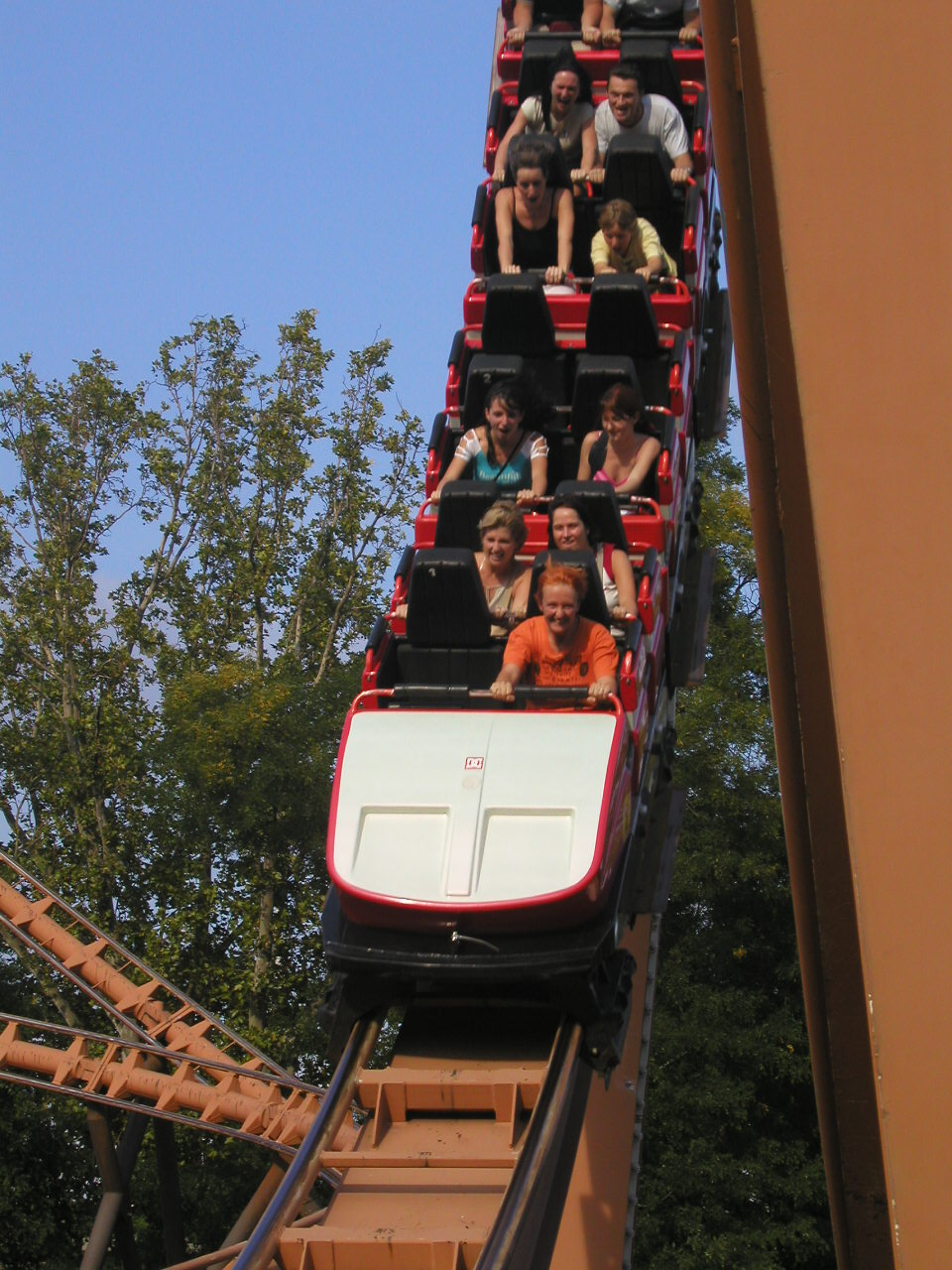
Looping Star à Vidámpark
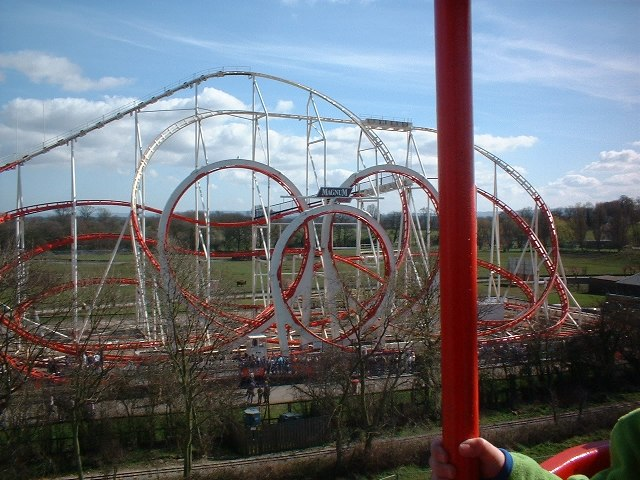
Magnum Force à Flamingo Land Theme Park & Zoo
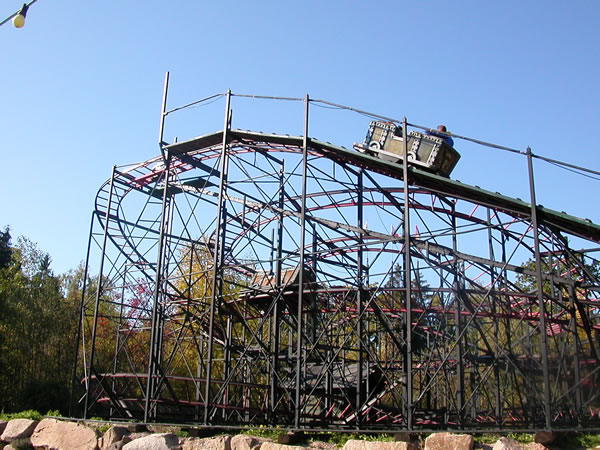
Siver Mine à Freizeitpark Plohn
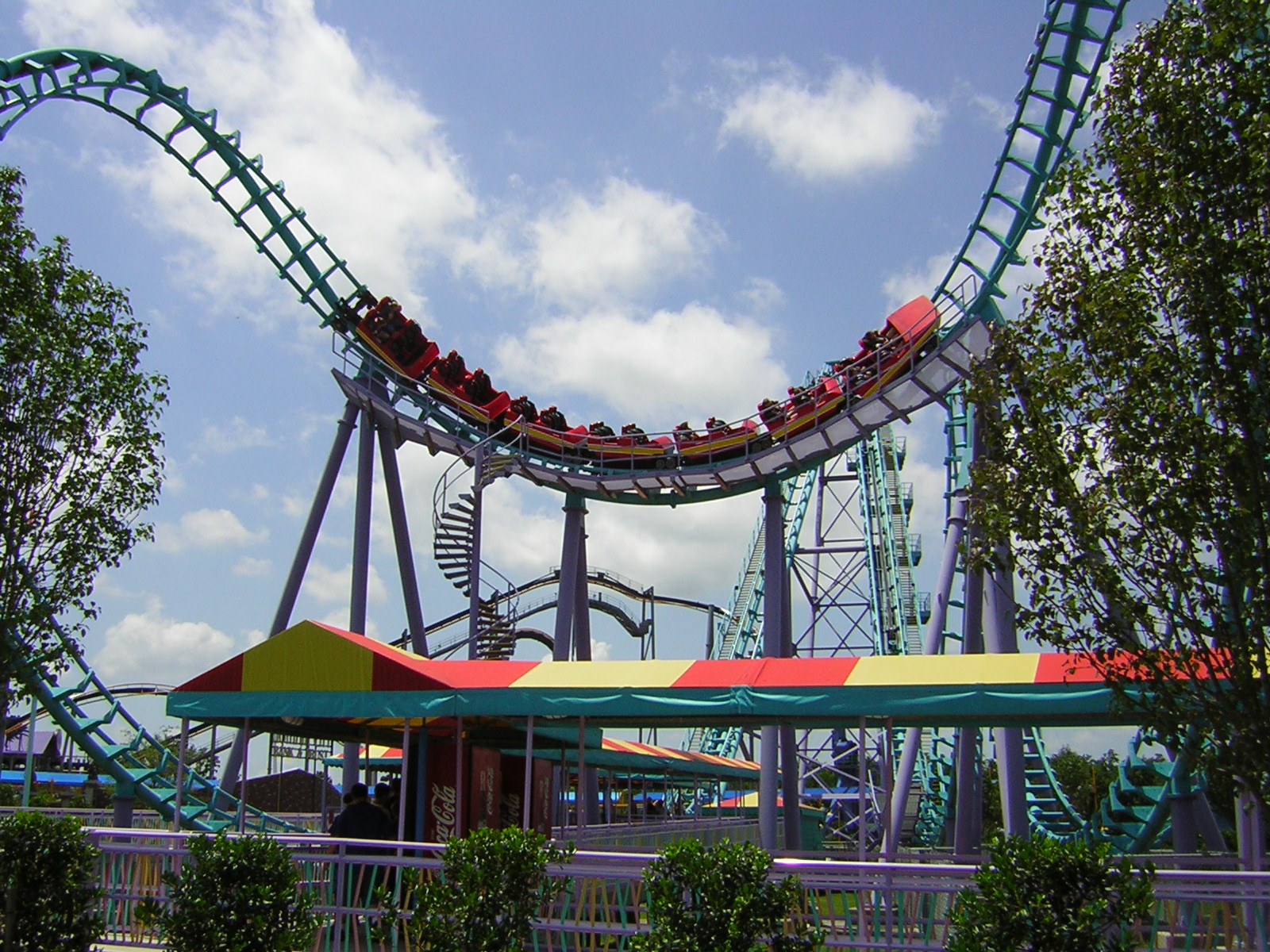
Zydeco Scream à Six Flags New Orleans

#### Nouveautés
| Nom                                                                              | Type/Modèle                                 | Constructeur                          | Parc                               | Pays        |
| -------------------------------------------------------------------------------- | ------------------------------------------- | ------------------------------------- | ---------------------------------- | ----------- |
| Achterbaan                                                                       | E-Powered                                   | Zamperla                              | Wunderland Kalkar                  | Allemagne   |
| Alucinakis                                                                       | Junior hybride                              | Zamperla                              | Terra Mítica                       | Espagne     |
| Ant Farm Express                                                                 | Junior / Vekoma Junior Coaster              | Vekoma                                | Wild Adventures                    | États-Unis  |
| Barnstormer                                                                      | Junior                                      | Zierer                                | Adventure Island                   | Royaume-Uni |
| Batman: The Ride                                                                 | Inversées                                   | Vekoma                                | Six Flags México                   | Mexique     |
| Beaver Land Mine Ride                                                            | Train de la mine                            | Zierer                                | Six Flags Ohio                     | États-Unis  |
| Bob Express                                                                      | E-Powered                                   | Mack Rides                            | Bobbejaanland                      | Belgique    |
| Boomerang                                                                        | Navette / Boomerang                         | Vekoma                                | Worlds of Fun                      | États-Unis  |
| Boomerang                                                                        | Navette / Boomerang                         | Vekoma                                | Freizeit-Land Geiselwind           | Allemagne   |
| Boss                                                                             | Bois                                        | Custom Coasters International         | Six Flags St. Louis                | États-Unis  |
| Boulder Dash                                                                     | Bois                                        | Custom Coasters International         | Lake Compounce                     | États-Unis  |
| Bug Out Devenu Go Bananas! en 2011.                                              | Wild Mouse                                  | Maurer Söhne                          | Wild Adventures                    | États-Unis  |
| Cobra                                                                            | Junior                                      | Zierer                                | Six Flags Marine World             | États-Unis  |
| Crazy Coaster                                                                    | Wild Mouse tournoyante                      | Reverchon Industries                  | Pleasurewood Hills                 | Royaume-Uni |
| Crazy mouse                                                                      | Wild Mouse tournoyante                      | Reverchon Industries                  | Jetée de Brighton                  | Royaume-Uni |
| Dania Beach Hurricane                                                            | Bois                                        | Coaster Works, Inc.                   | Boomers! Florida                   | États-Unis  |
| Diamond Mine Run                                                                 | Junior                                      | Miler Coaster (en)                    | Magic Springs and Crystal Falls    | États-Unis  |
| Diving Machine G5                                                                | Machine plongeante                          | Bolliger & Mabillard                  | Janfusun Fancyworld                | Taïwan      |
| Dominator                                                                        | Sans sol                                    | Bolliger & Mabillard                  | Six Flags Ohio                     | États-Unis  |
| Drakkar                                                                          | Junior                                      | Soquet                                | Didi'Land                          | France      |
| Fantasy Mouse                                                                    | Wild Mouse tournoyante                      | Reverchon Industries                  | Fantasy Island (en)                | Royaume-Uni |
| Flying Dutchman Gold Mine                                                        | Wild Mouse                                  | Mack Rides                            | Six Flags Holland                  | Pays-Bas    |
| Flying Super Saturator                                                           | Suspendues                                  | Setpoint                              | Paramount's Carowinds              | États-Unis  |
| Flying Unicorn Devenu Flight of the Hippogriff en 2010.                          | Junior / Vekoma Junior Coaster              | Vekoma                                | Universal's Islands of Adventure   | États-Unis  |
| Goliath                                                                          | Hyper montagnes russes                      | Giovanola                             | Six Flags Magic Mountain           | États-Unis  |
| Grand Canyon                                                                     | Assises                                     | Soquet                                | Fraispertuis-City                  | France      |
| Hurricane                                                                        | Bois                                        | Custom Coasters International         | Myrtle Beach Pavilion              | États-Unis  |
| Karlo's Taxi                                                                     | Junior / Big Apple                          | SBF Visa Group                        | Djurs Sommerland                   | Danemark    |
| Katun                                                                            | Inversées                                   | Bolliger & Mabillard                  | Mirabilandia                       | Italie      |
| Kraken                                                                           | Sans sol                                    | Bolliger & Mabillard                  | SeaWorld Orlando                   | États-Unis  |
| La Via Volta Devenu Speed of Sound en 2011.                                      | Navette / Boomerang                         | Vekoma                                | Six Flags Holland                  | Pays-Bas    |
| Legend                                                                           | Bois                                        | Custom Coasters International         | Holiday World                      | États-Unis  |
| Lightning Racer                                                                  | Bois                                        | Great Coasters International          | Hersheypark                        | États-Unis  |
| Linnunrata                                                                       | En intérieur                                | Zierer                                | Linnanmäki                         | Finlande    |
| Little Titans                                                                    | Junior                                      | Miler Coaster (en)                    | Mt. Olympus Water & Theme Park     | États-Unis  |
| Magnus Collossus                                                                 | Bois                                        | Roller Coaster Corporation of America | Terra Mítica                       | Espagne     |
| Medusa                                                                           | Sans sol                                    | Bolliger & Mabillard                  | Six Flags Discovery Kingdom        | États-Unis  |
| Medusa                                                                           | Bois                                        | Custom Coasters International         | Six Flags México                   | Mexique     |
| Mega Zeph                                                                        | Hybrides                                    | Custom Coasters International         | Six Flags New Orleans              | États-Unis  |
| Millennium Force                                                                 | Giga montagnes russes                       | Intamin                               | Cedar Point                        | États-Unis  |
| Mirage Rosso                                                                     | Inversées                                   | Far Fabbri                            | Zoosafari Fasanolandia             | Italie      |
| Muskrat Scrambler                                                                | Wild Mouse                                  | L&T Systems                           | Six Flags New Orleans              | États-Unis  |
| Orca Ride                                                                        | Junior                                      | Zierer                                | Boudewijn Seapark                  | Belgique    |
| Poison Ivy's Tangled Train Devenu Catwoman's Whip en 2007.                       | Junior                                      | Zierer                                | Six Flags New England              | États-Unis  |
| Poseidon                                                                         | Aquatiques                                  | Mack Rides                            | Europa-Park                        | Allemagne   |
| Ravine Flyer III                                                                 | Junior                                      | Miler Coaster (en)                    | Waldameer Park                     | États-Unis  |
| RC-48                                                                            | Assises / RC48                              | Pinfari                               | Morey's Piers                      | États-Unis  |
| Regina                                                                           | Bois                                        | Intamin                               | Tobu Zoo (en)                      | Japon       |
| Rex's Rail Runner Devenu Road Runner's Express en 2003.                          | Acier                                       | Vekoma                                | Six Flags New Orleans              | États-Unis  |
| Road Runner Express                                                              | Wild Mouse                                  | Maurer Söhne                          | Six Flags Kentucky Kingdom         | États-Unis  |
| Road Runner Rollercoaster                                                        | Junior / Vekoma Junior Coaster              | Vekoma                                | Warner Bros. Movie World Australia | Australie   |
| Robin Hood                                                                       | Bois                                        | Vekoma                                | Six Flags Holland                  | Pays-Bas    |
| Roller Boom                                                                      | Wild Mouse tournoyante                      | Reverchon Industries                  | Fiabilandia                        | Italie      |
| Roller Coaster                                                                   | Métal                                       | Interpark                             | Freizeitpark Familienland          | Autriche    |
| Roller Coaster                                                                   | Assises                                     |                                       | Suôí Tiên Park                     | Viêt Nam    |
| Sea Serpent                                                                      | Junior                                      | Miler Coaster (en)                    | Santa Cruz Beach Boardwalk         | États-Unis  |
| Son of Beast                                                                     | Bois                                        | Premier Rides                         | Paramount's Kings Island           | États-Unis  |
| Spellbreaker                                                                     | À véhicules suspendus / Batflyer            | Caripro                               | Legoland California                | États-Unis  |
| Spinning Coaster Maihime                                                         | Wild Mouse tournoyante                      | Maurer Söhne                          | Tokyo Dome City Attractions        | Japon       |
| Stealth                                                                          | Volantes / Flying Dutchman                  | Vekoma                                | Paramount's Great America          | États-Unis  |
| Steel Dragon 2000                                                                | Montagnes russes en métal                   | Chance Rides                          | Nagashima Spa Land                 | Japon       |
| Stinger Devenu Cat-O-Pillar en 2014.                                             | Junior                                      | Zierer                                | Paultons Park                      | Royaume-Uni |
| Superman - Ride Of Steel                                                         | Hyper montagnes russes                      | Intamin                               | Six Flags America                  | États-Unis  |
| Superman - Ride Of Steel Devenu Bizarro en 2009, puis Superman the Ride en 2016. | Hyper montagnes russes                      | Intamin                               | Six Flags New England              | États-Unis  |
| Superman: Krypton Coaster                                                        | Sans sol                                    | Bolliger & Mabillard                  | Six Flags Fiesta Texas             | États-Unis  |
| Superman The Ride Devenu Xpress en 2005 puis Xpress: Platform 13 en 2014.        | Lancées                                     | Vekoma                                | Six Flags Holland                  | Pays-Bas    |
| Superman Ultimate Escape                                                         | Navette inversées / Twisted Impulse Coaster | Intamin                               | Six Flags Ohio                     | États-Unis  |
| Svalbard Ekspressen                                                              | Junior / Vekoma Junior Coaster              | Vekoma                                | Kongeparken                        | Norvège     |
| Tom and Jerry's Mouse in the House                                               | Wild Mouse                                  | Mack Rides                            | Movie Park Germany                 | Allemagne   |
| Tren Bravo                                                                       | E-Powered                                   | Zamperla                              | Terra Mítica                       | Espagne     |
| Villain                                                                          | Hybrides                                    | Custom Coasters International         | Six Flags Ohio                     | États-Unis  |
| Vleermuis                                                                        | À véhicules suspendus / Batflyer            | Caripro                               | Plopsaland                         | Belgique    |
| Wild Mouse                                                                       | Wild Mouse                                  | Maurer Söhne                          | Dorney Park                        | États-Unis  |
| Wild Train                                                                       | Assises                                     | Pax Company                           | Parc Saint-Paul                    | France      |
| Woodstock's Express                                                              | Assises / Family Gravity Coaster 80STD      | Zamperla                              | Dorney Park                        | États-Unis  |

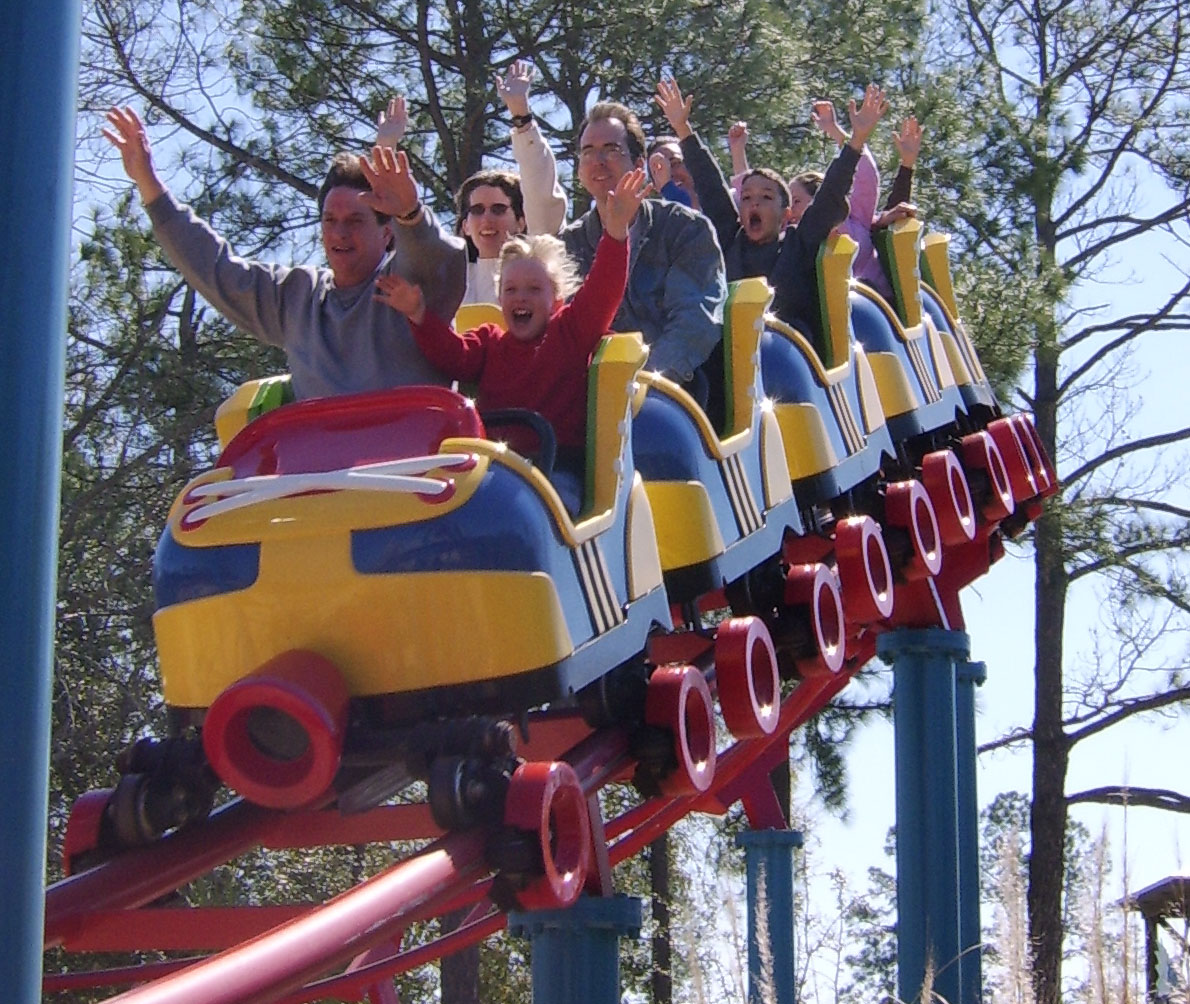
Ant Farm Express à Wild Adventures
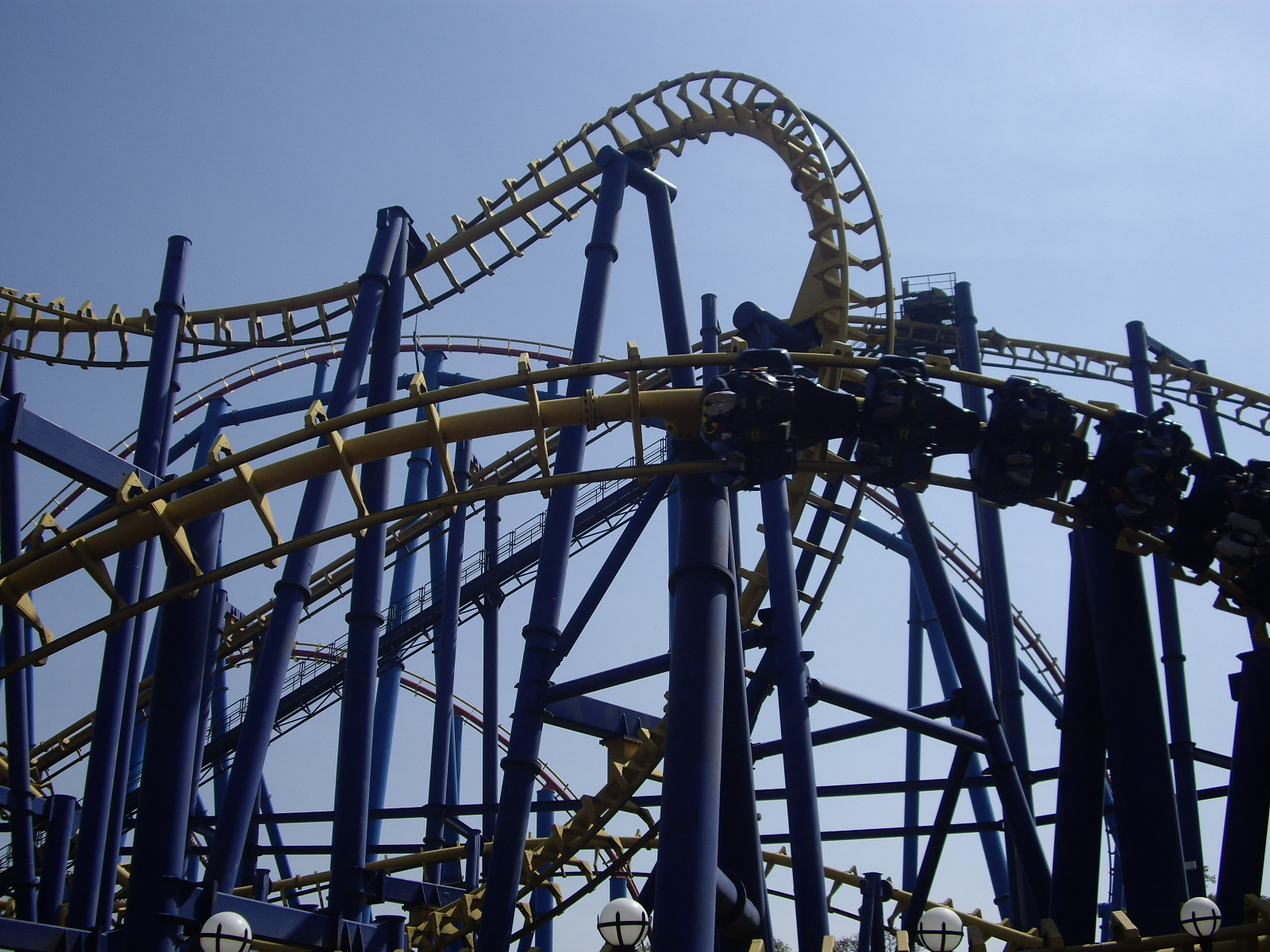
Batman: The Ride à Six Flags Mexico
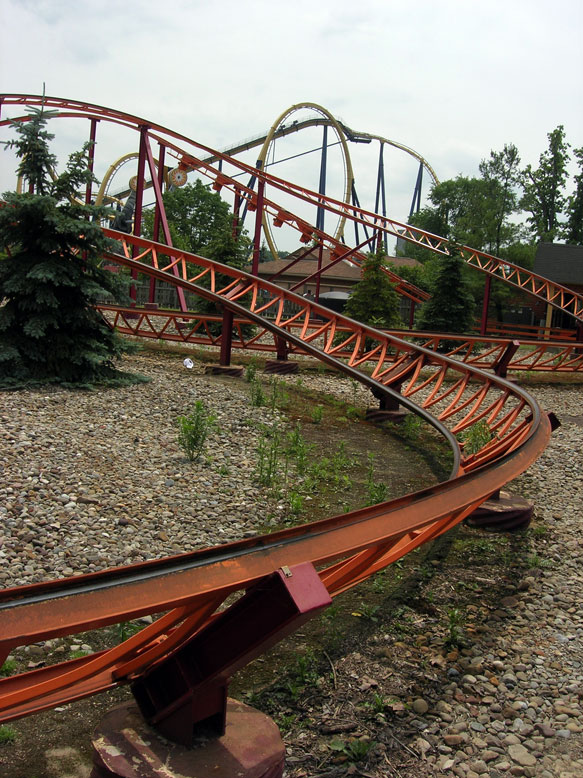
Beaver Land Mine Ride à Six Flags Ohio
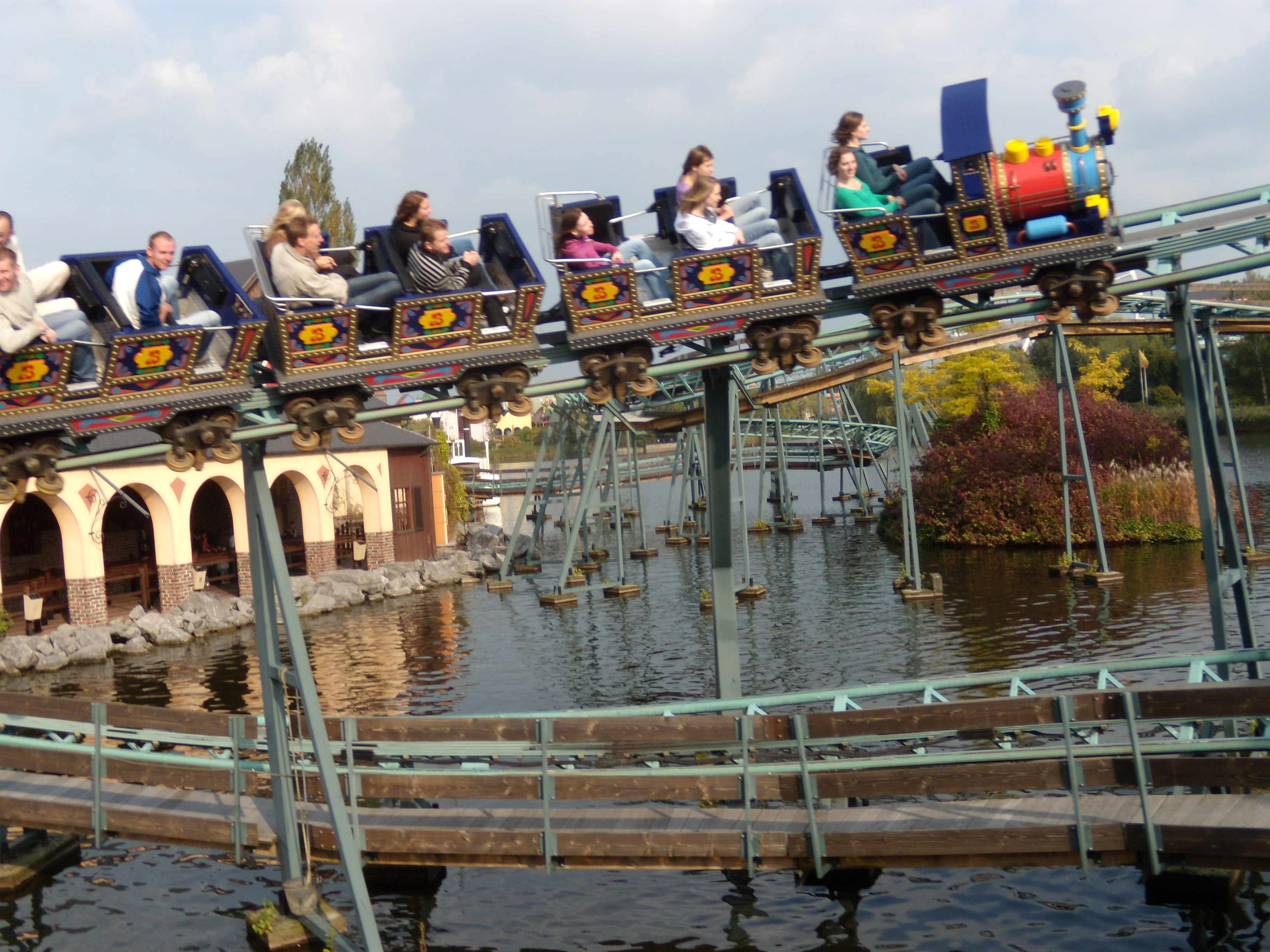
Bob Express à Bobbejaanland
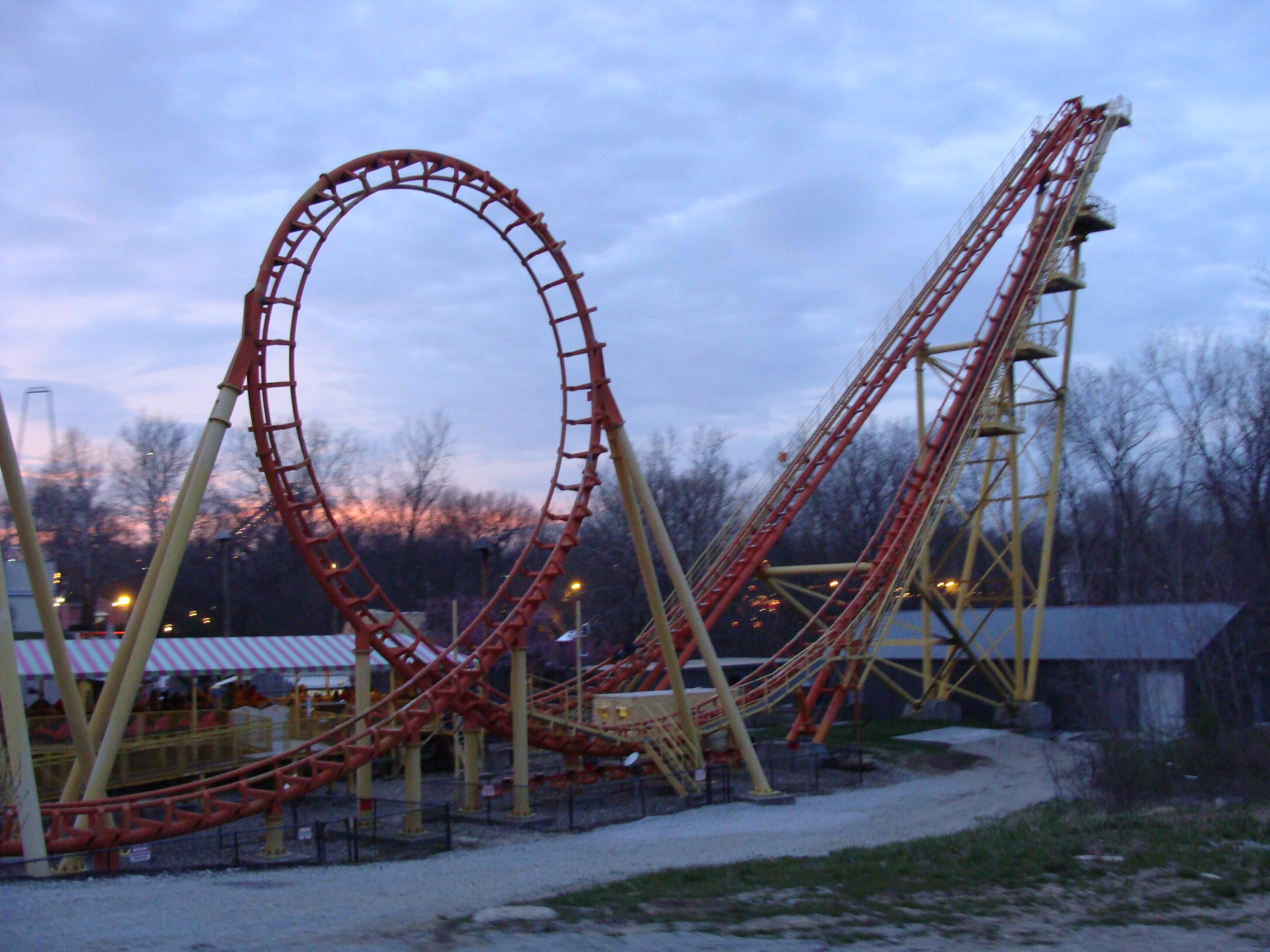
Boomerang à Worlds of Fun
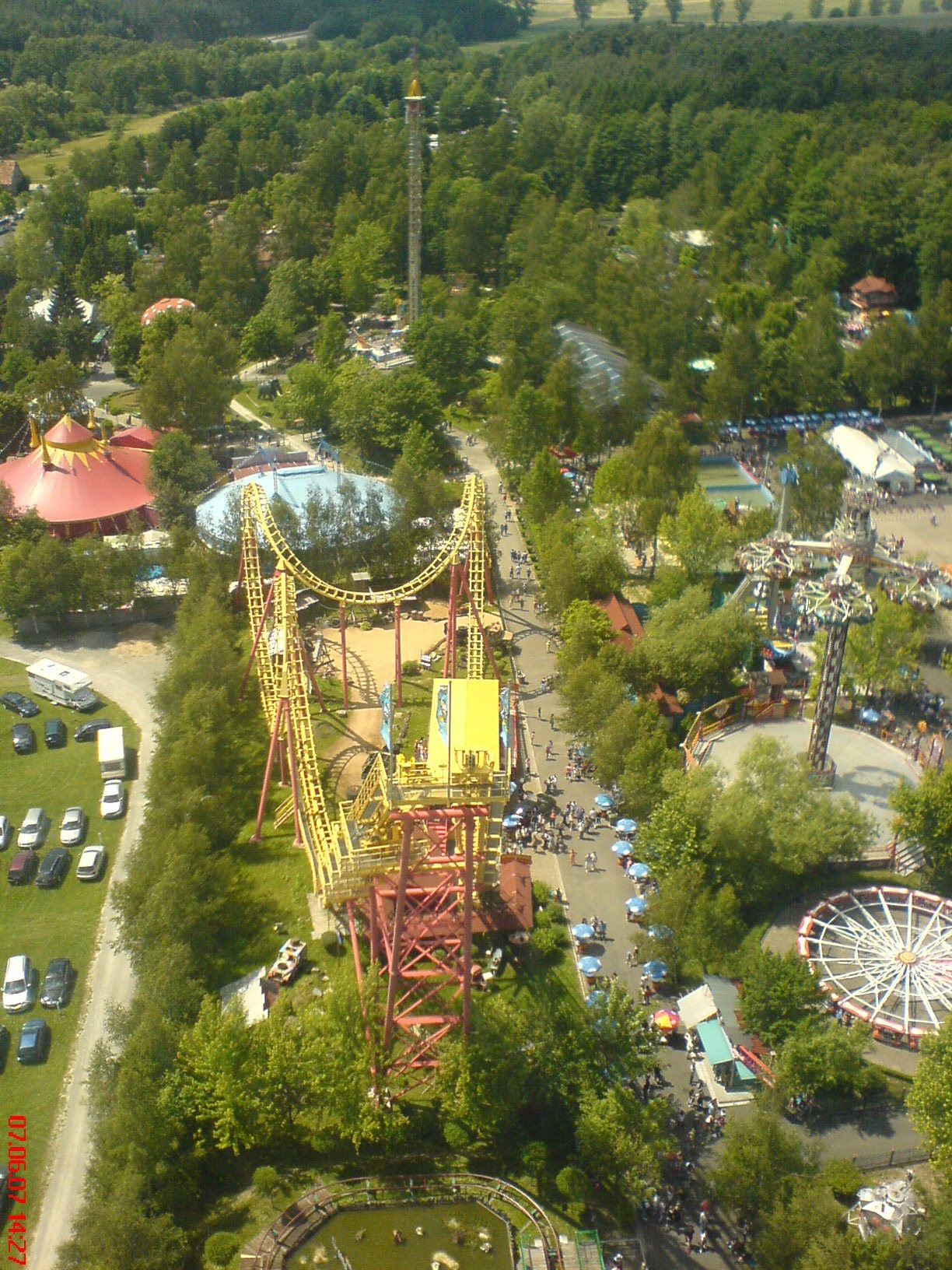
Boomerang à Freizeit-Land Geiselwind
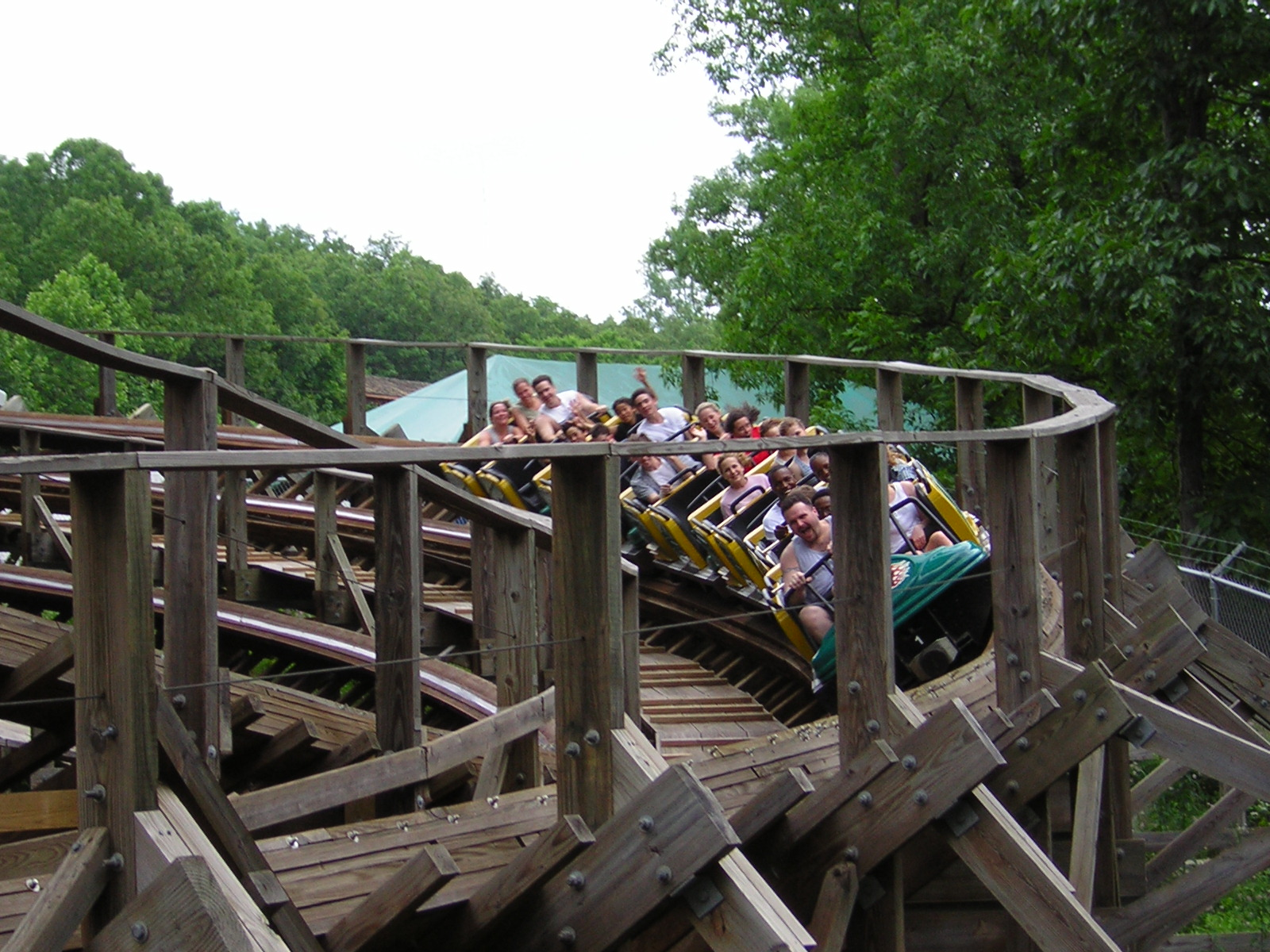
Boss à Six Flags St. Louis
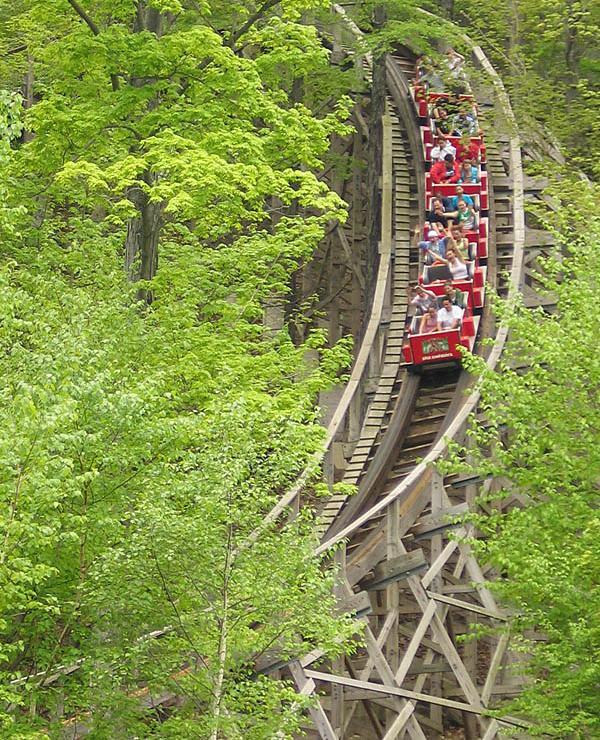
Boulder Dash à Lake Compounce
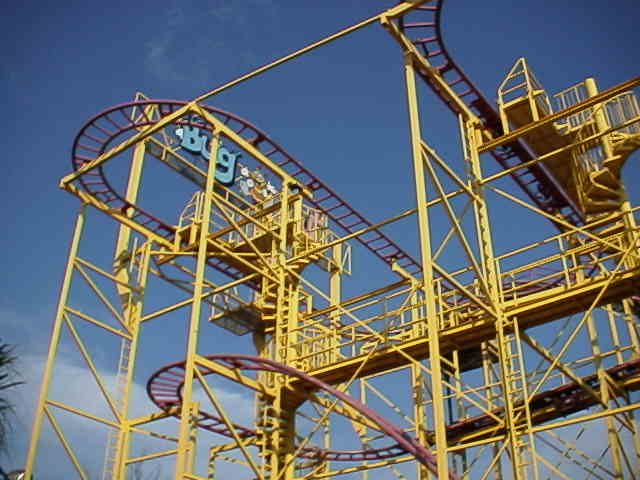
Bug Out à Wild Adventures
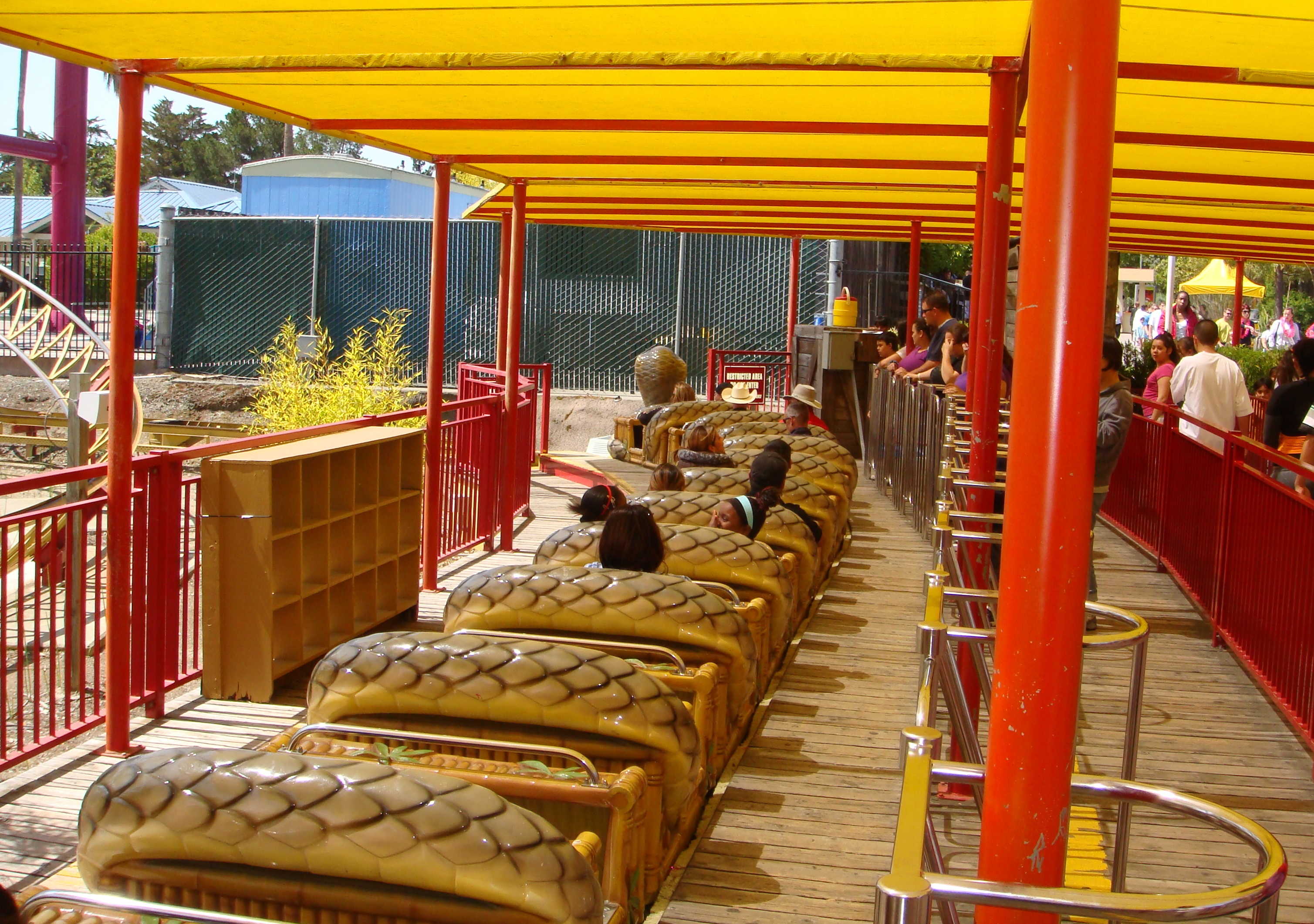
Cobra à Six Flags Marine World
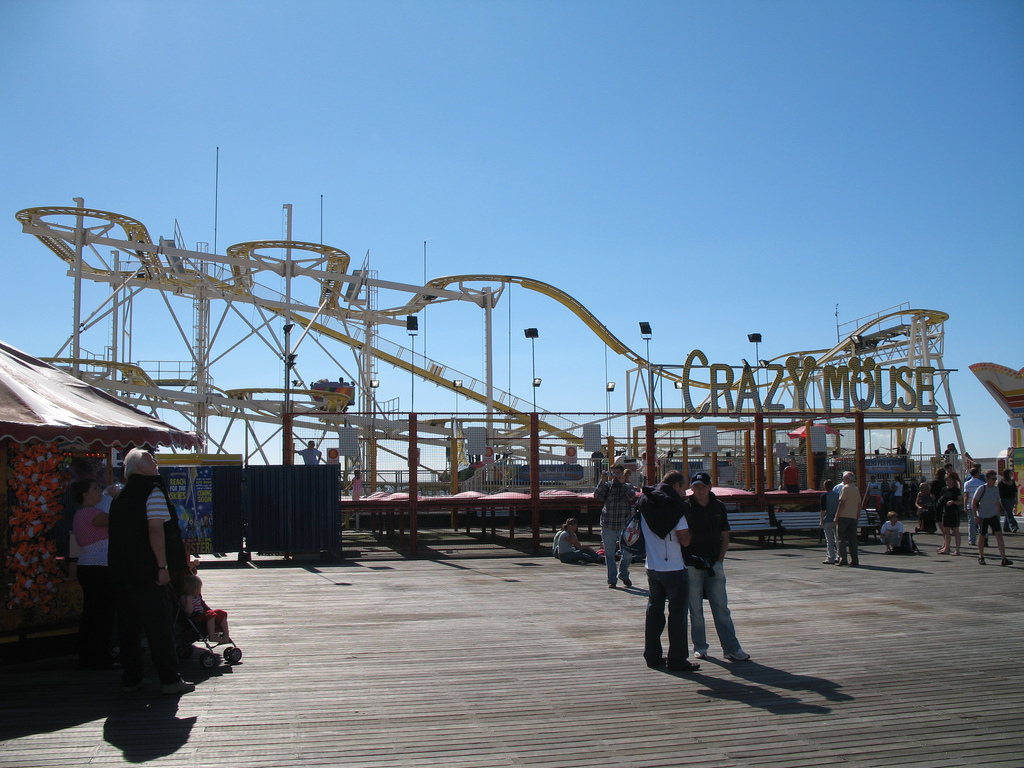
Crazy mouse sur la jetée de Brighton
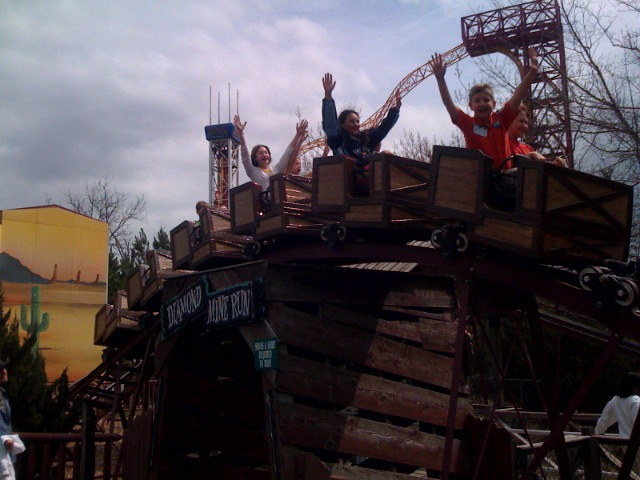
Diamond Mine Run à Magic Springs and Crystal Falls
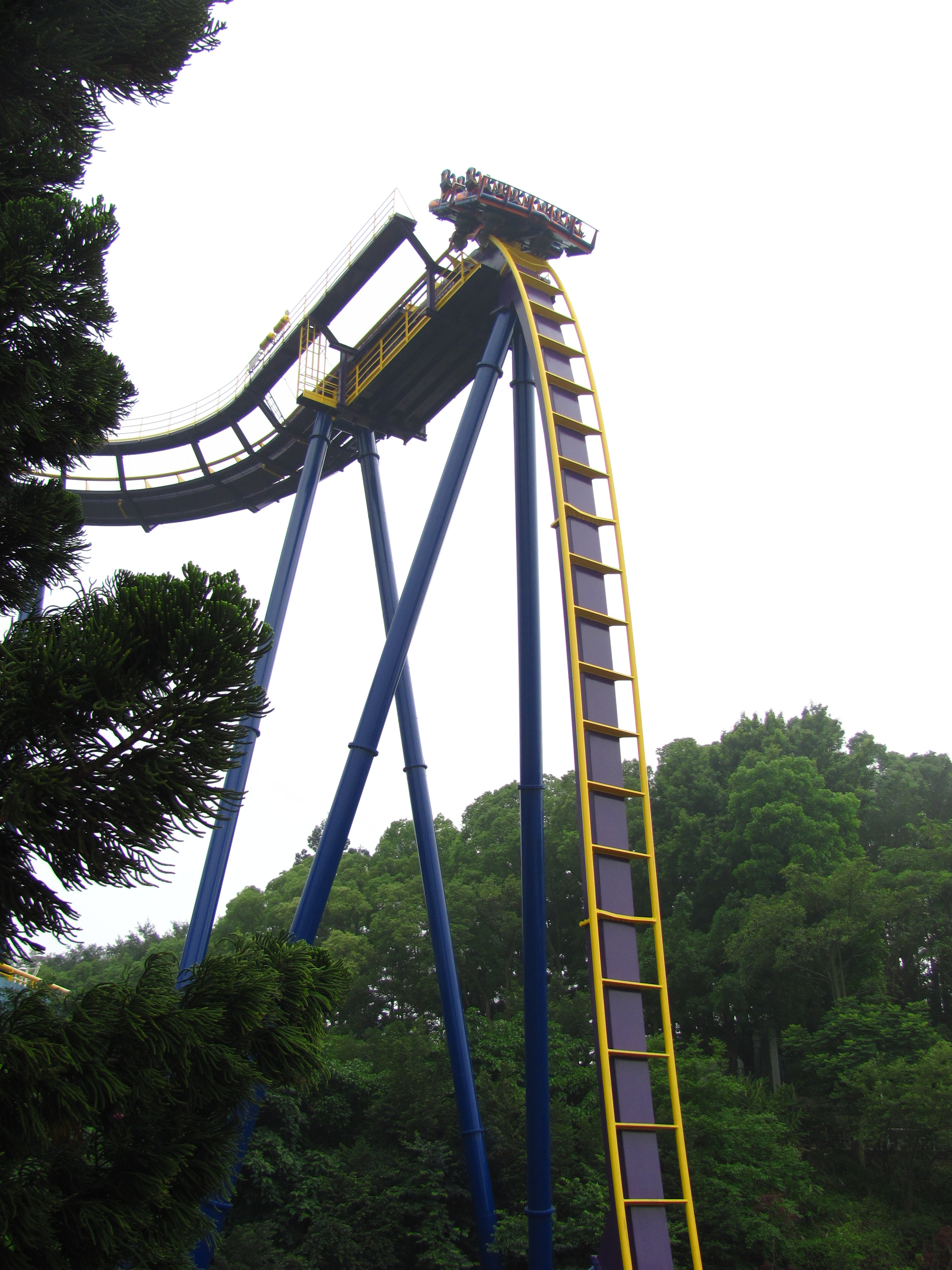
Diving Machine G5 à Janfusun Fancyworld
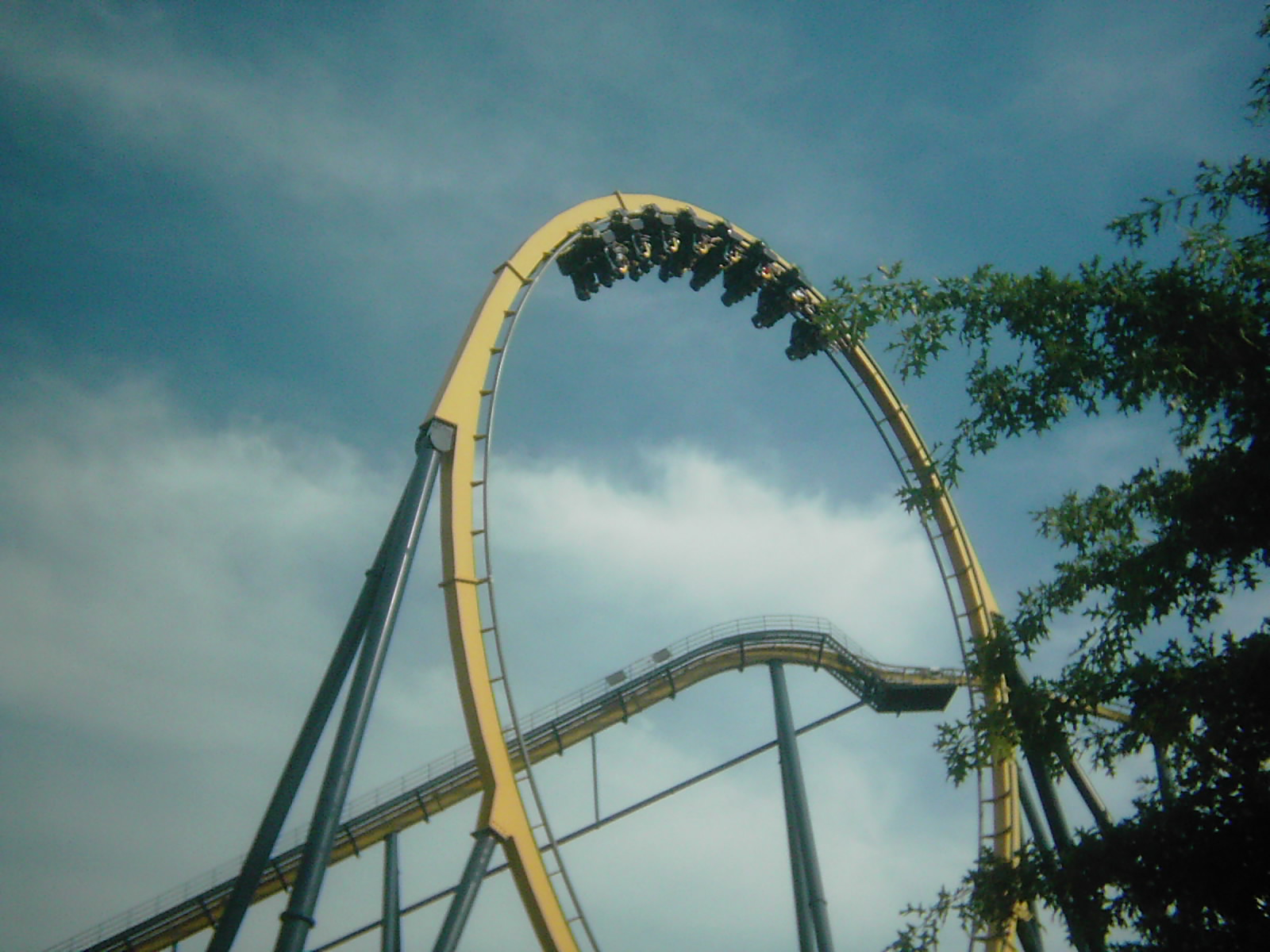
Dominator à Six Flags Ohio
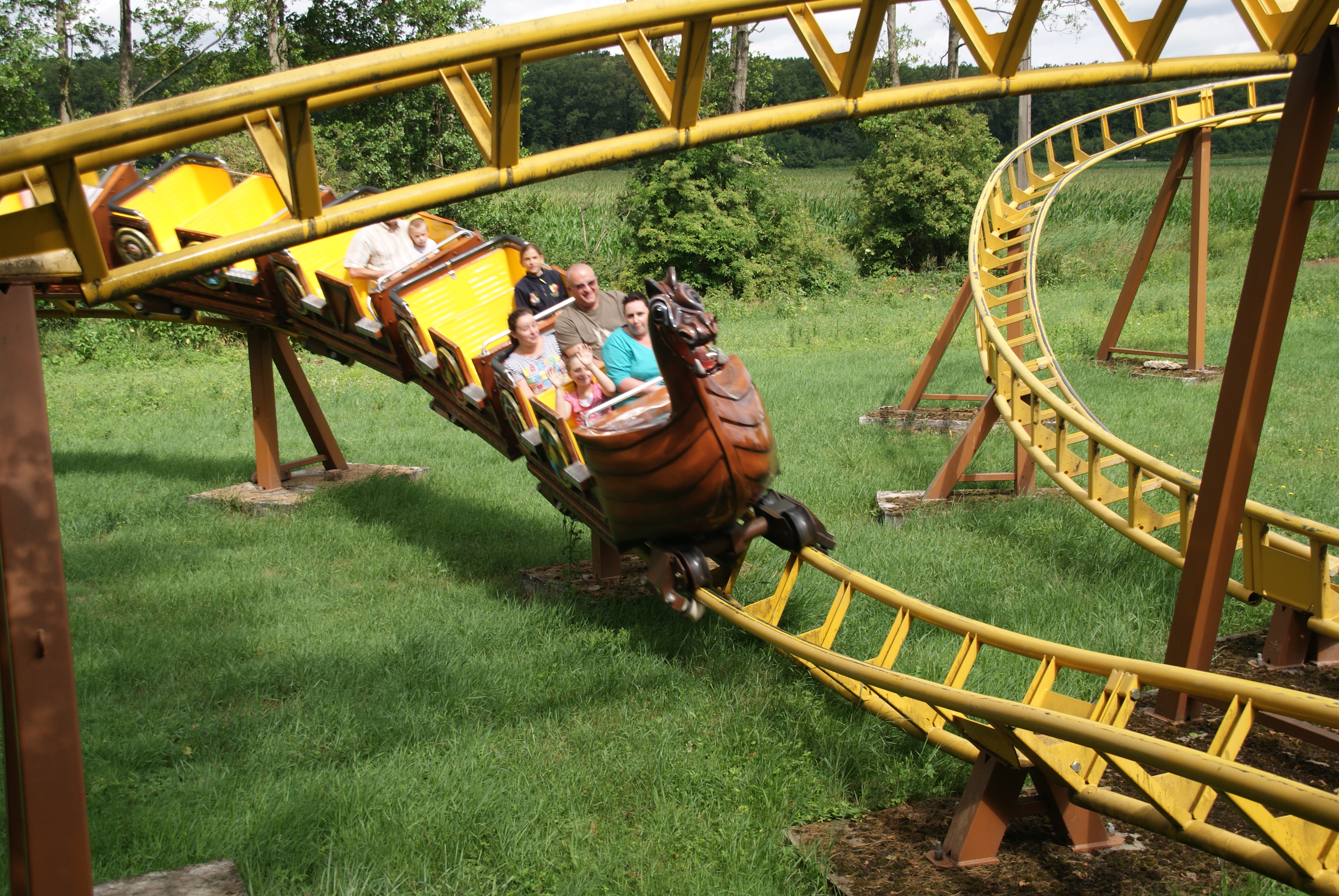
Drakkar à Didi'Land
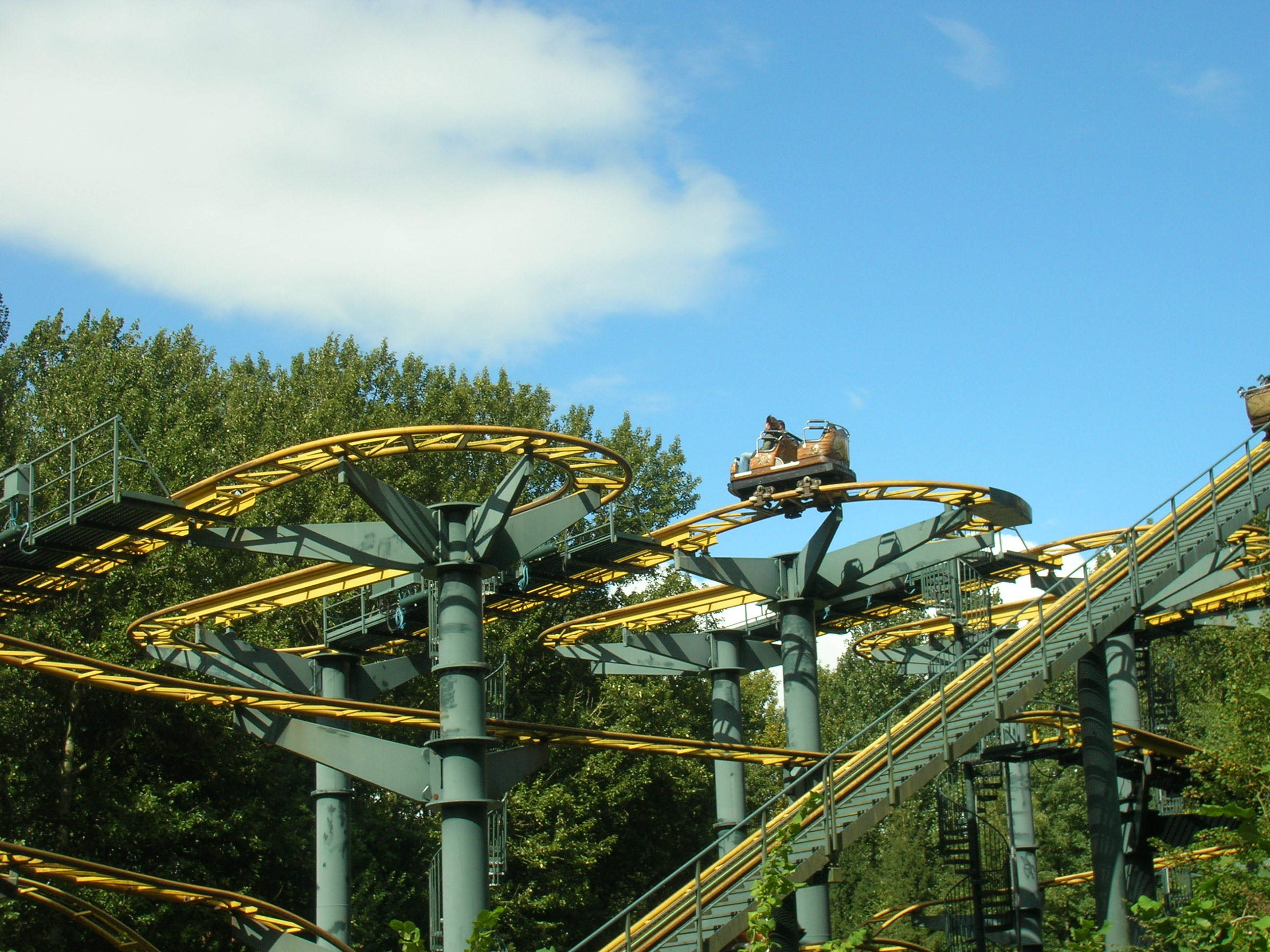
Flying Dutchman Goldmine à Six Flags Holland
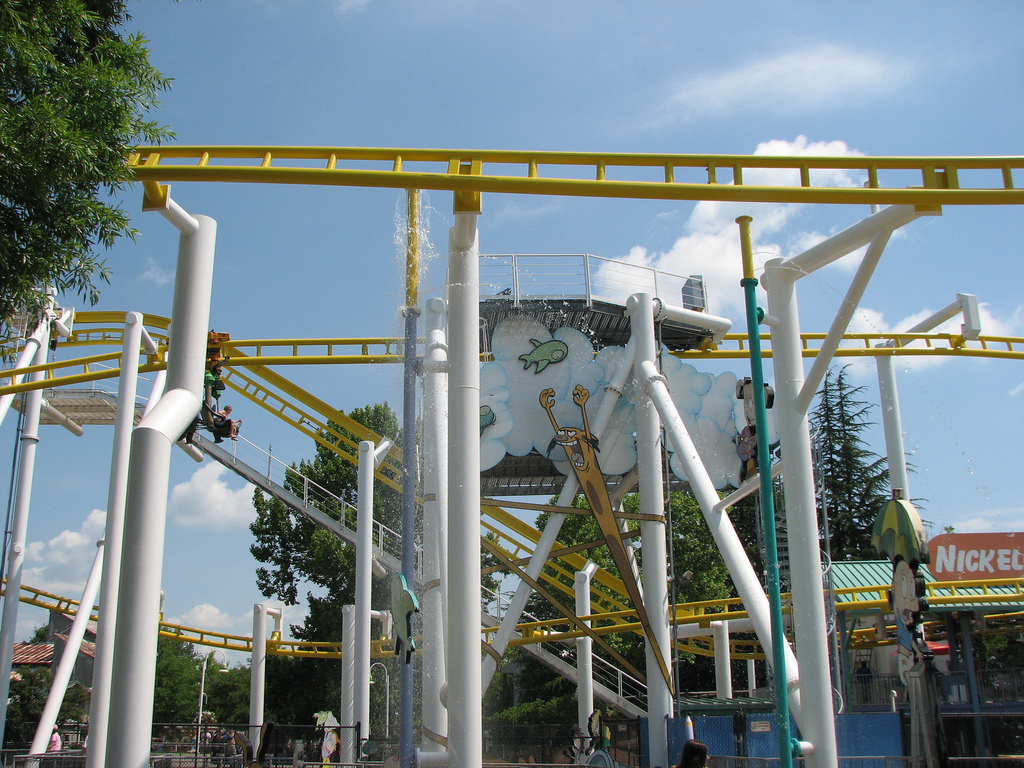
Flying Super Saturator à Paramount's Carowinds
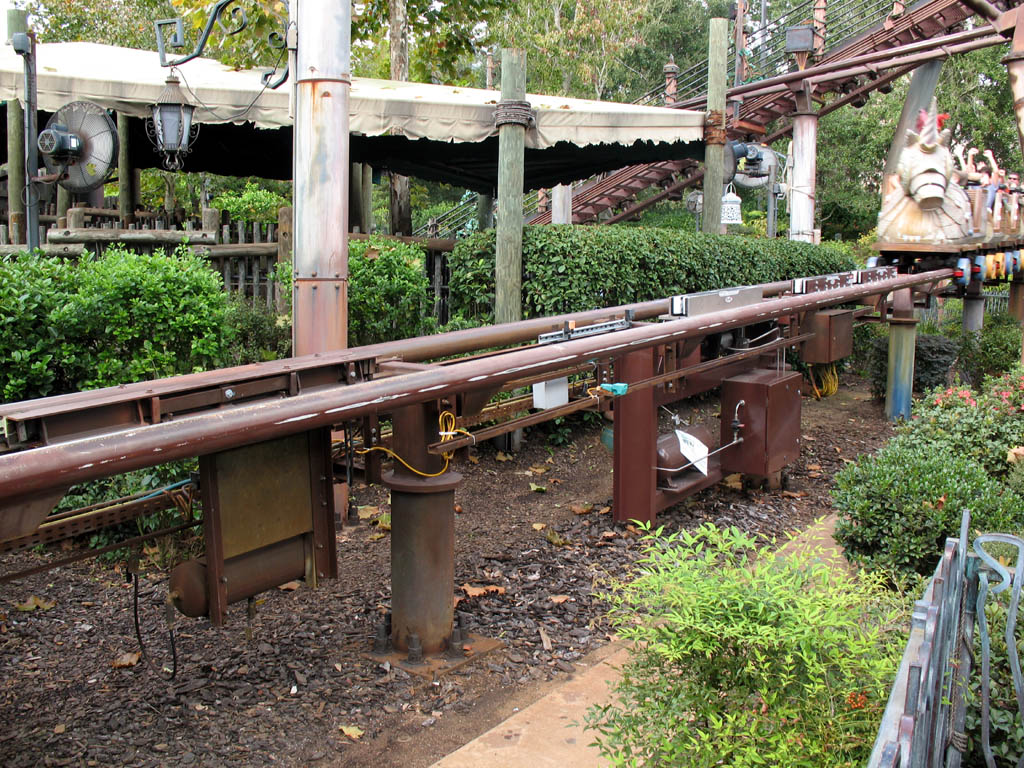
Flying Unicorn à Universal's Islands of Adventure
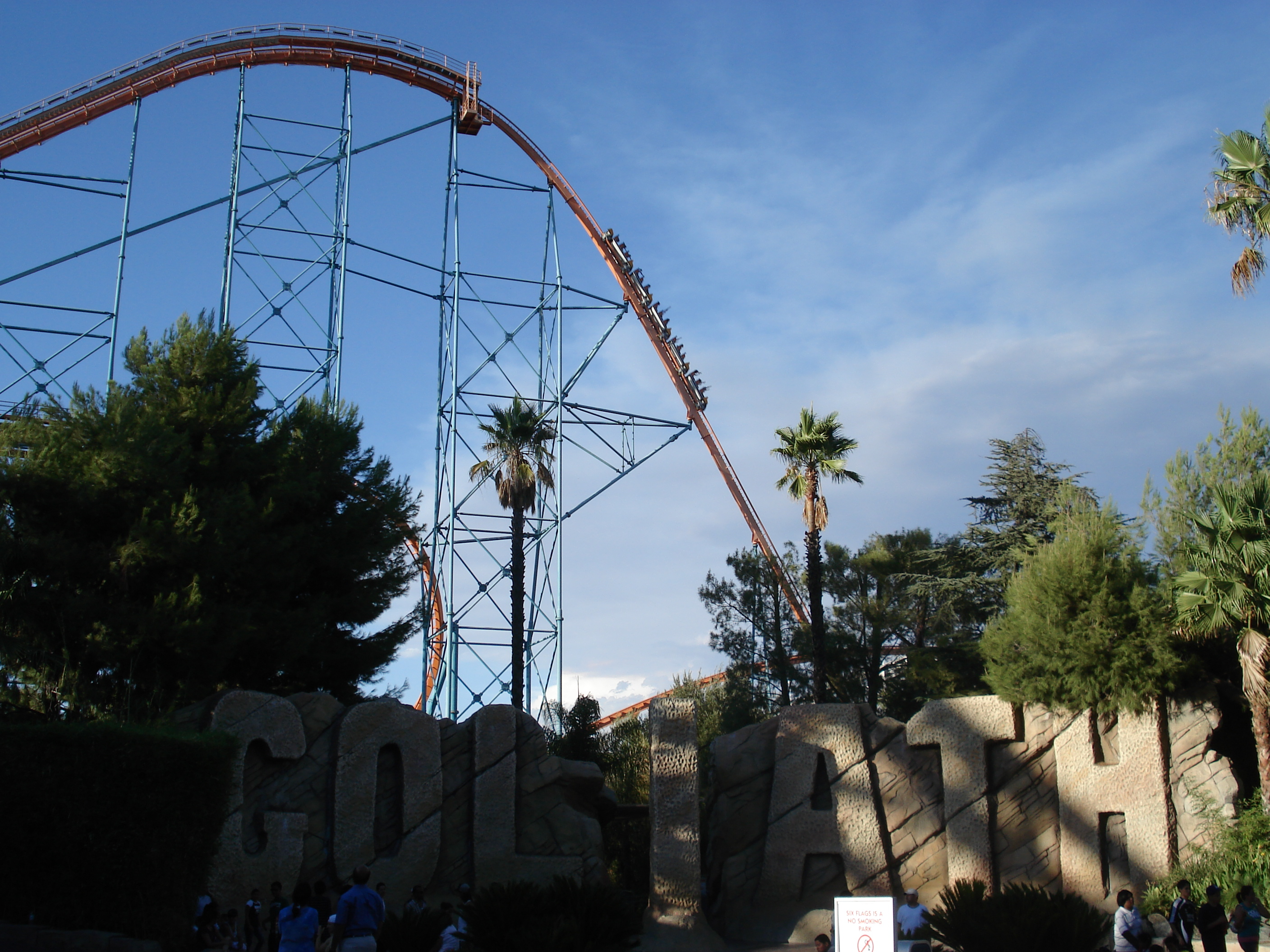
Goliath à Six Flags Magic Mountain
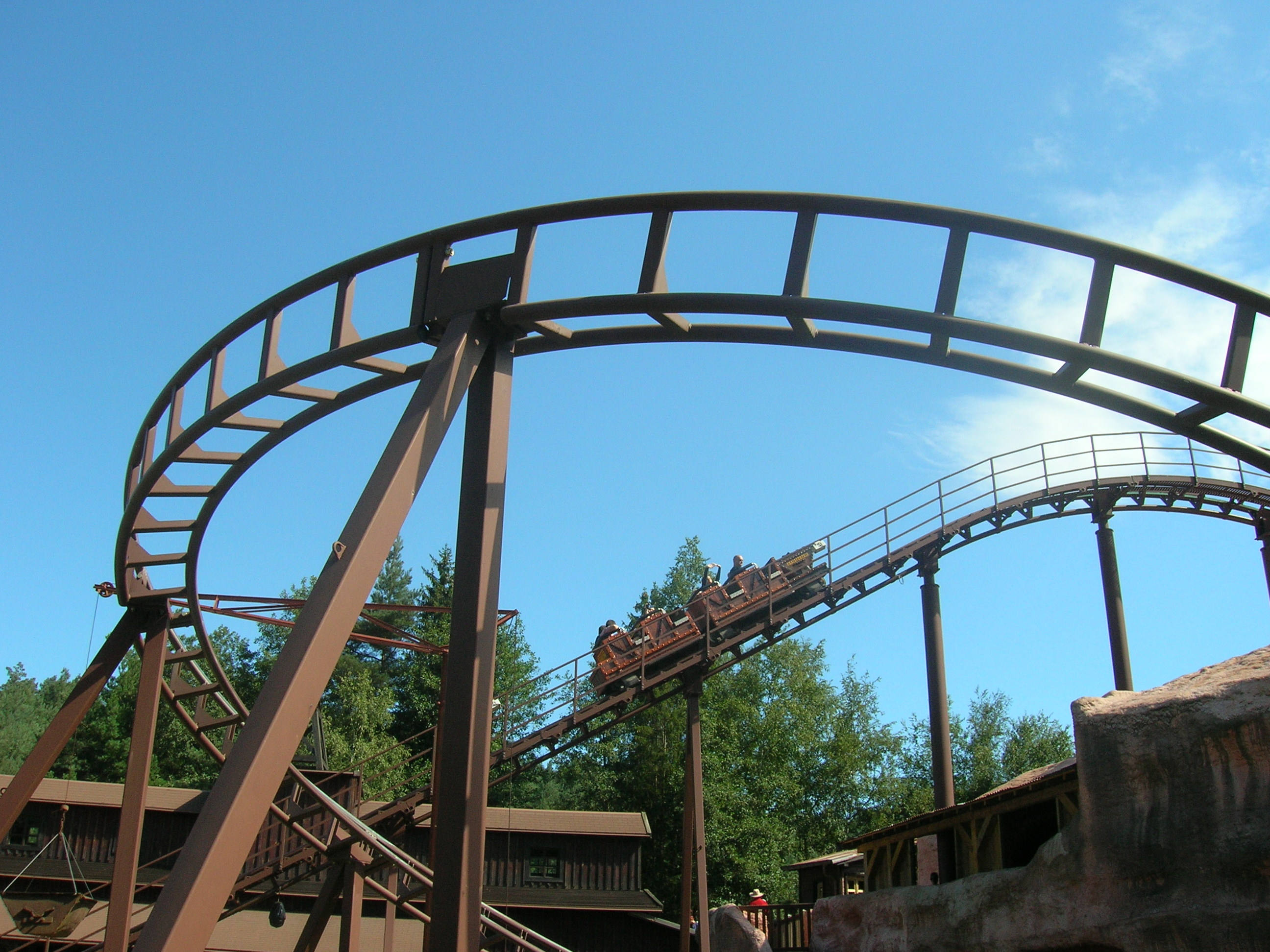
Grand Canyon à Fraispertuis-City
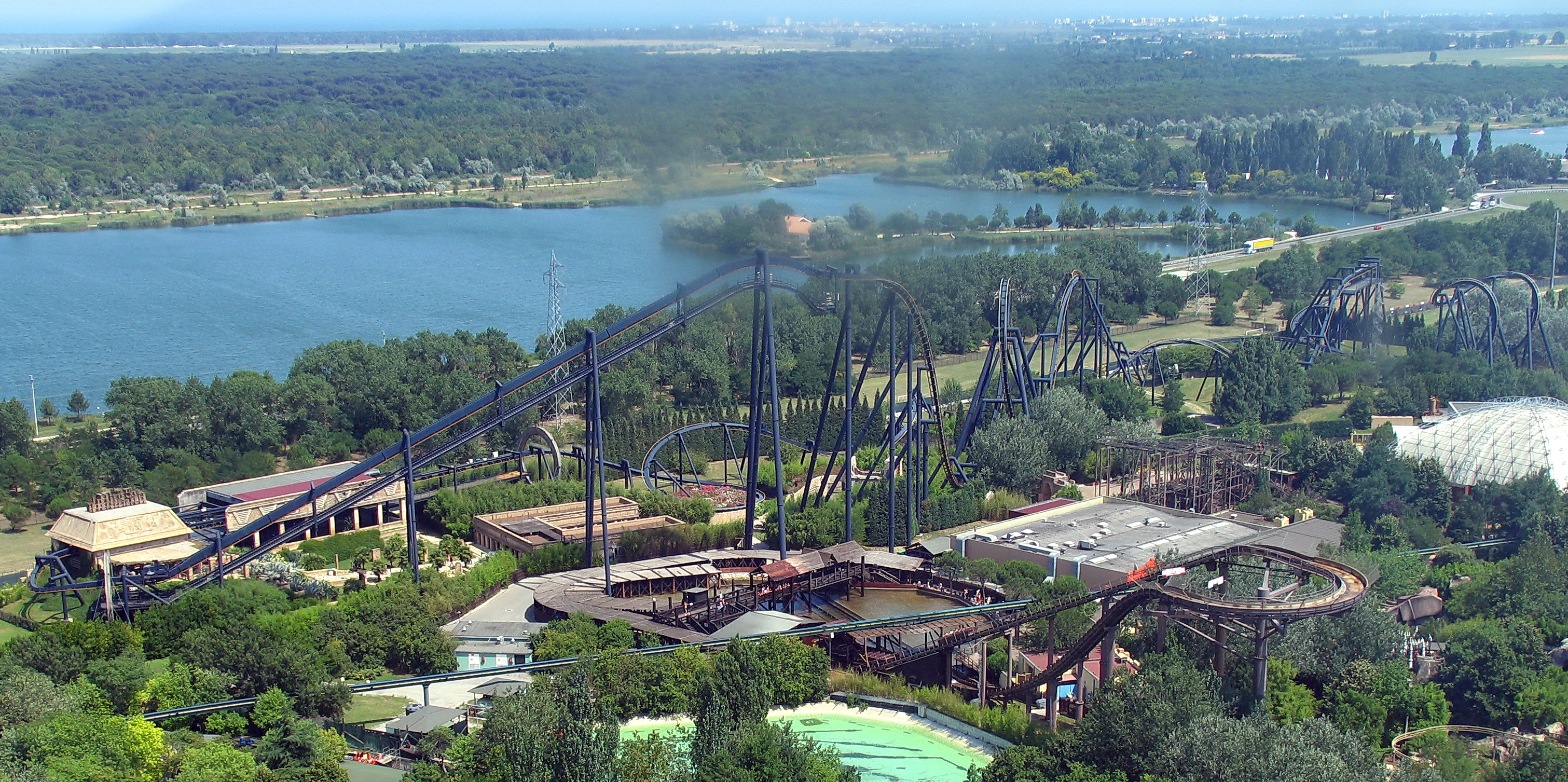
Katun à Mirabilandia
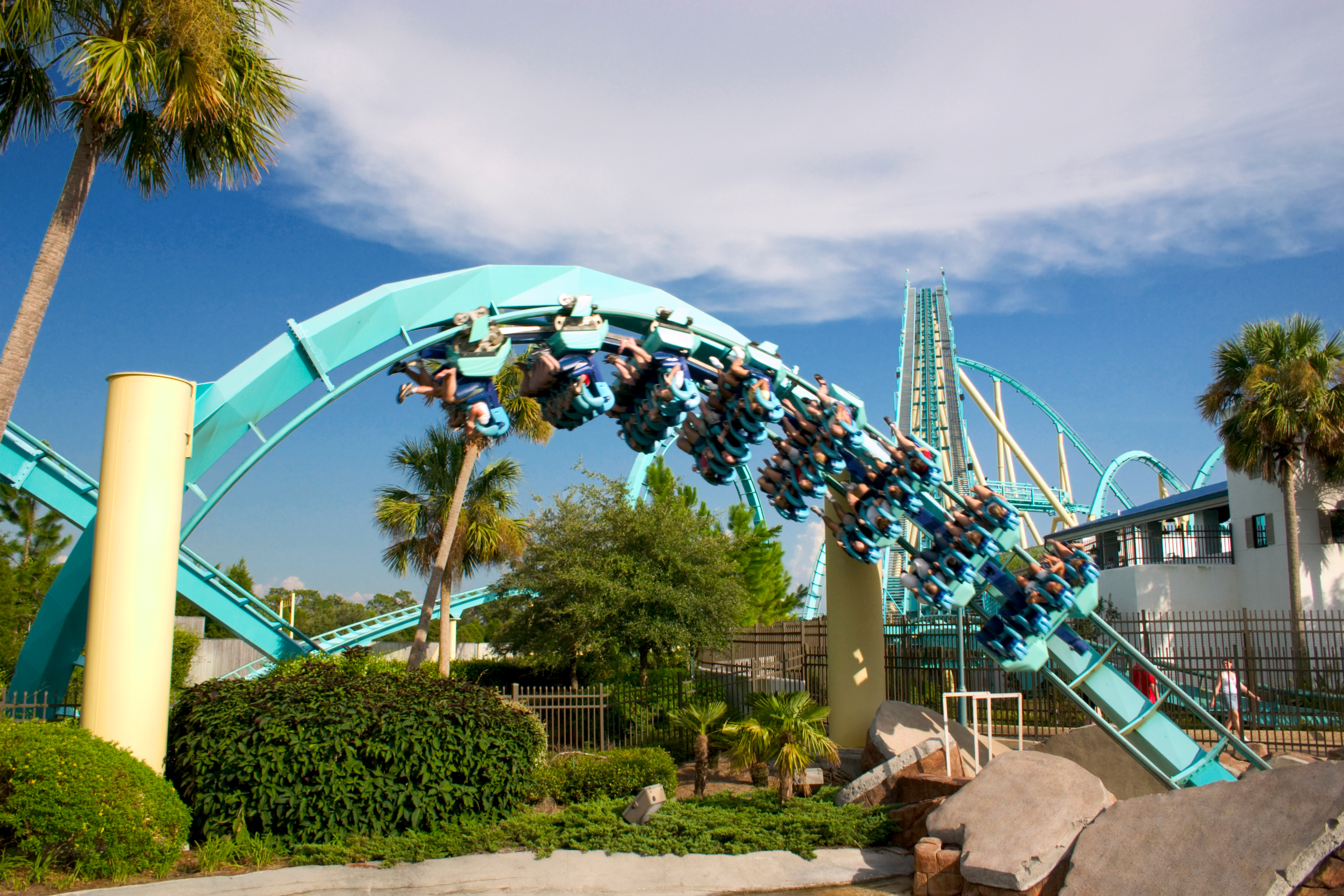
Kraken à SeaWorld Orlando
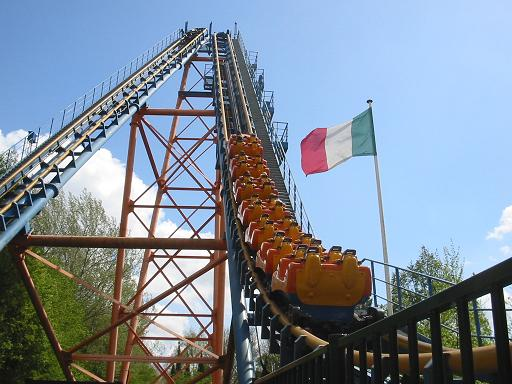
La Via Volta à Six Flags Holland
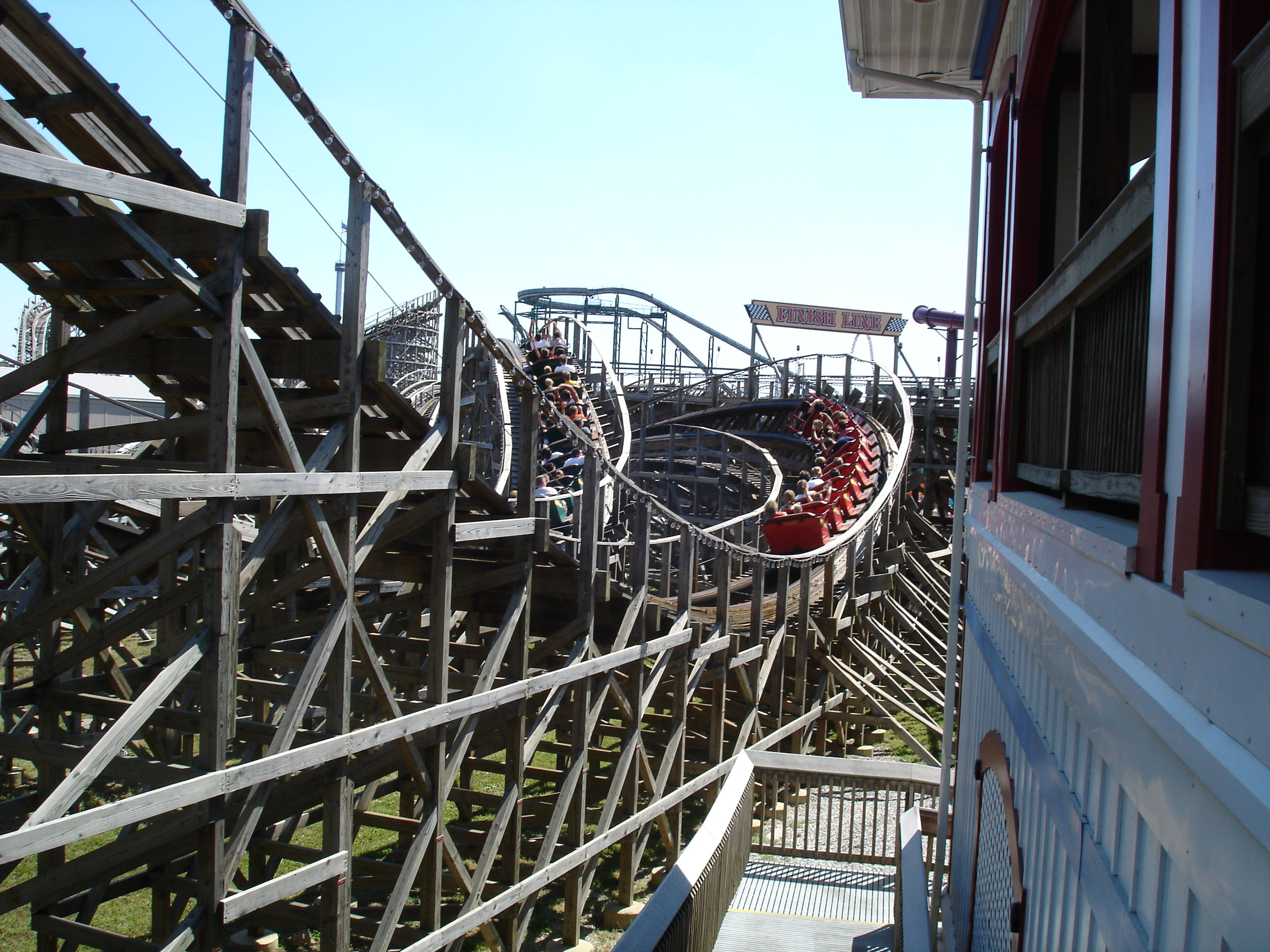
Lightning Racer à Hersheypark
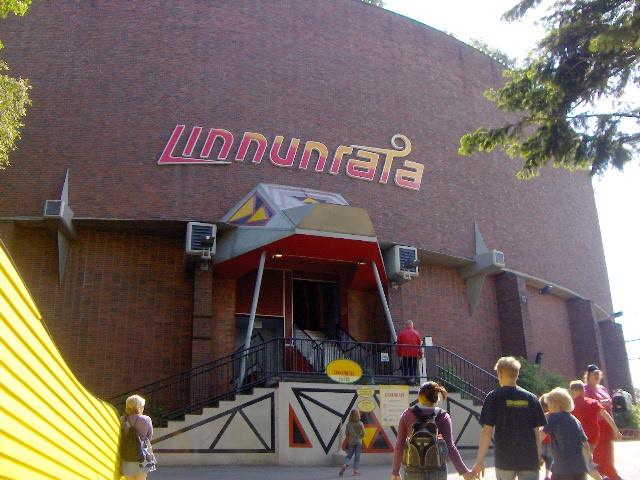
Linnunrata à Linnanmäki
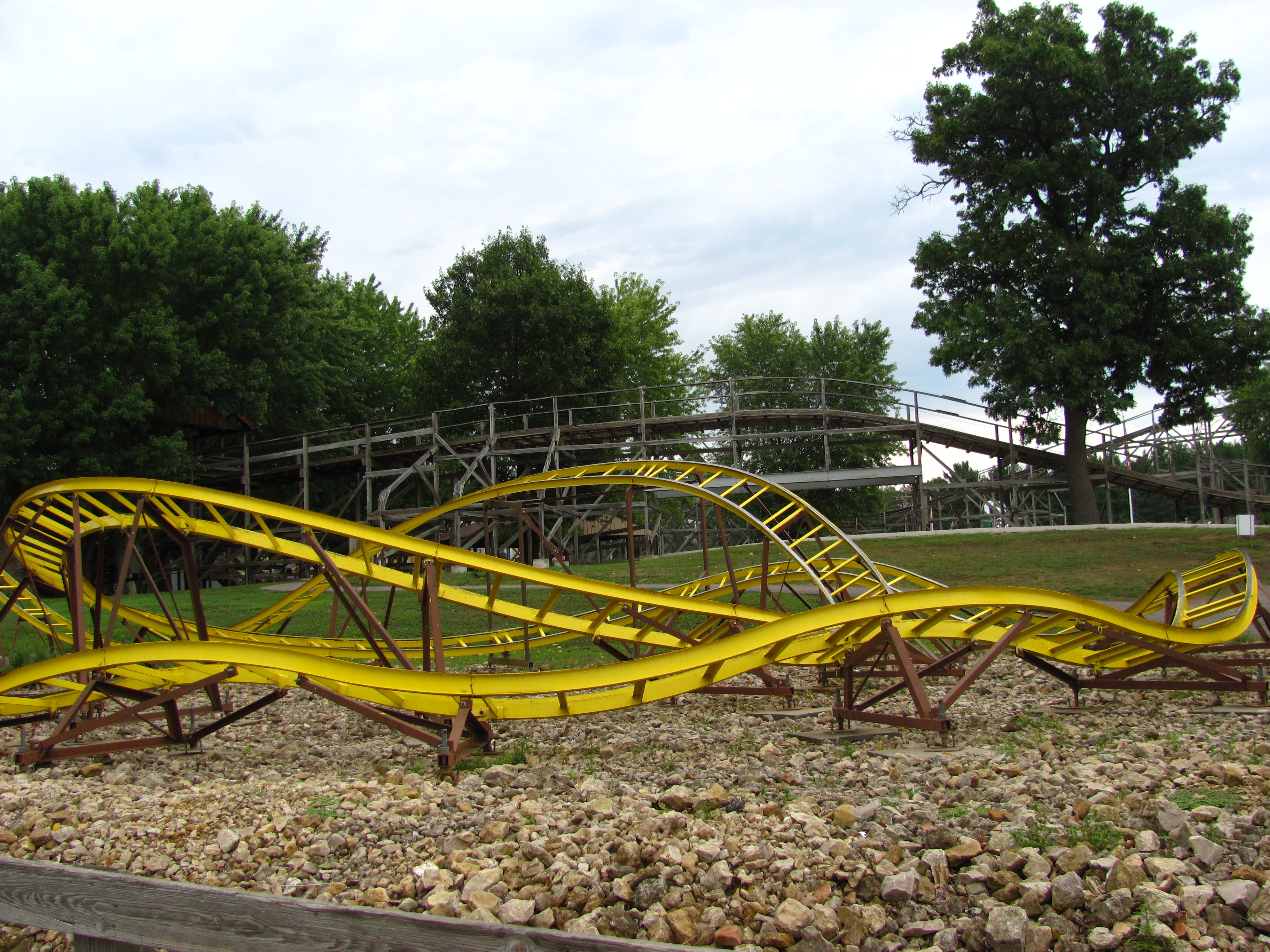
Little Titans à Mt. Olympus Water & Theme Park
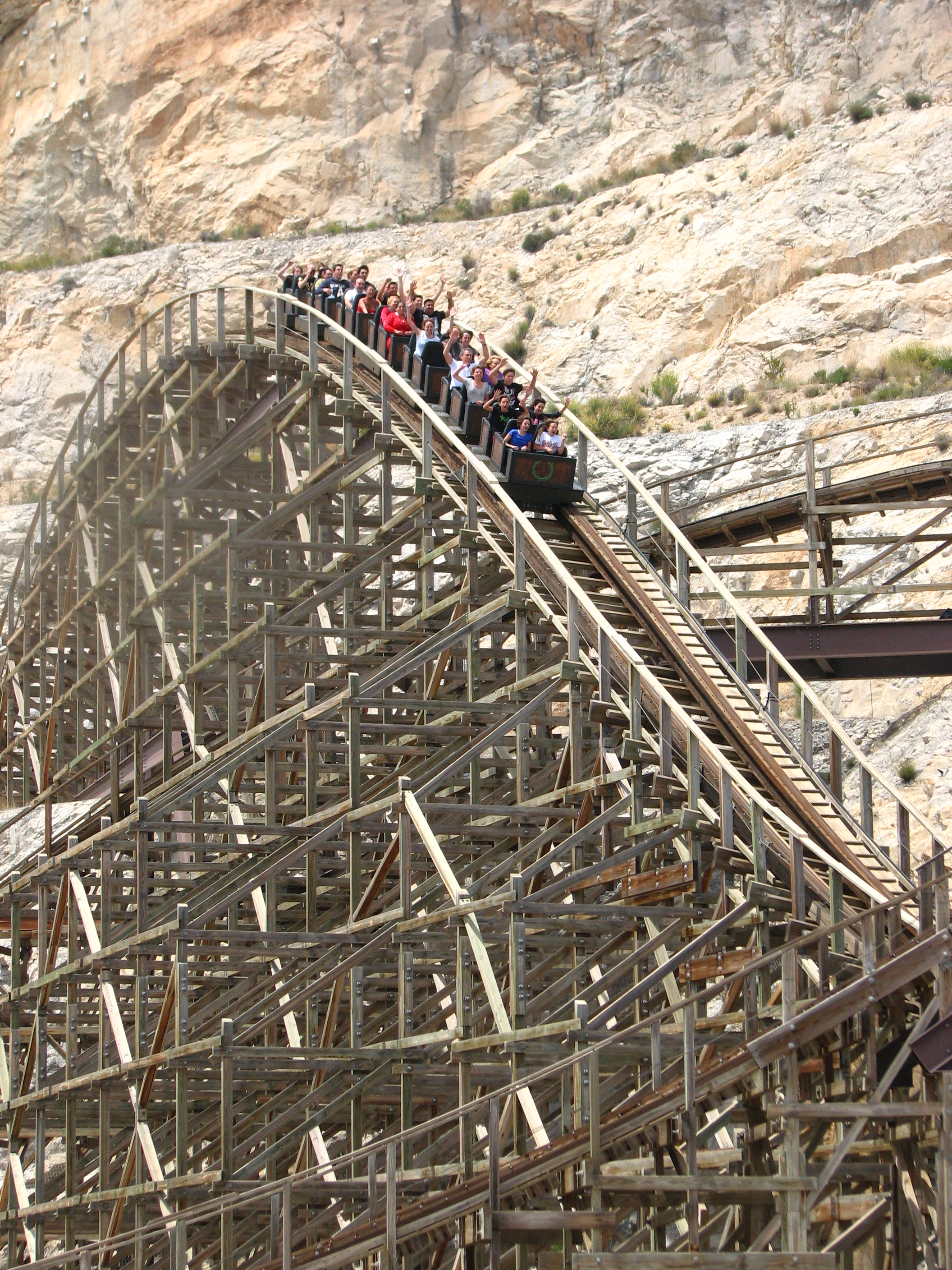
Magnus Collossus à Terra Mítica
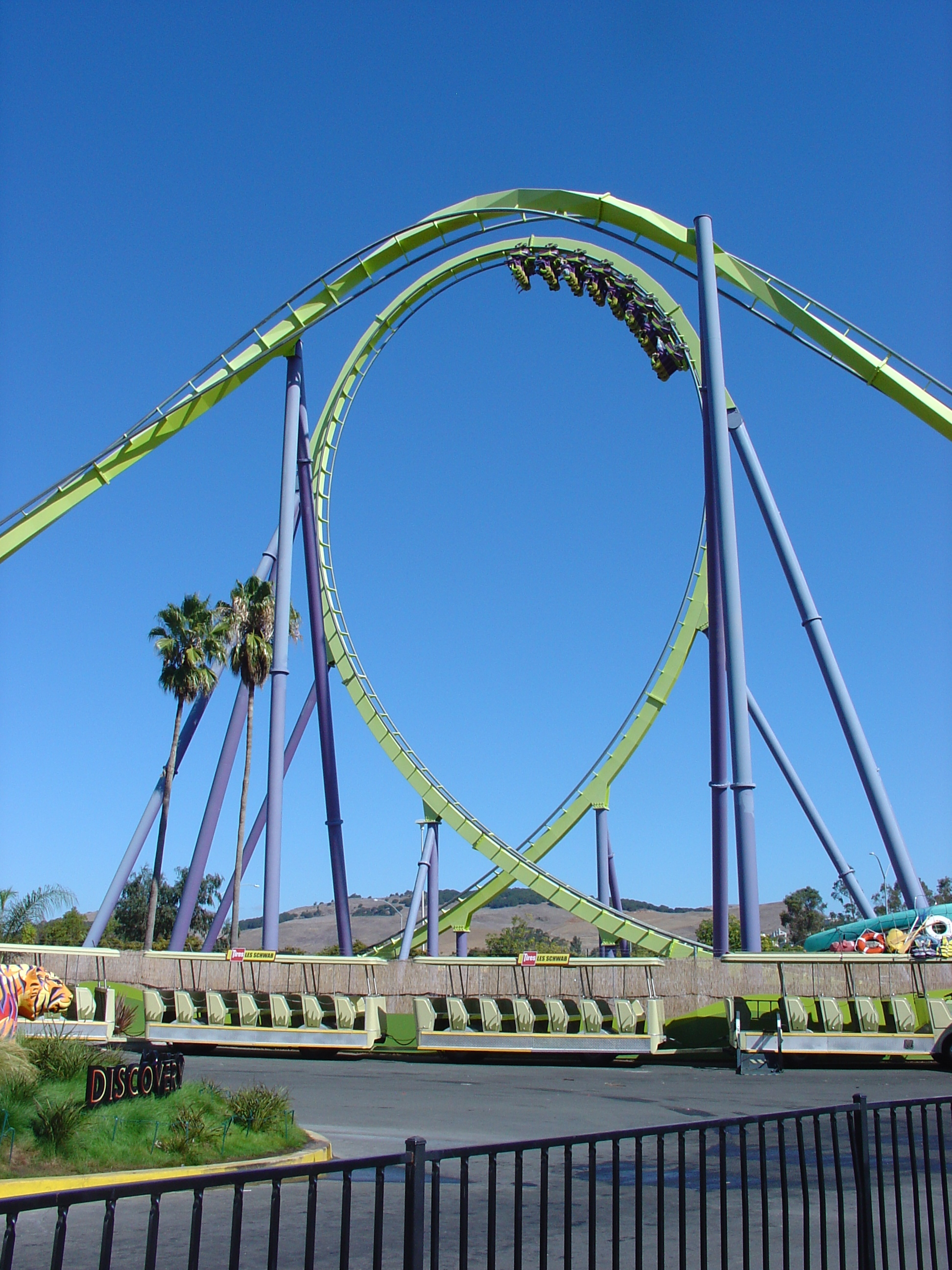
Medusa à Six Flags Marine World
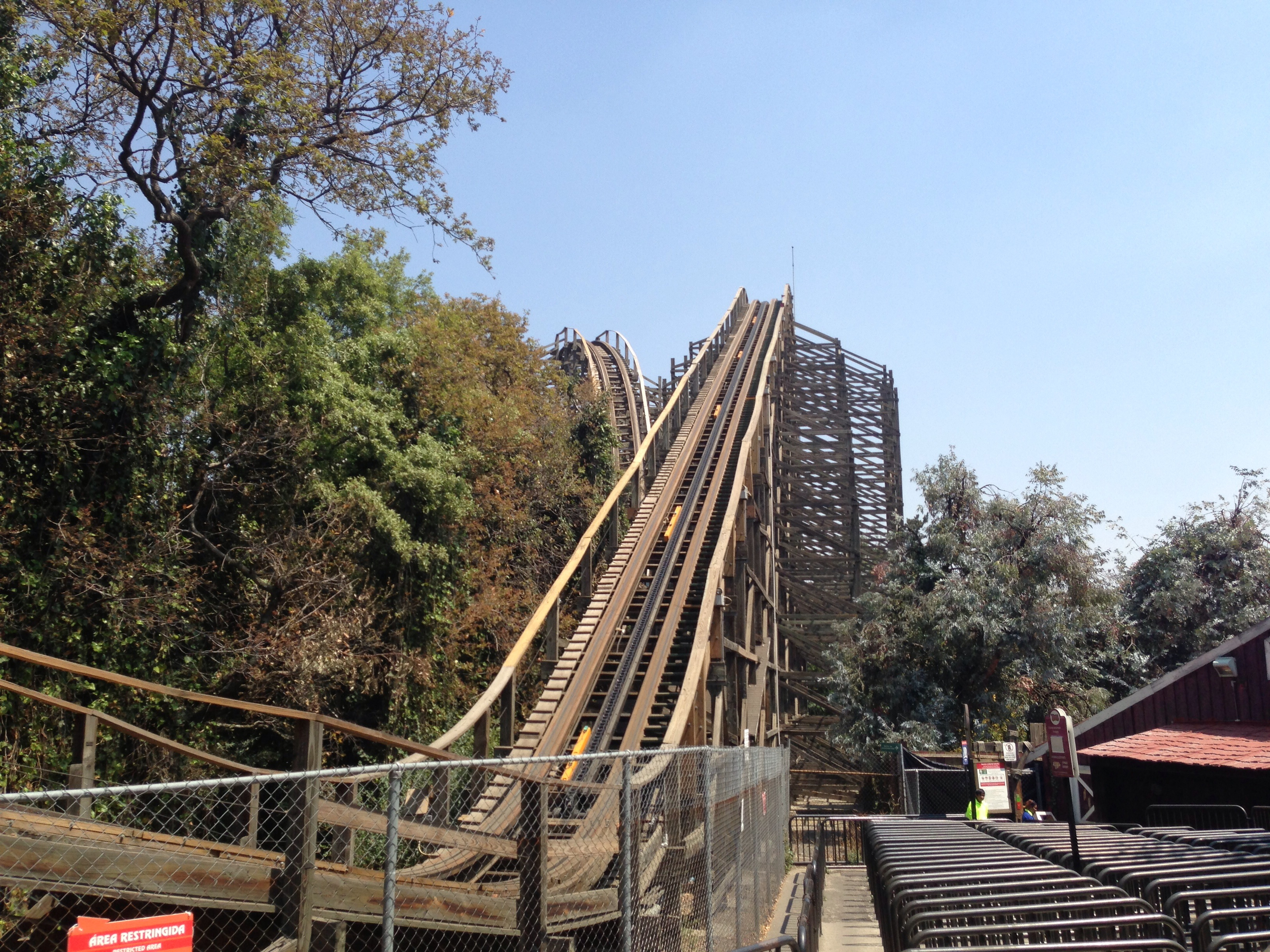
Medusa à Six Flags México
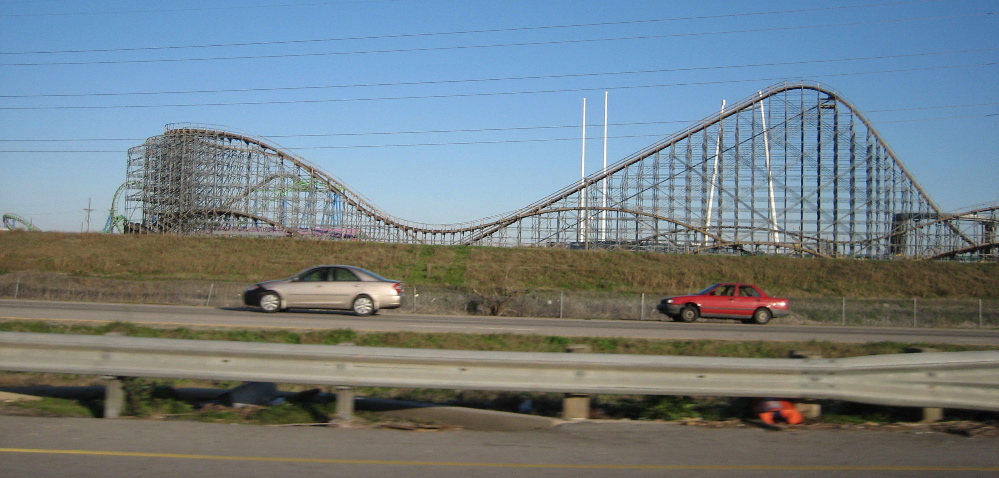
Mega Zeph à Six Flags New Orleans
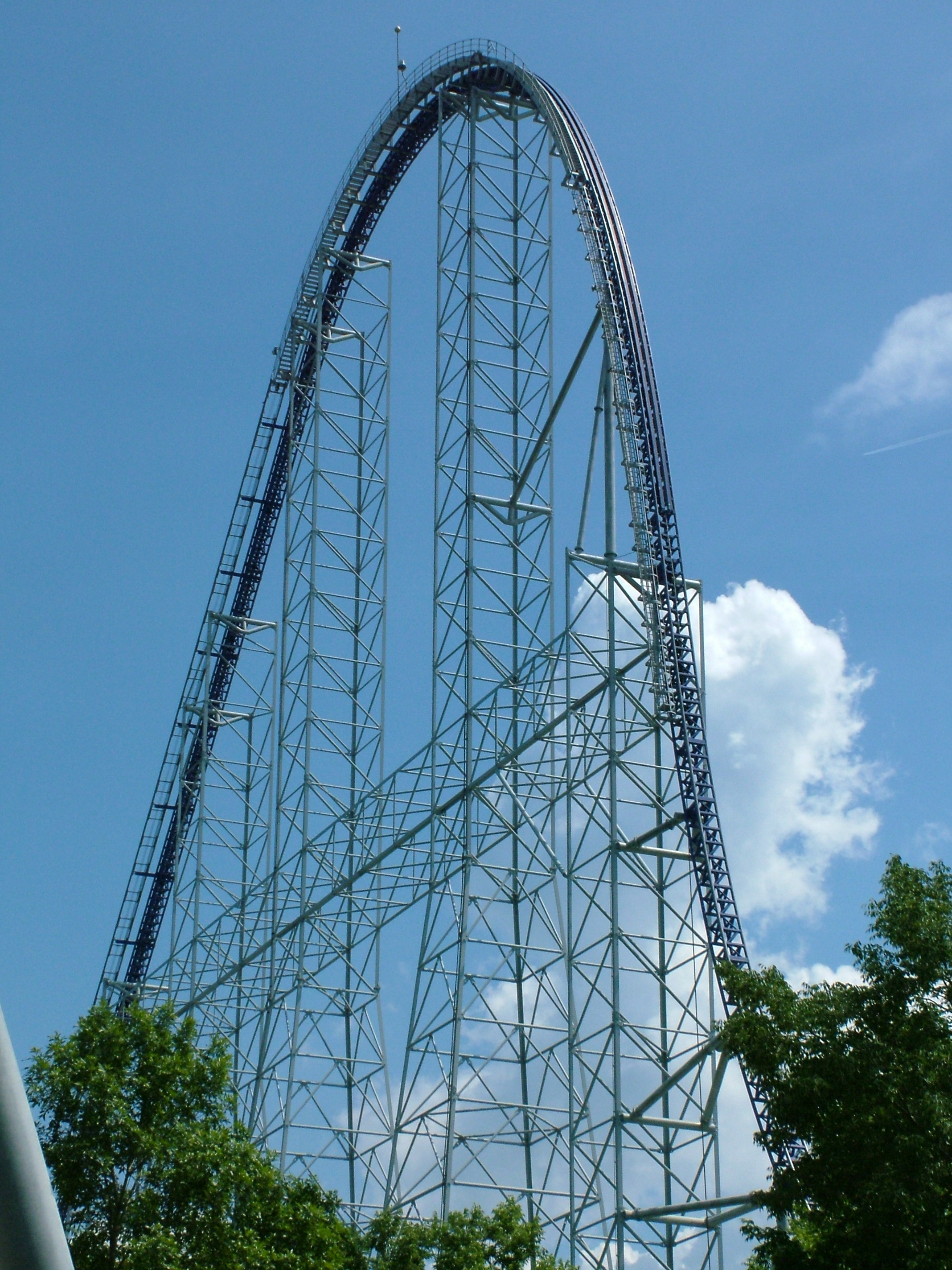
Millennium Force à Cedar Point
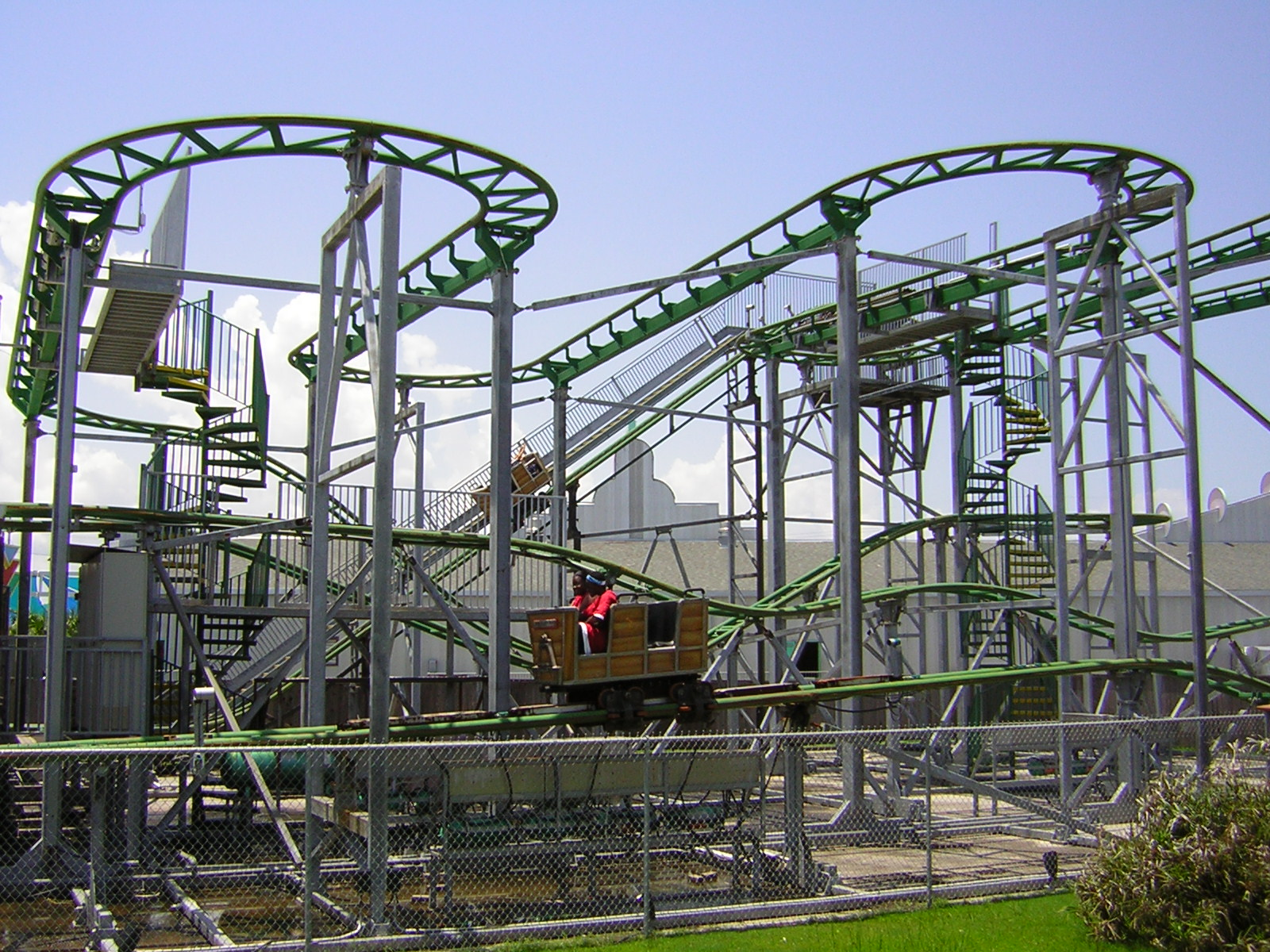
Muskrat Scrambler à Six Flags New Orleans
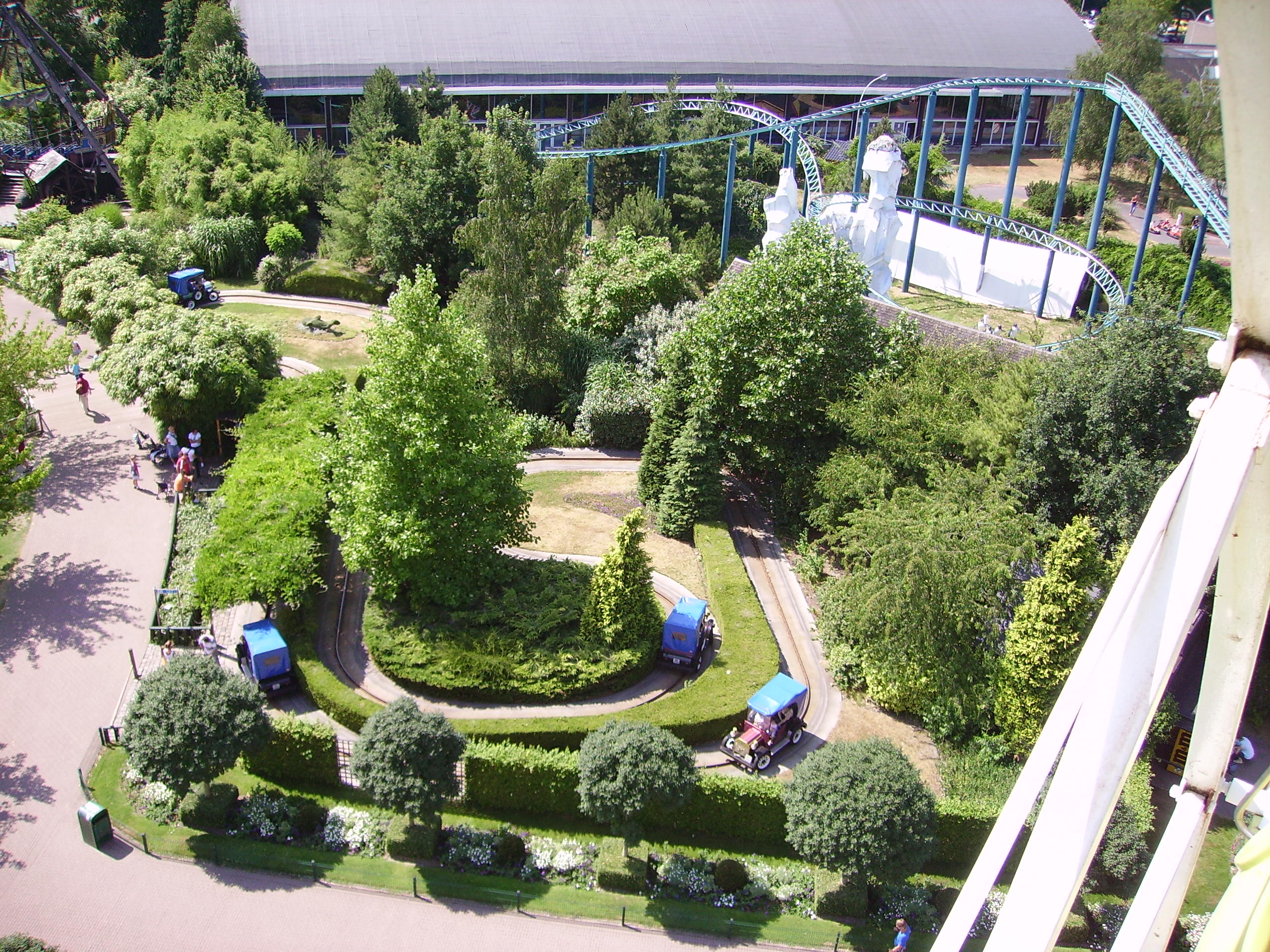
Orca Ride à Boudewijn Seapark
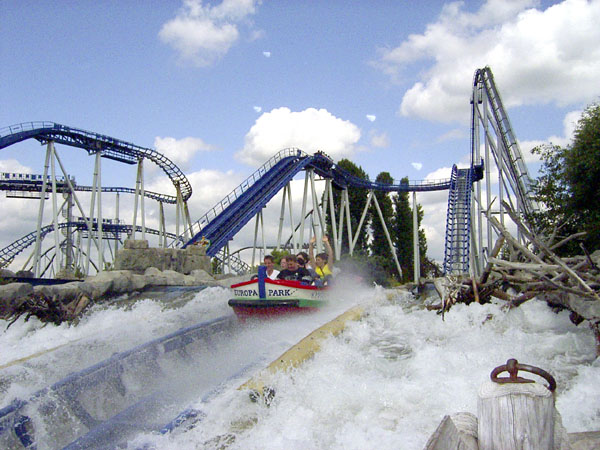
Poseidon à Europa-Park
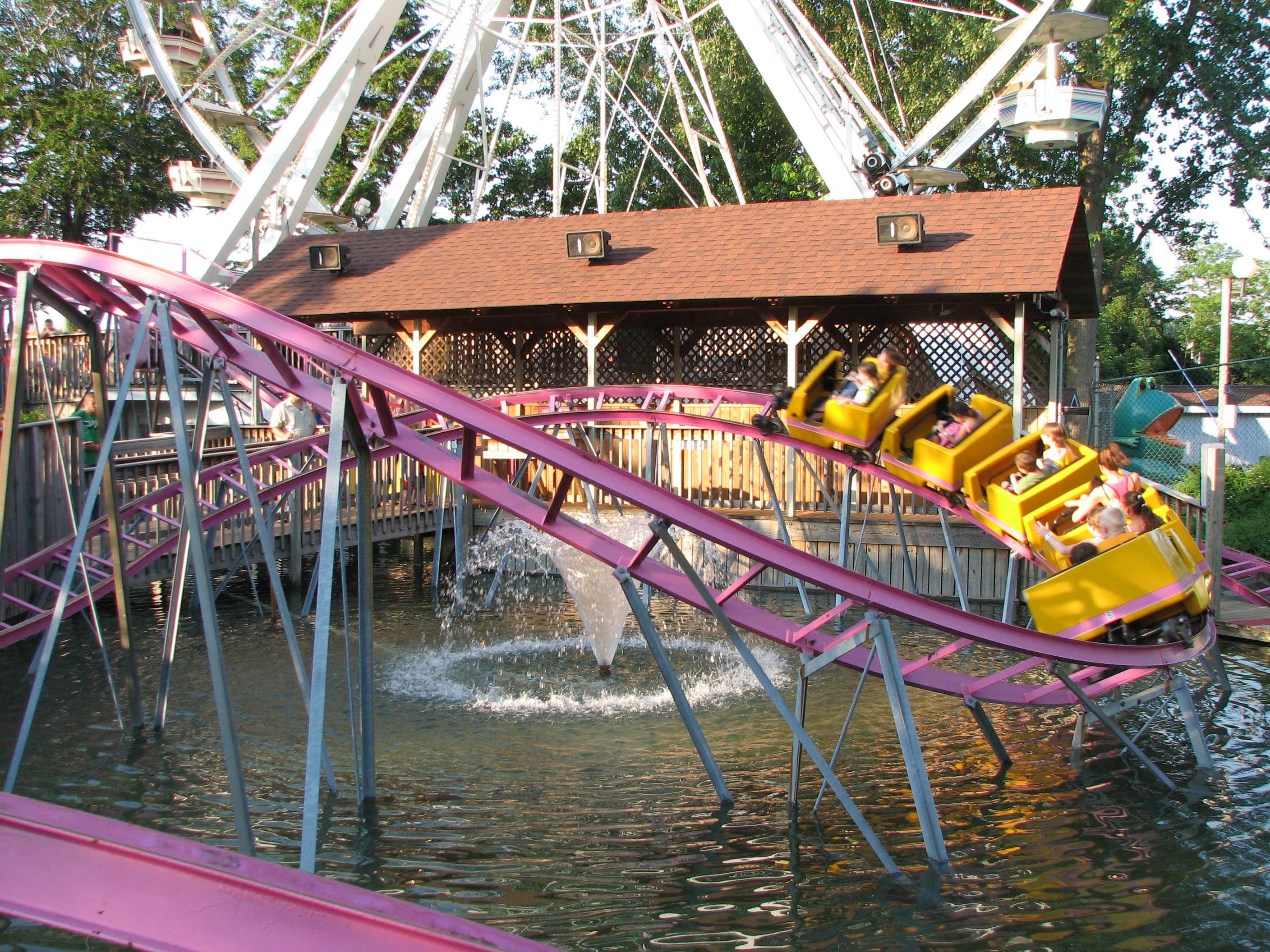
Ravine Flyer III à Waldameer Park
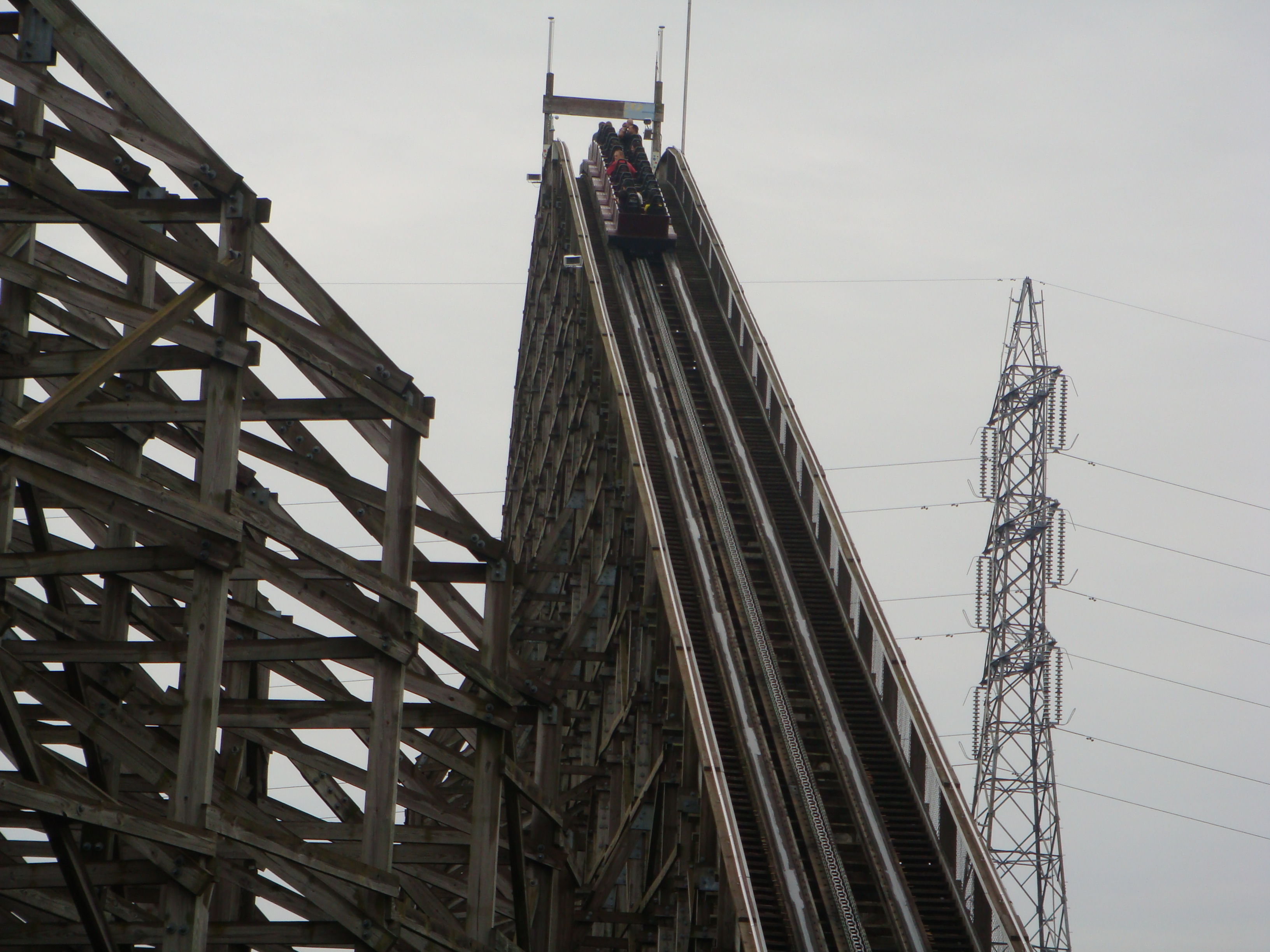
Regina à Tobu Zoo (en)
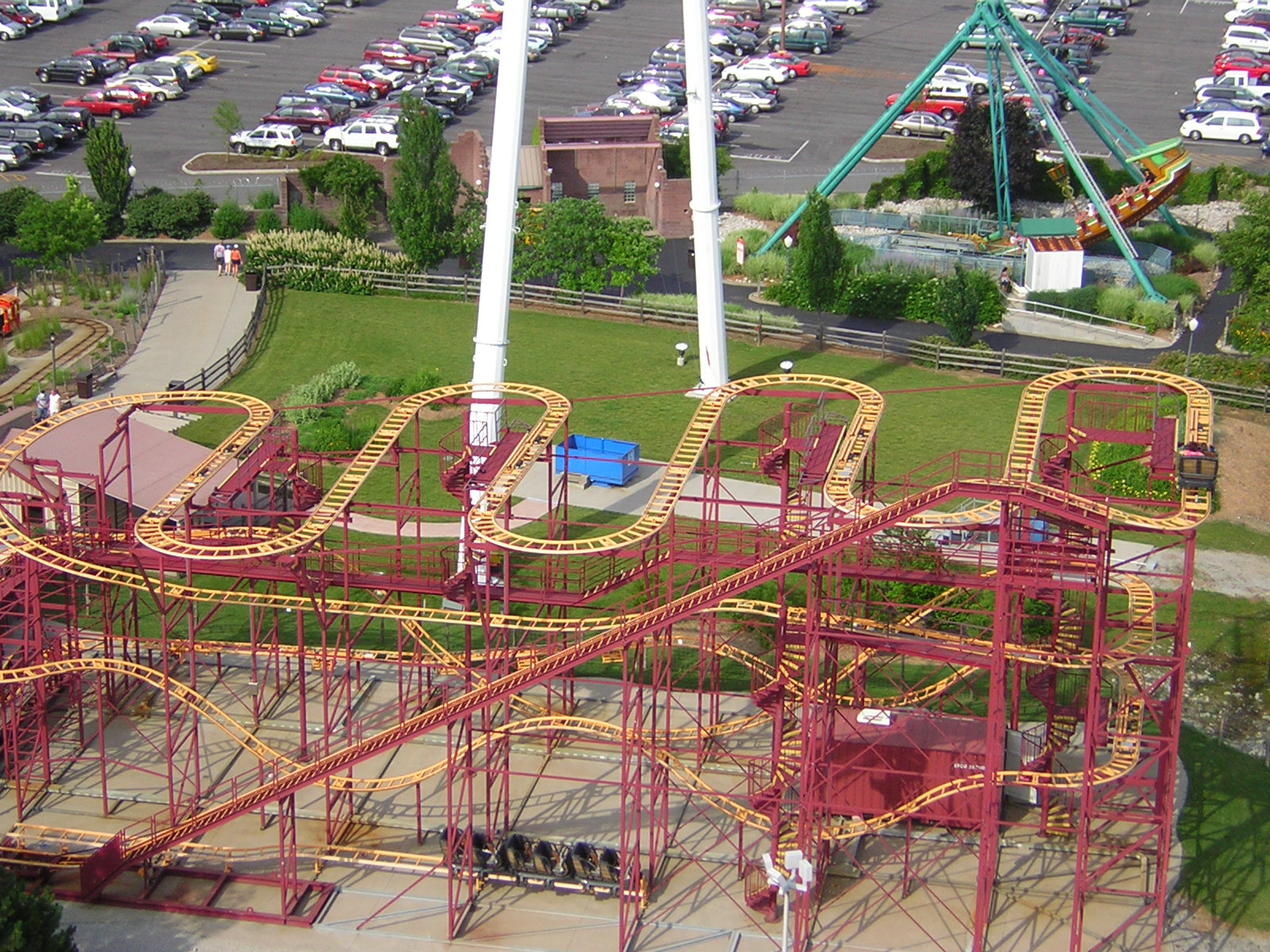
Road Runner Express à Six Flags Kentucky Kingdom
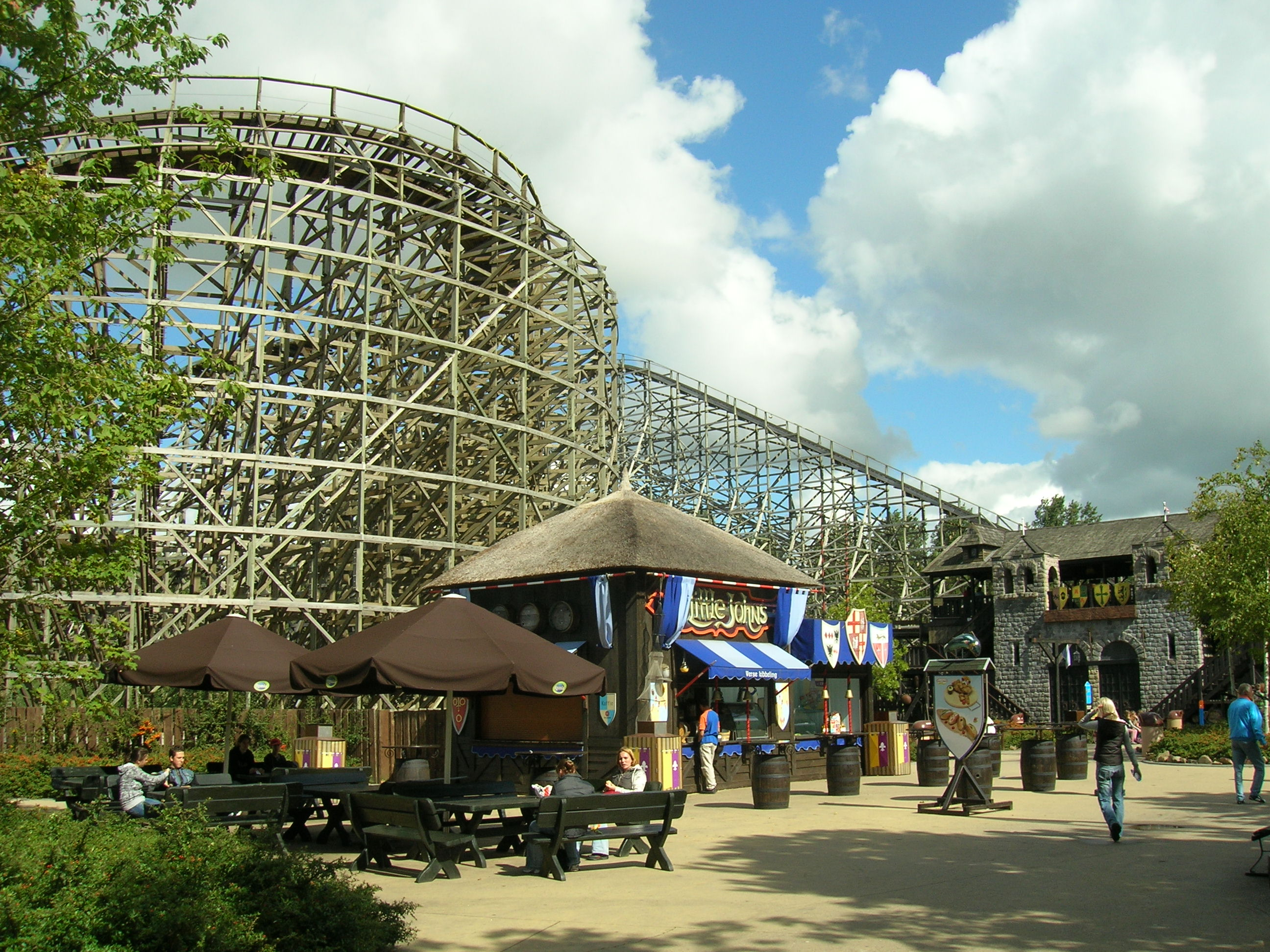
Robin Hood à Six Flags Holland
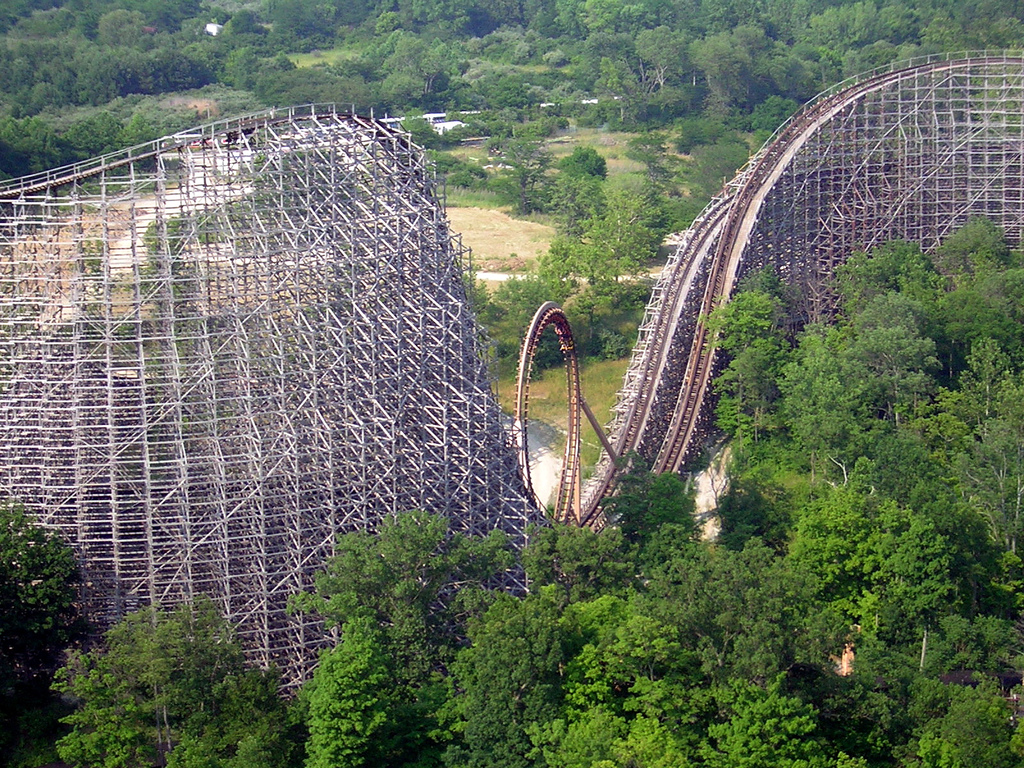
Son of Beast à Paramount's Kings Island
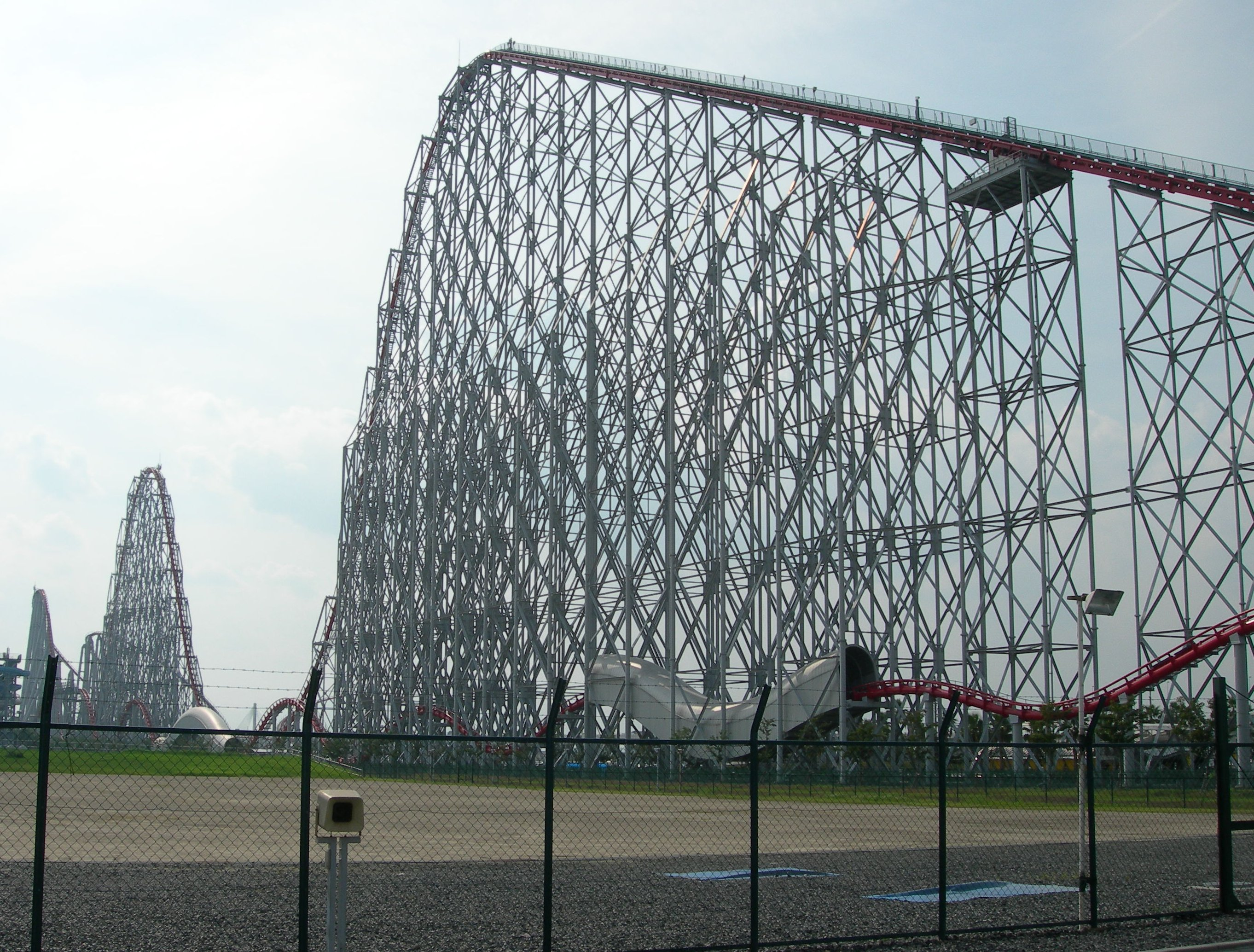
Steel Dragon 2000 à Nagashima Spa Land
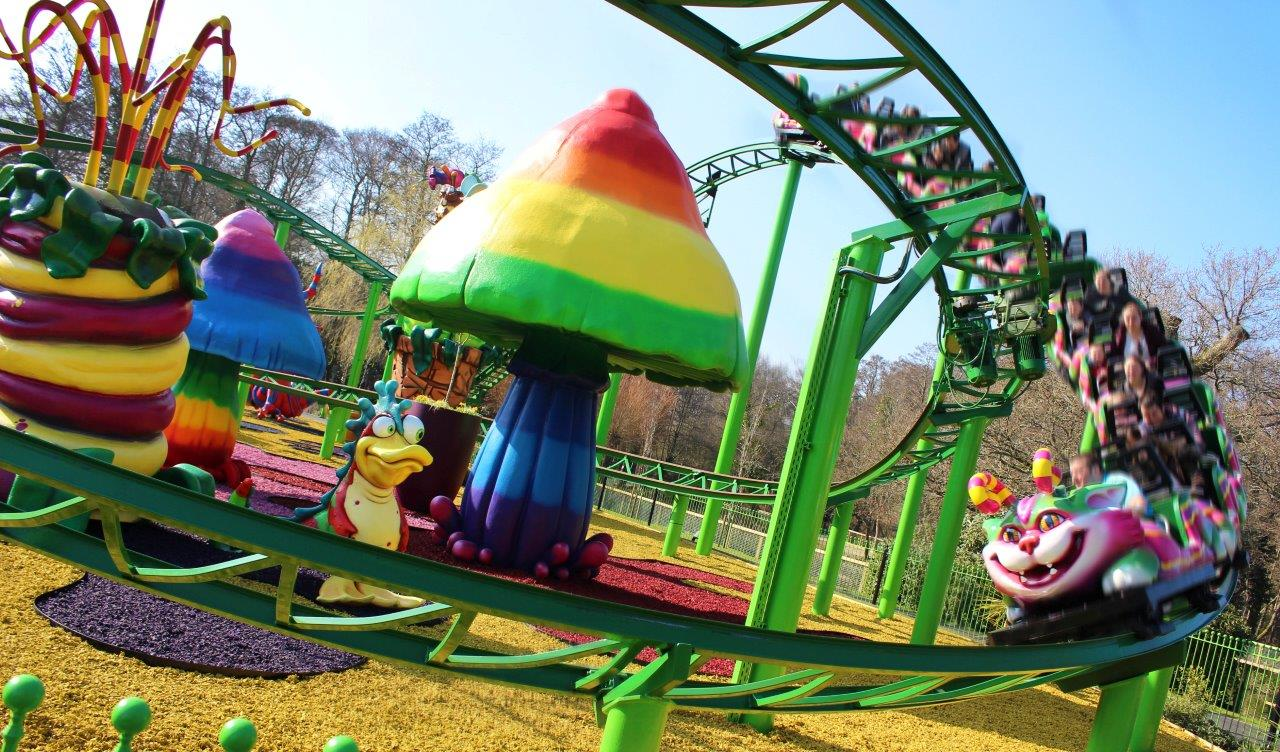
Stinger à Paulton's Park
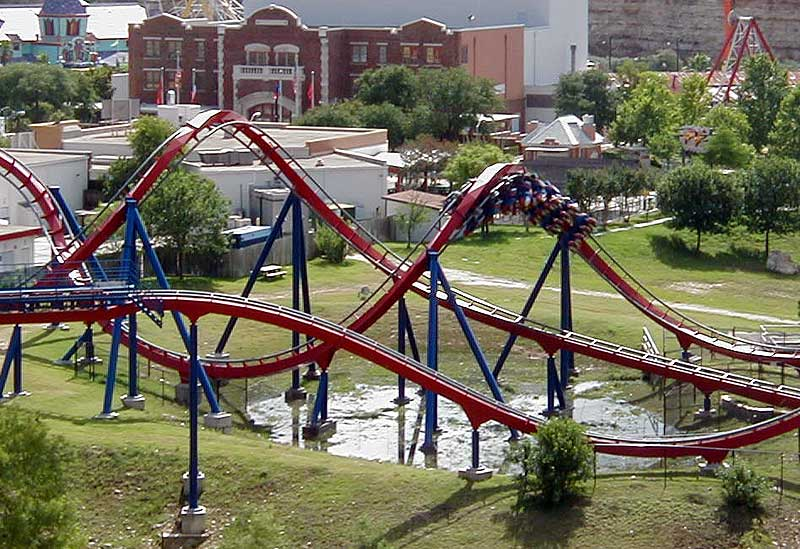
Superman: Krypton Coaster à Six Flags Fiesta Texas
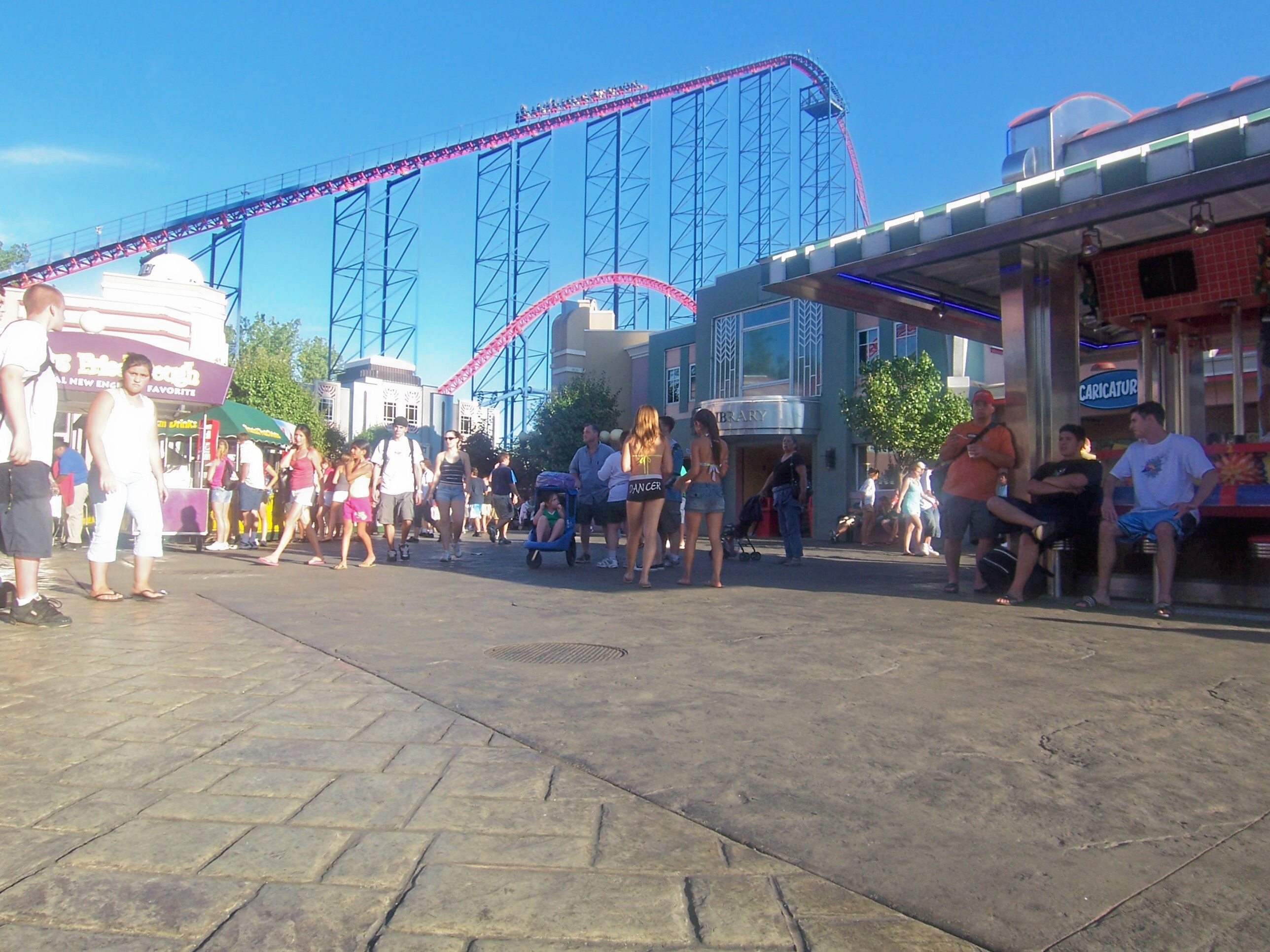
Superman - Ride Of Steel à Six Flags New England
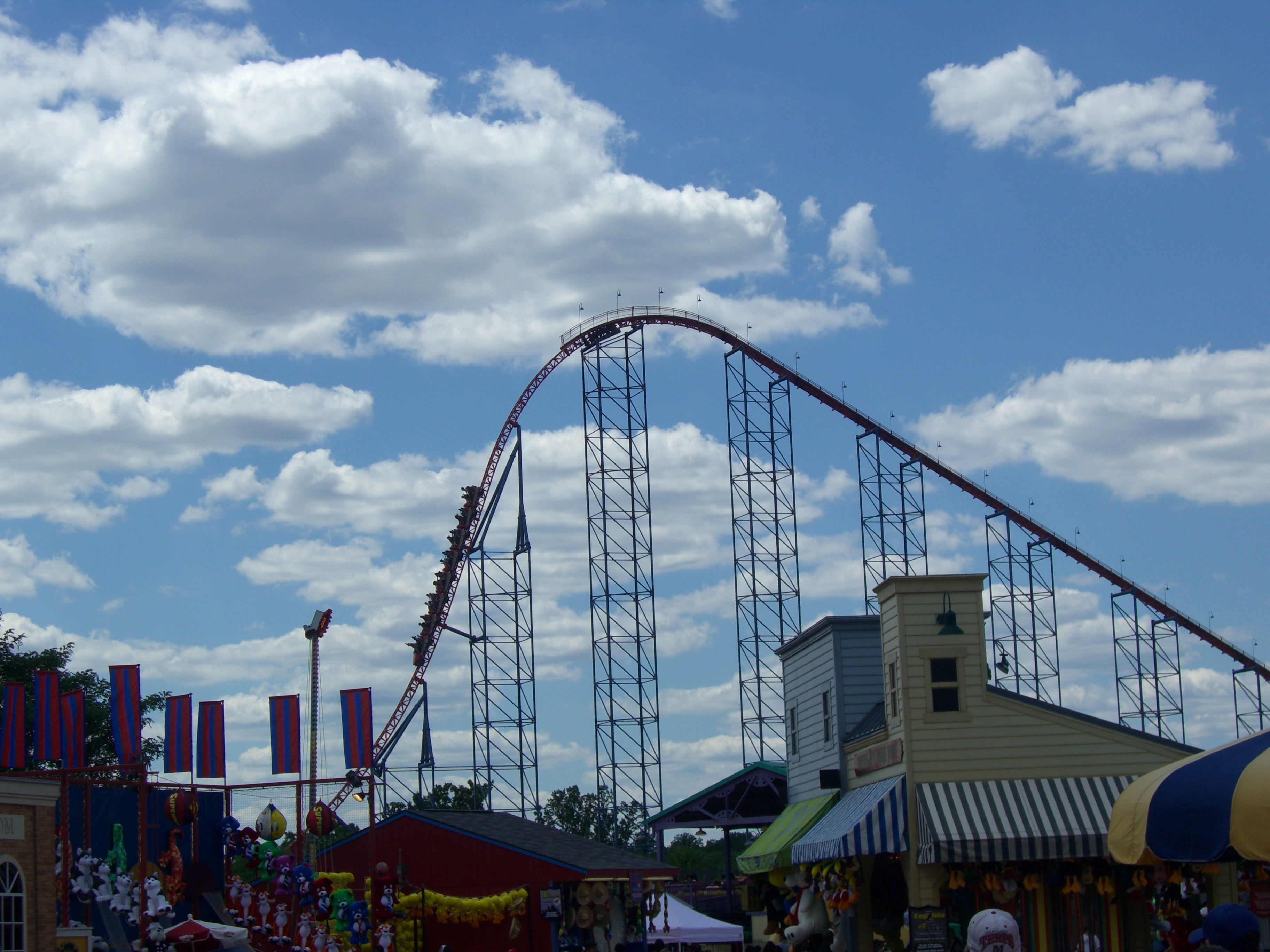
Superman - Ride Of Steel à Six Flags America
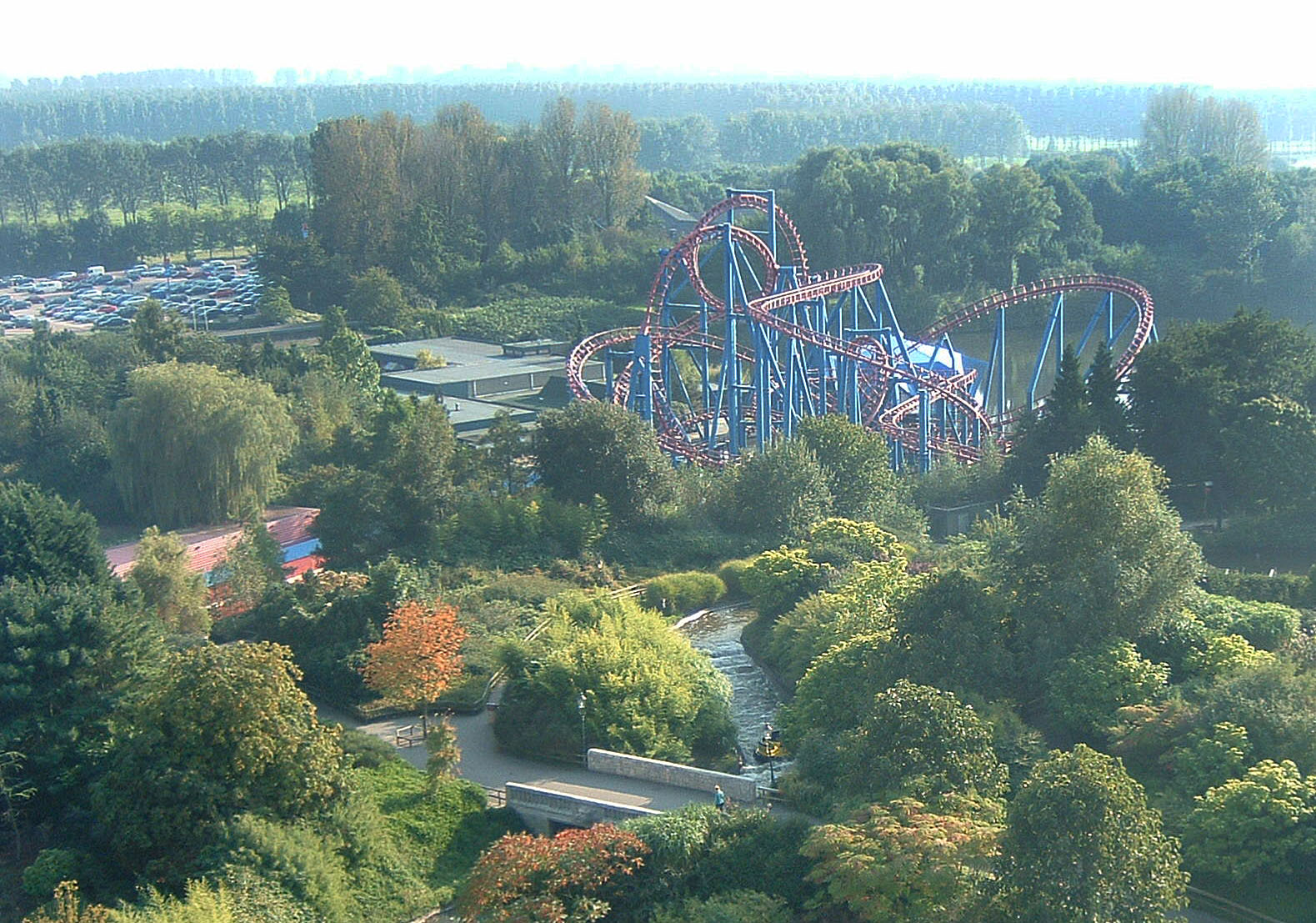
Superman The Ride à Six Flags Holland
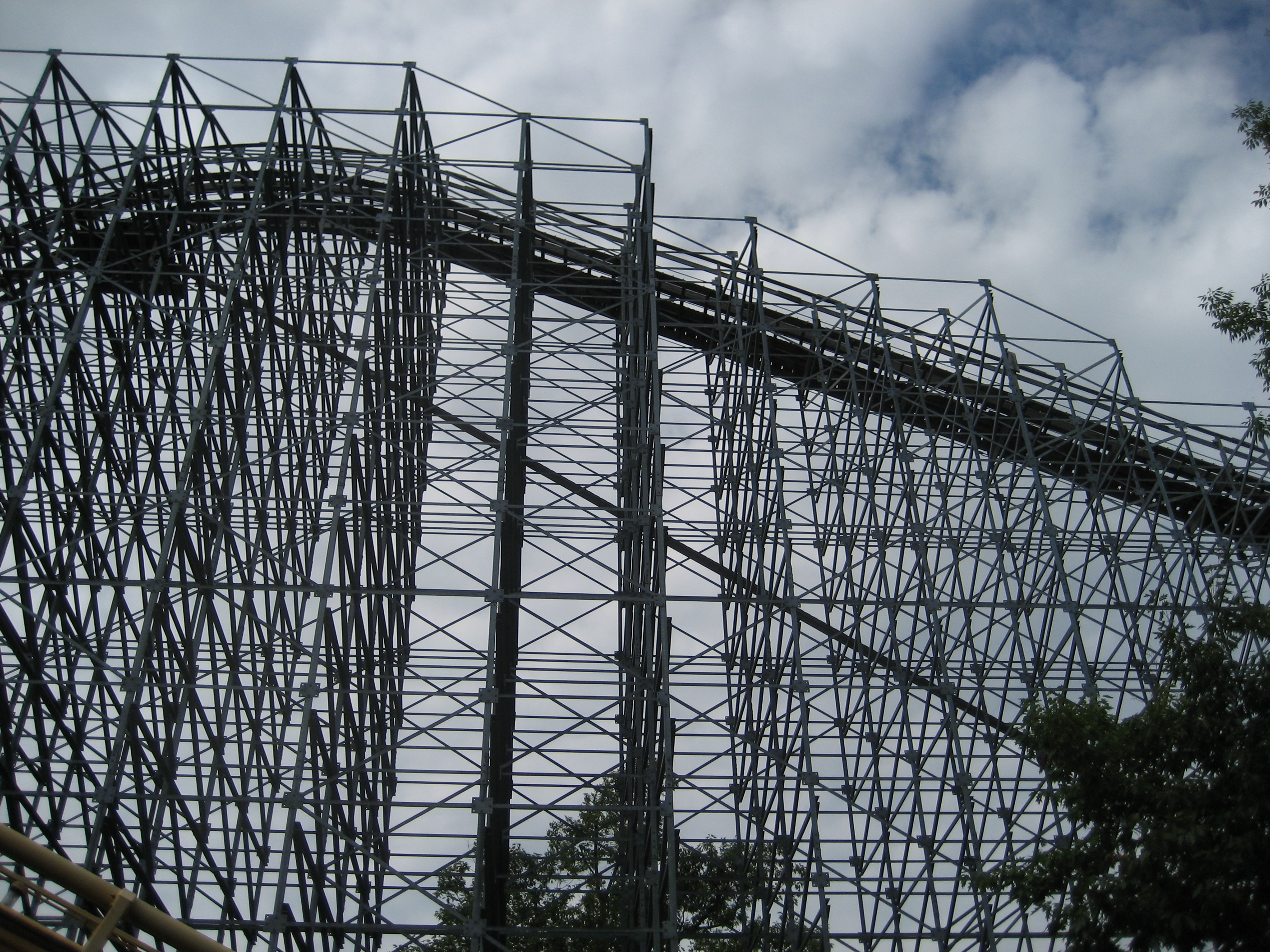
Villain à Six Flags Ohio
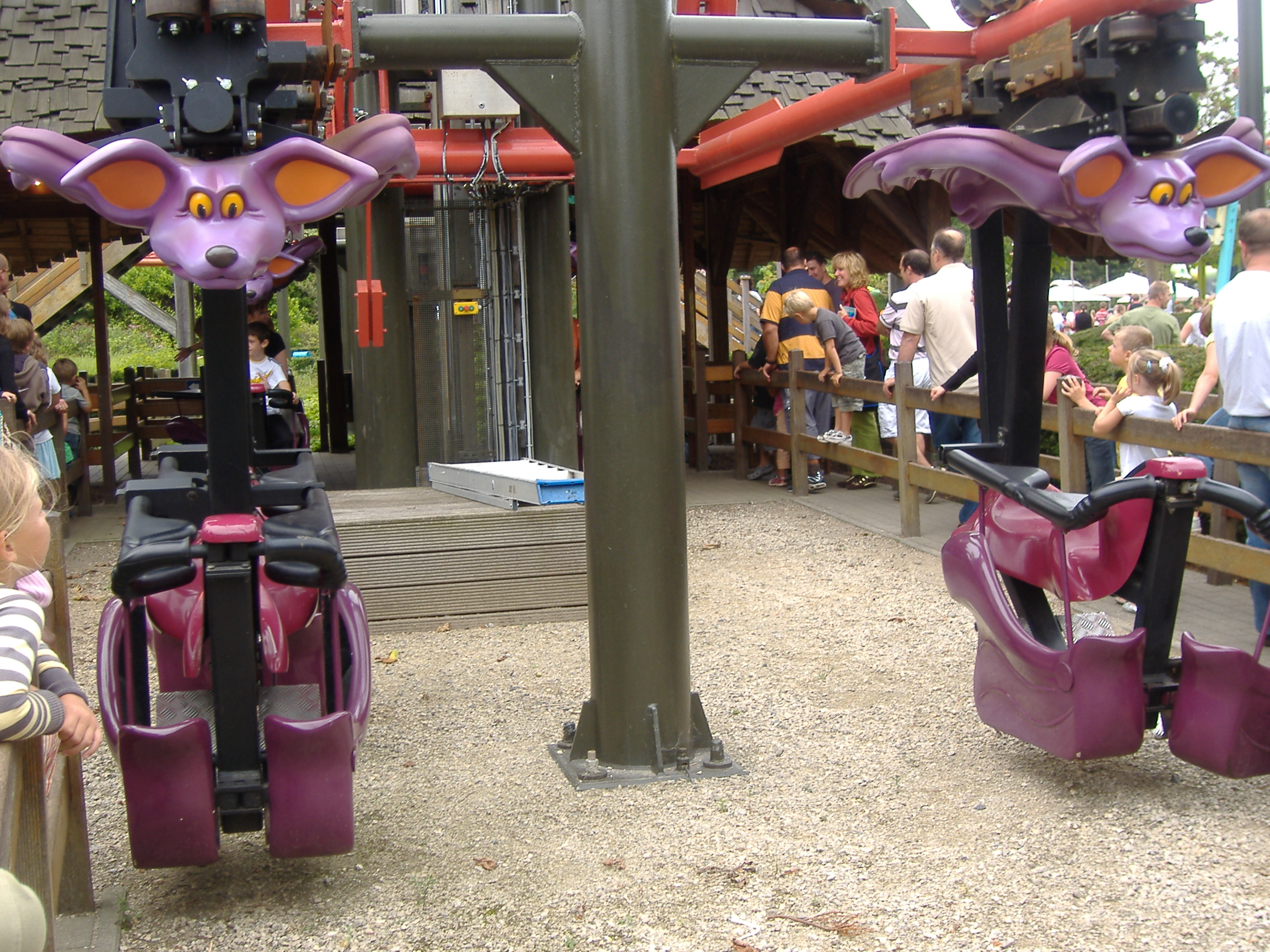
Vleermuis à Plopsaland
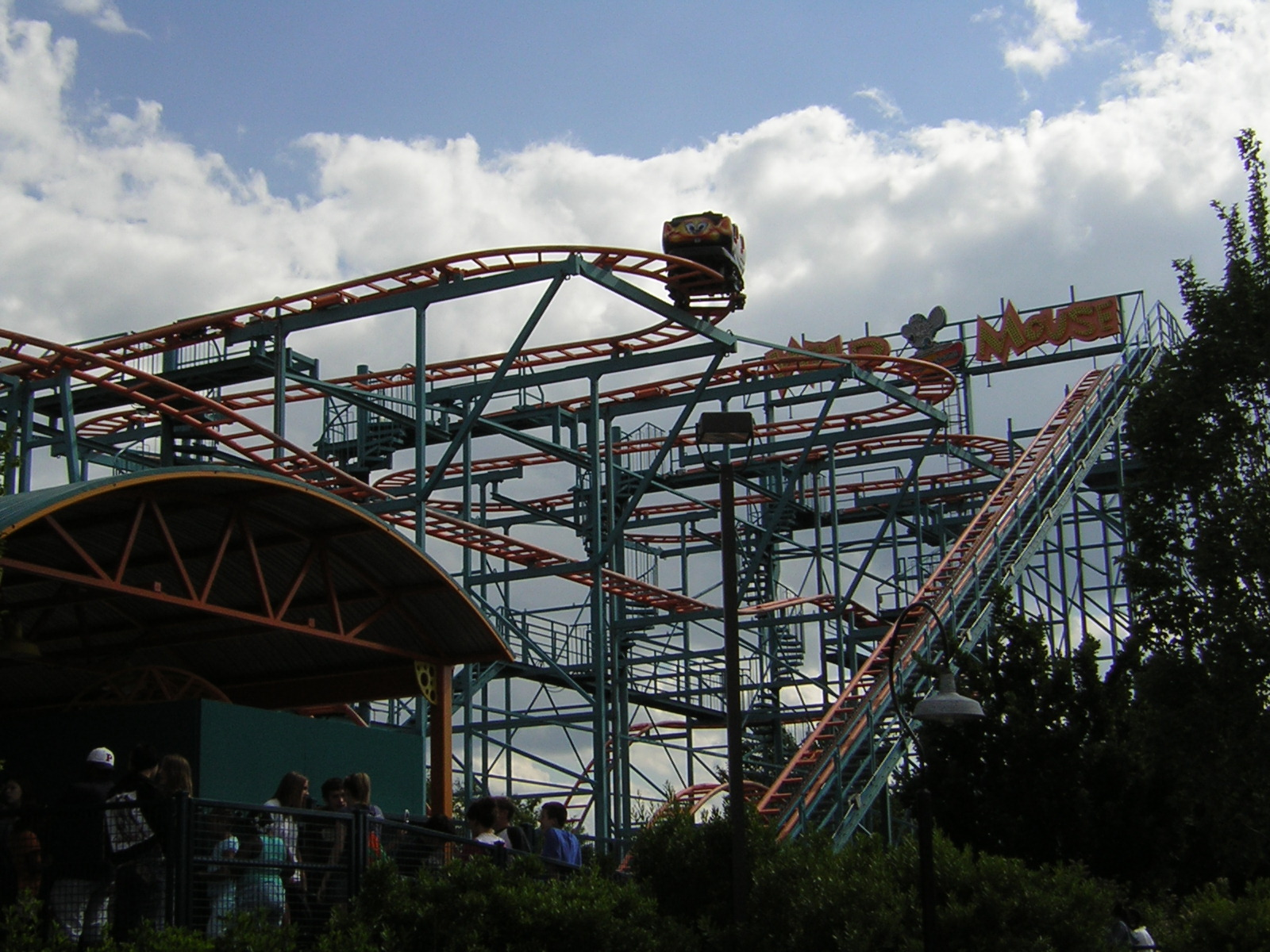
Wild Mouse à Dorney Park
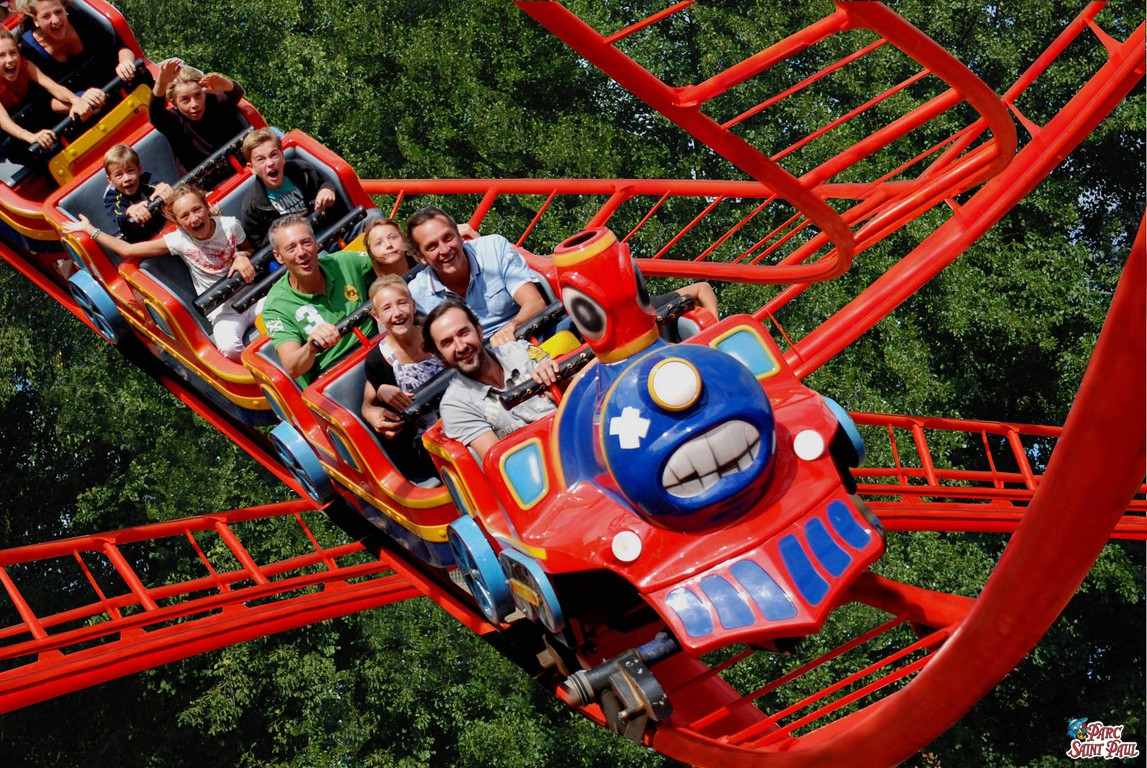
Wild Train au parc Saint-Paul
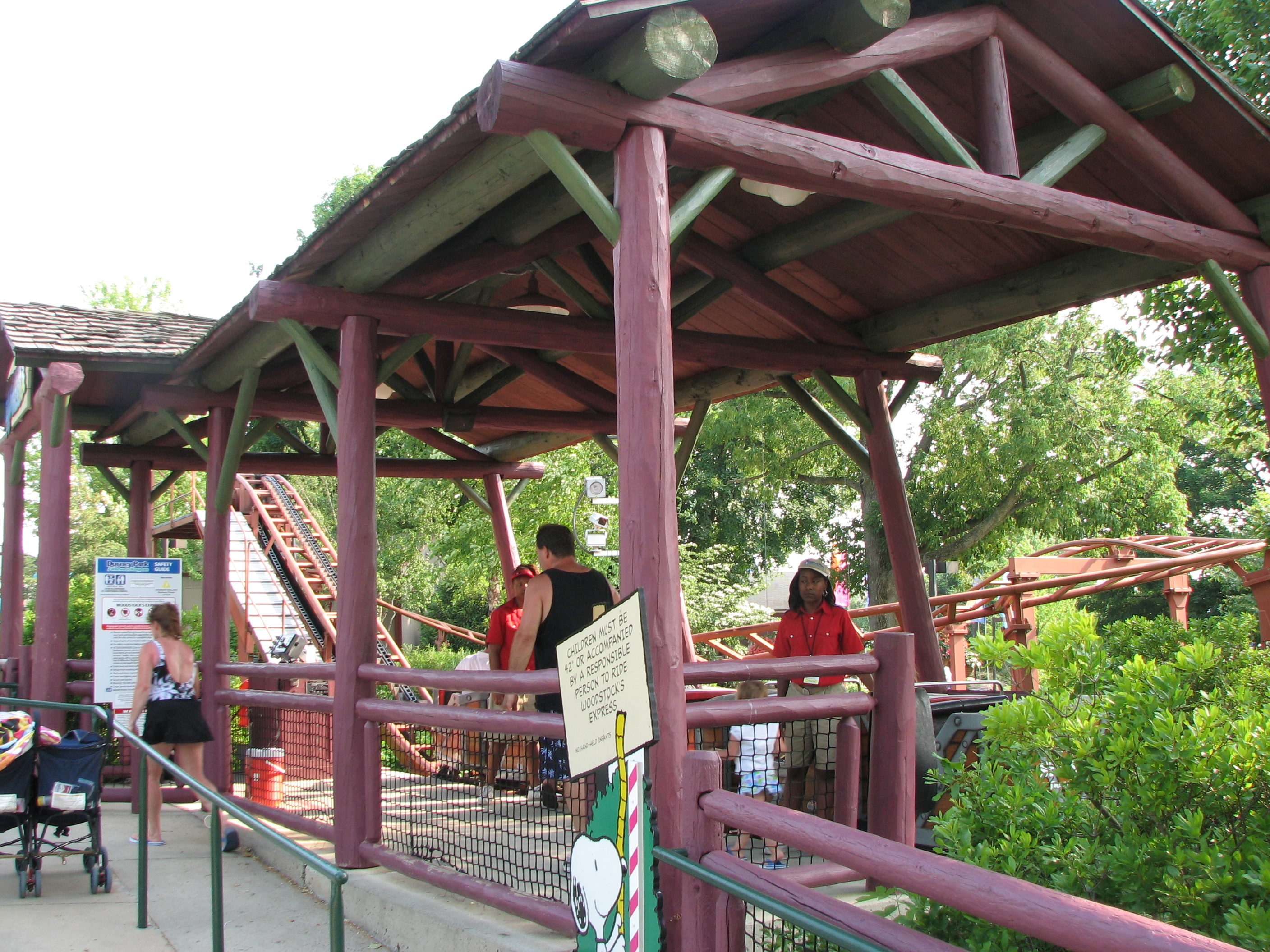
Woodstock Express à Dorney Park

### Autres attractions
Cette liste est non exhaustive.
| Nom                                                          | Type / Modèle                 | Constructeur                          | Parc                                     | Pays        |
| ------------------------------------------------------------ | ----------------------------- | ------------------------------------- | ---------------------------------------- | ----------- |
| Aero 360                                                     | Kamikaze                      | Zamperla                              | Kennywood                                | États-Unis  |
| Apiland                                                      | parcours scénique             |                                       | Parc du Bocasse                          | France      |
| Apocalyps                                                    | Tour de chute/Giant Drop      | Intamin                               | Drayton Manor                            | Royaume-Uni |
| Billy's Whizzer Devenu Monkey Swinger                        | Chaises volantes              | Zierer                                | Chessington World of Adventures          | Royaume-Uni |
| Bläckfishen                                                  | Octopus                       | Anton Schwarzkopf                     | Gröna Lund                               | Suède       |
| Blazing Saddles Devenu Side Kick                             | Frisbee                       | Huss Rides                            | Warner Bros. Movie World Germany         | Allemagne   |
| Brer Rabbit's Burrow                                         | Parcours scénique             |                                       | Oakwood Theme Park                       | Royaume-Uni |
| Ciné Dynamik 3D                                              | Cinéma dynamique              | Thompson                              | Le Pal                                   | France      |
| Cliffhanger Devenu Riptide en 2007.                          | Top Spin                      | Mondial Rides                         | Paramount Canada's Wonderland            | Canada      |
| Drachenflug                                                  | Condor                        | Huss Rides                            | CentrO.Park                              | Allemagne   |
| El Laberinto del Minotauro                                   | Parcours scénique interactif  | Sally Corporation/ETF Ride Systems    | Terra Mítica                             | Espagne     |
| El rescate de Ulises                                         | Barque scénique               | Hafema                                | Terra Mítica                             | Espagne     |
| El Rio                                                       | Parcours de bouées            | Hafema                                | Bobbejaanland                            | Belgique    |
| Excalibur                                                    | Top Spin                      | Huss Rides                            | Six Flags Holland                        | Pays-Bas    |
| Fiesta de las Tazas                                          | Tasses                        | SBF                                   | Six Flags México                         | Mexique     |
| Fluch der Kassandra                                          | Mad House                     | Mack Rides                            | Europa-Park                              | Allemagne   |
| Flying Island                                                | Flying Island                 | Intamin                               | Gardaland                                | Italie      |
| Flying Oil Pump                                              | Ranger                        | Far Fabbri                            | Zoo Safari-und Hollywoodpark Stukenbrock | Allemagne   |
| Golden Nuggets Wild West Shoot out Devenu Sheriff's Showdown | Parcours scénique interactif  | Zamperla / Space Leisure              | Drayton Manor                            | Royaume-Uni |
| Hex - the Legend of the Towers                               | Mad House                     | Vekoma                                | Alton Towers                             | Royaume-Uni |
| Höjdskräcken                                                 | Turbo Drop                    | S&S Worldwide                         | Liseberg                                 | Suède       |
| Il Gladiatore Devenu Spinning Vibe en 2011.                  | Manège Magic                  | Huss Rides                            | Six Flags Holland                        | Pays-Bas    |
| Jocco's Mardi Gras Madness                                   | Parcours scénique interactif  | Sally Corporation                     | Six Flags New Orleans                    | États-Unis  |
| Juke Box                                                     | Pieuvre                       | Anton Schwarzkopf                     | Nigloland                                | France      |
| Kilahuea                                                     | Tour de chute                 | S&S Worldwide                         | Six Flags México                         | Mexique     |
| La Furia de Triton                                           | Shoot the Chute / Spillwater  | Intamin                               | Terra Mítica                             | Espagne     |
| La Grande roue                                               | Grande roue                   | Vekoma                                | Six Flags Holland                        | Pays-Bas    |
| La Rivière Canadienne Devenu Les Flobarts en 2003.           | Bûches                        | L&T Systems                           | Parc Bagatelle                           | France      |
| Le Défi d'Atlantis                                           | Cinéma Imax 3D dynamique      | Thomson Entertainment                 | Futuroscope                              | France      |
| Le Longchamp                                                 | Chevaux galopants             | Soquet                                | Dennlys Parc                             | France      |
| London Eye                                                   | Grande roue                   |                                       | Londres                                  | Royaume-Uni |
| Marienhof Karussel Devenu Pier Side Carousel                 | Chaises volantes              | Zierer                                | Warner Bros. Movie World Germany         | Allemagne   |
| Men in Black: Alien Attack                                   | Parcours scénique interactif  | MTS Systems Corporation (en)          | Universal Studios Florida                | États-Unis  |
| Merlin's Magic Castle                                        | Mad House                     | Vekoma                                | Six Flags Holland                        | Pays-Bas    |
| Monte-Zuma                                                   | Power Tower                   | Maurer Söhne                          | Hansa-Park                               | Allemagne   |
| Perilous Plunge                                              | Shoot the Chute / Mega Splash | Intamin                               | Knott's Berry Farm                       | États-Unis  |
| Power Tower                                                  | Space Shot et Turbo Drop      | S&S Worldwide                         | Valleyfair                               | États-Unis  |
| Pooh's Hunny Hunt                                            | Parcours scénique             | Walt Disney Imagineering              | Tokyo Disneyland                         | Japon       |
| Rio Dorado                                                   | Spinning Raft                 | WhiteWater West Industries            | Hansa-Park                               | Allemagne   |
| Roger the Dodger's Dodgems Devenu Tuk Tuk Turmoil en 2010.   | Auto-tamponneuse              | Preston & Barbieri                    | Chessington World of Adventures          | Royaume-Uni |
| Scooby-Doo's Haunted Mansion                                 | Parcours scénique interactif  | Sally Corporation                     | Paramount Canada's Wonderland            | Canada      |
| Screamer                                                     | Tapis volant                  | Zierer                                | Six Flags New England                    | États-Unis  |
| Sea Odyssey                                                  | Simulateur                    | Thinkwell Group et Universal Creative | Universal Studios Port Aventura          | Espagne     |
| Shoot the Chute                                              | Shoot the Chute               | Hopkins Rides                         | Wonderland Park                          | États-Unis  |
| Sultan’s Adventure ride                                      | Multi Media Dark Ride         | Intamin                               | Leofoo Village Theme Park                | Taïwan      |
| Tidal Wave                                                   | Shoot the Chute               | Hopkins Rides                         | Thorpe Park                              | Royaume-Uni |
| Tomahawk                                                     | Frisbee                       | Huss Rides                            | Six Flags Holland                        | Pays-Bas    |
| Valhalla                                                     | Barque scénique               | Intamin                               | Pleasure Beach, Blackpool                | Royaume-Uni |
| Vudú                                                         | Frisbee                       | Huss Rides                            | Six Flags México                         | Mexique     |
| Wildwasserbahn                                               | Bûches                        | Zamperla                              | Wunderland Kalkar                        | Allemagne   |
| Wild West Adventure                                          | Bouées scéniques              | Mack Rides/Heimo                      | Attractiepark Slagharen                  | Pays-Bas    |

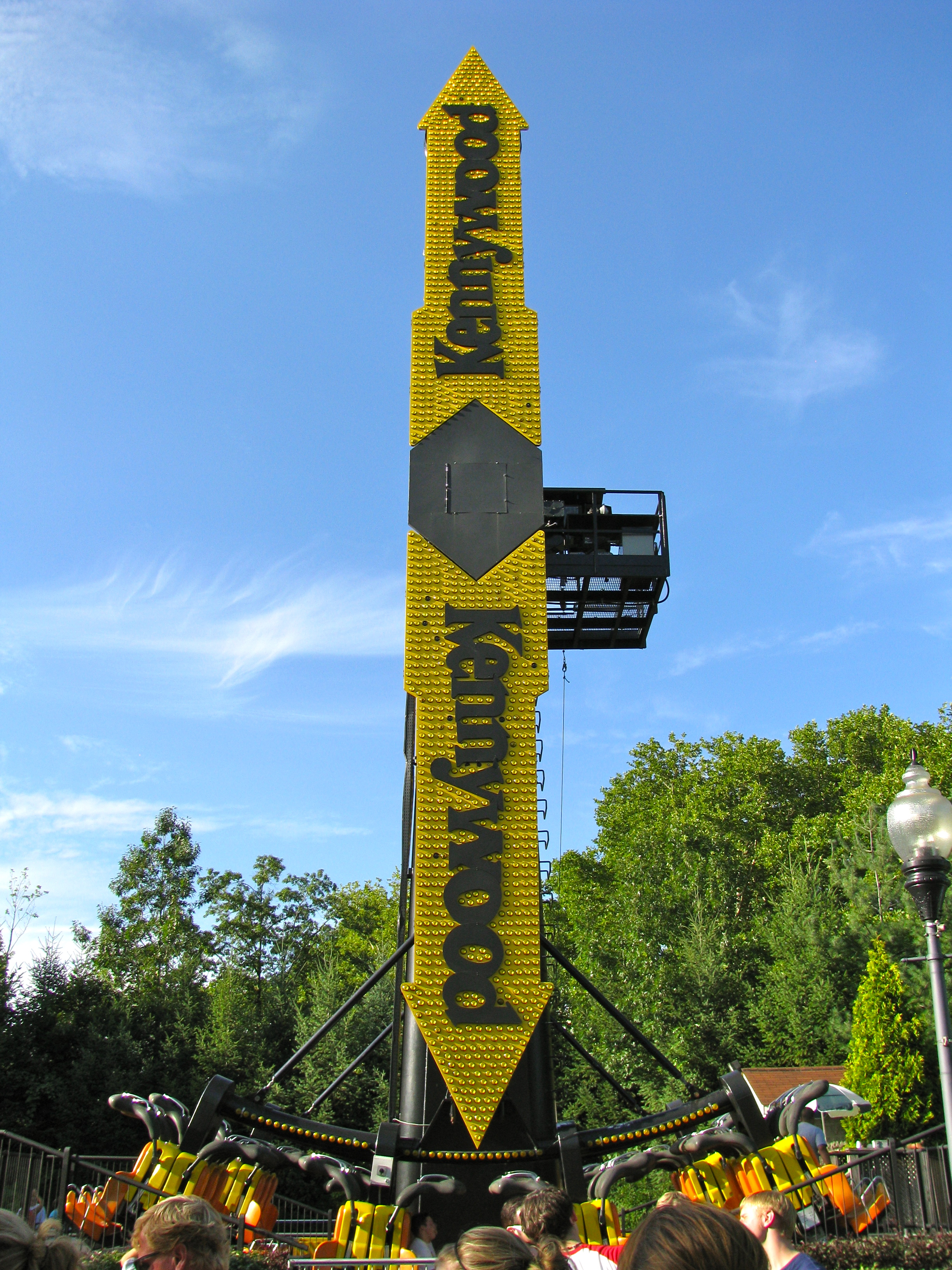
Aero 360 à Kennywood
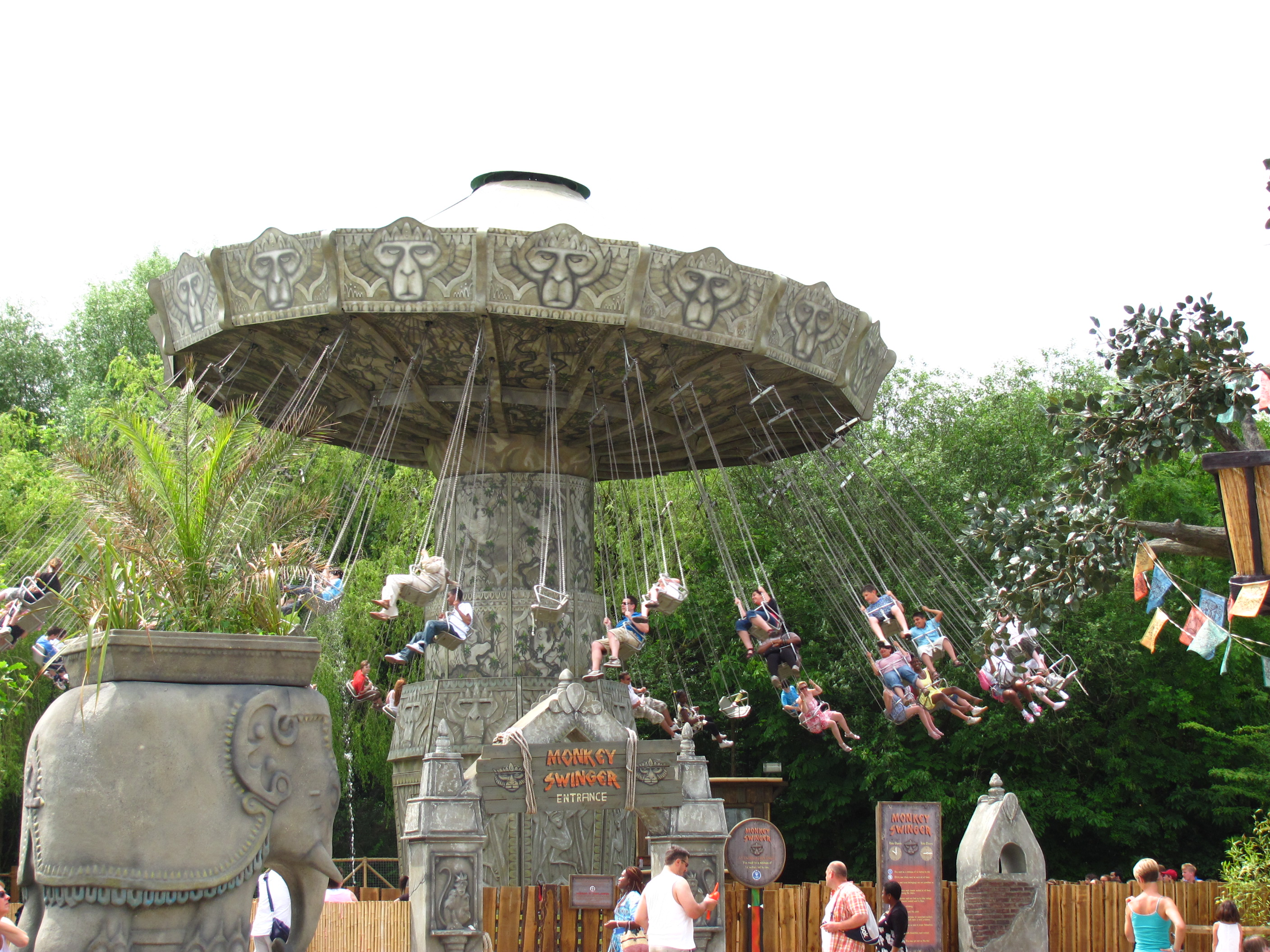
Billy's Whizzer à Chessington World of Adventures
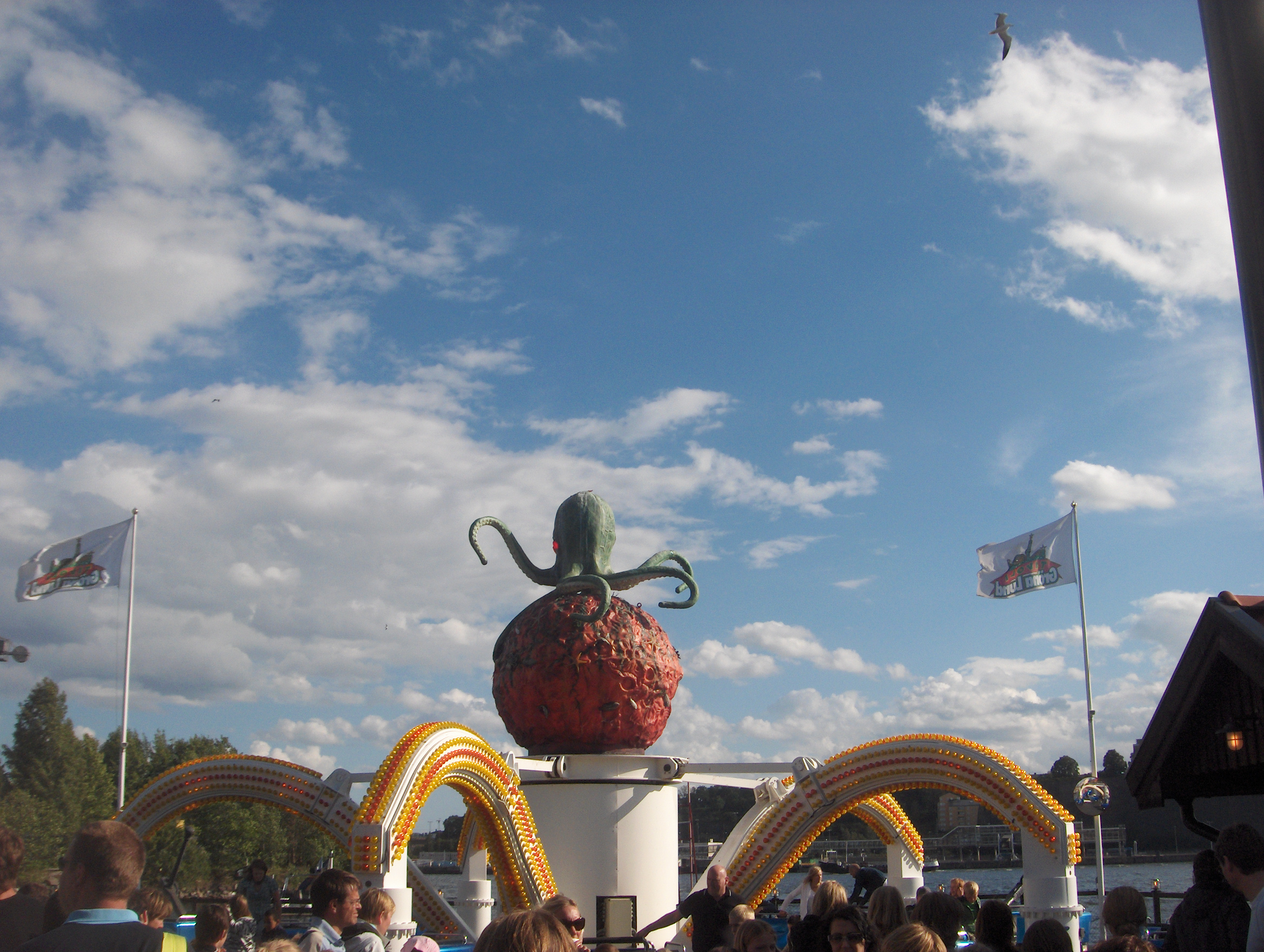
Bläckfishen à Gröna Lund
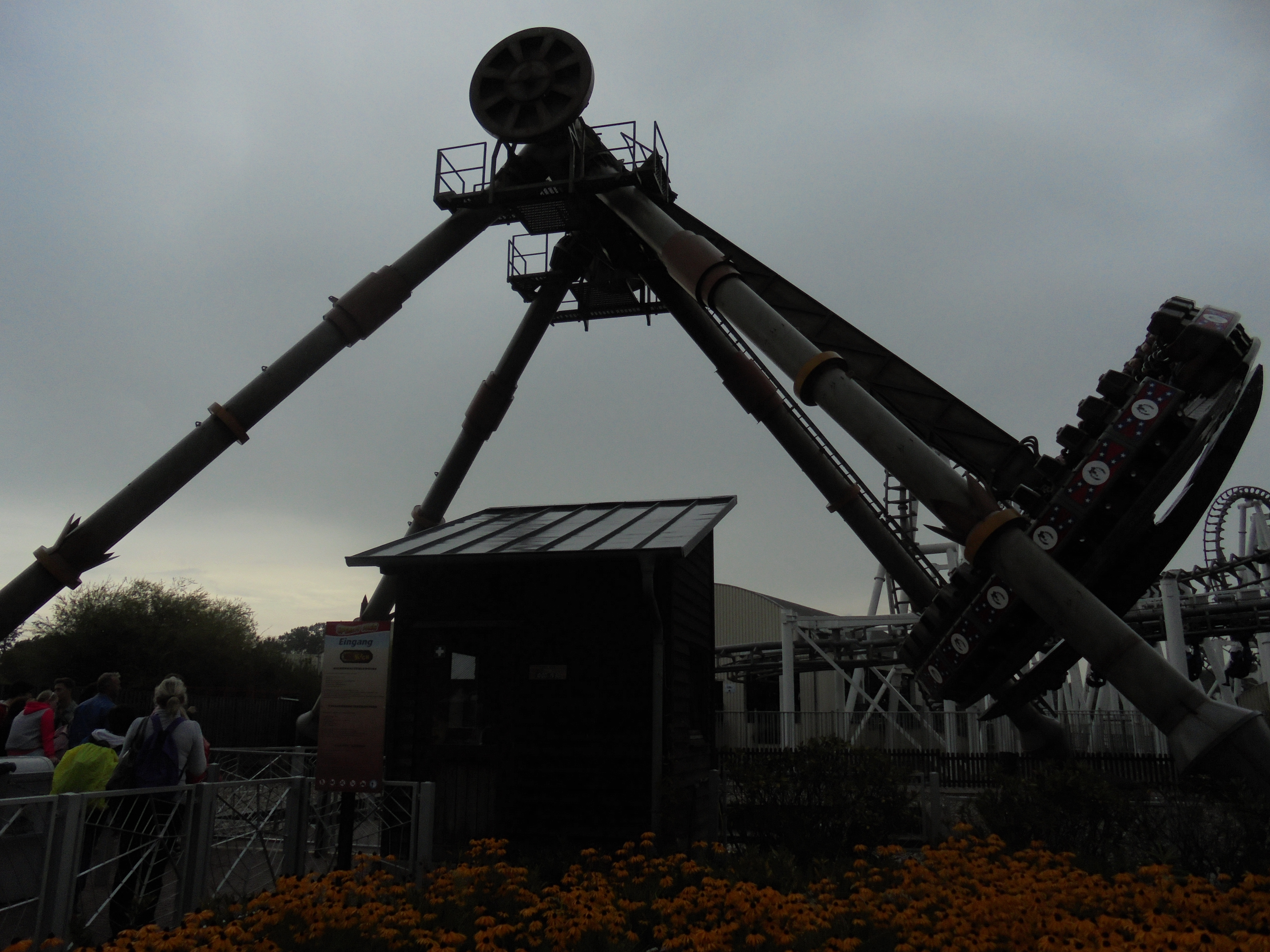
Blazing Saddles à Warner Bros. Movie World Germany
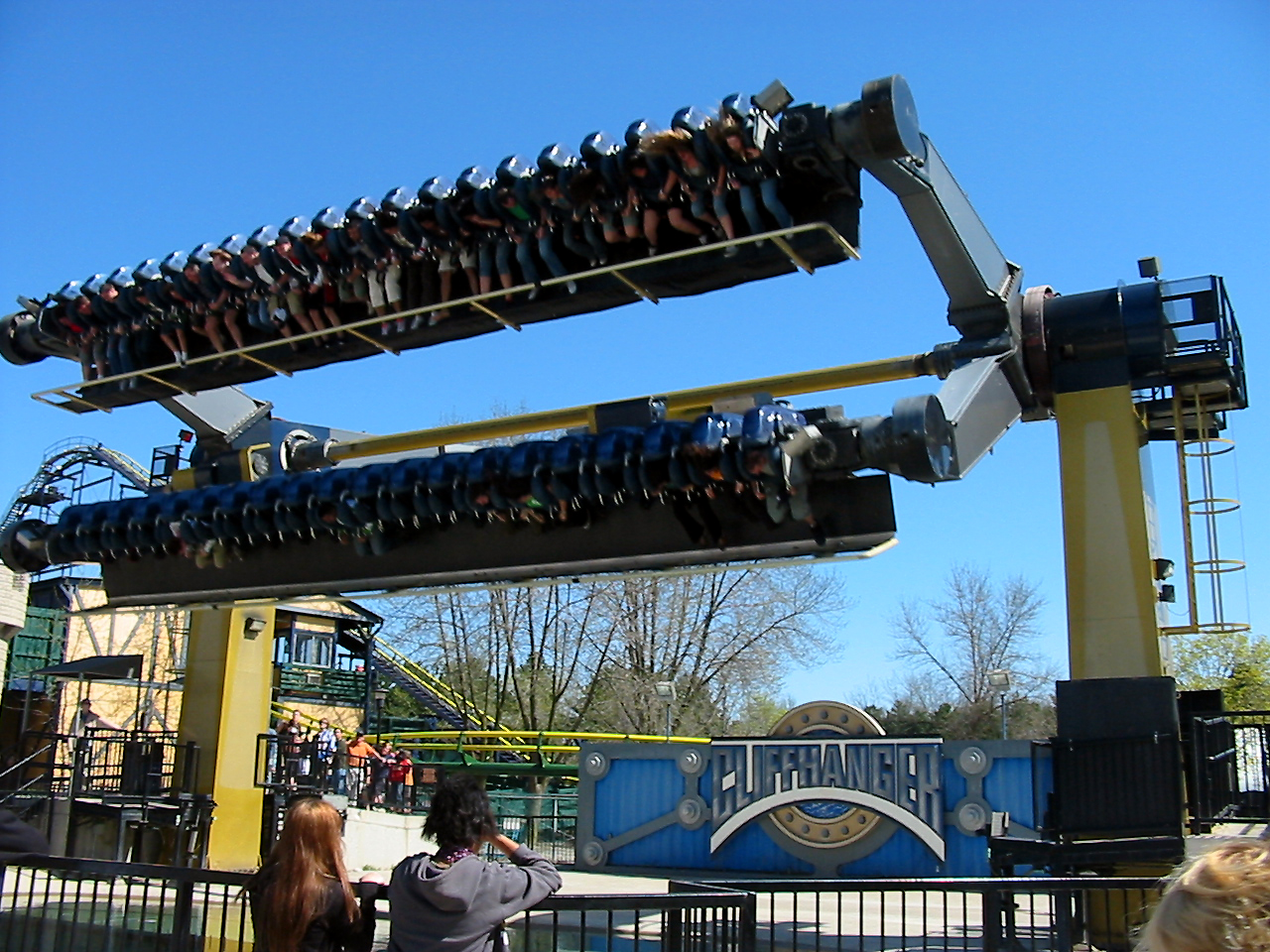
Cliffhanger à Paramount Canada's Wonderland
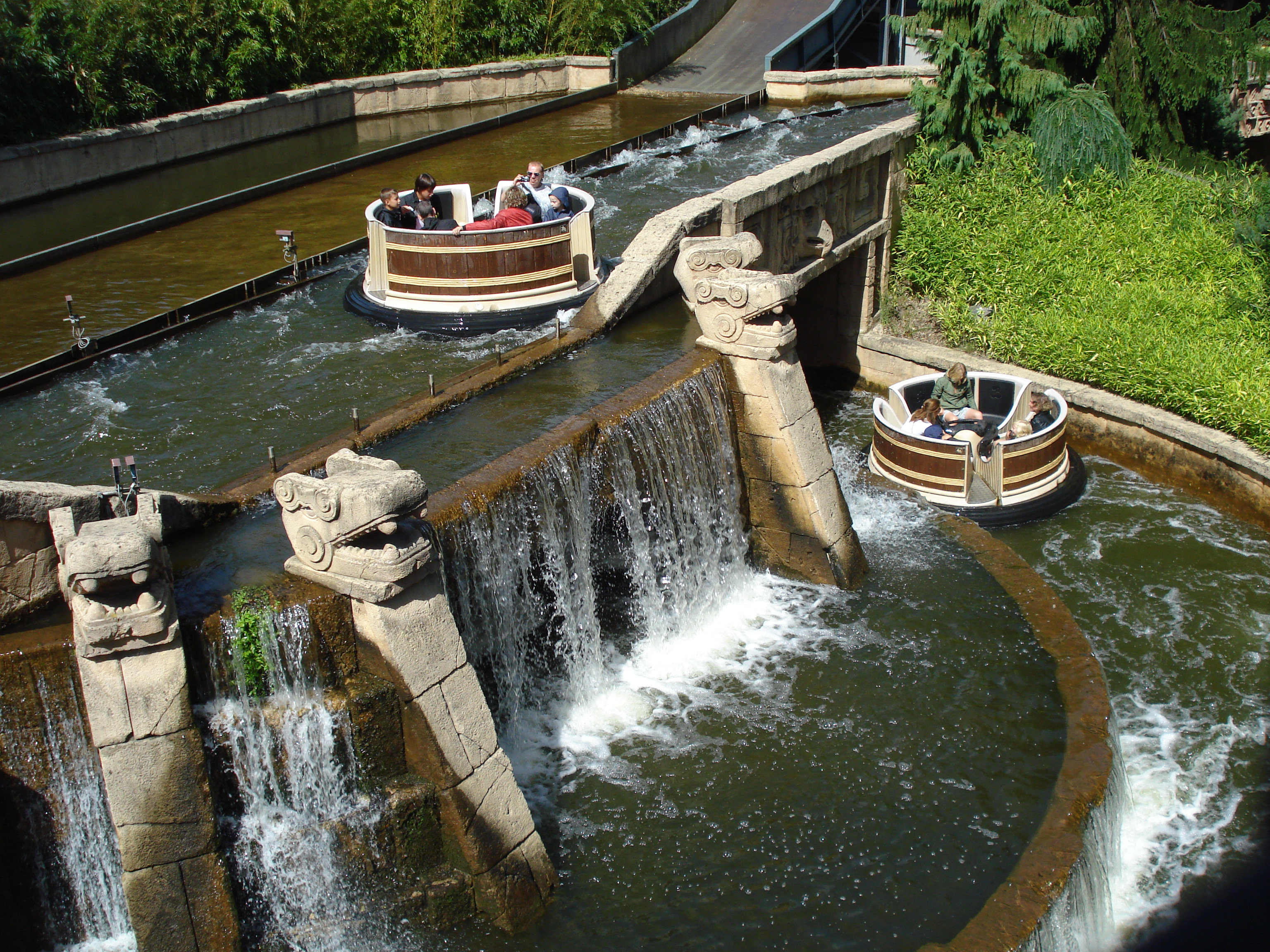
El Rio à Bobbejaanland
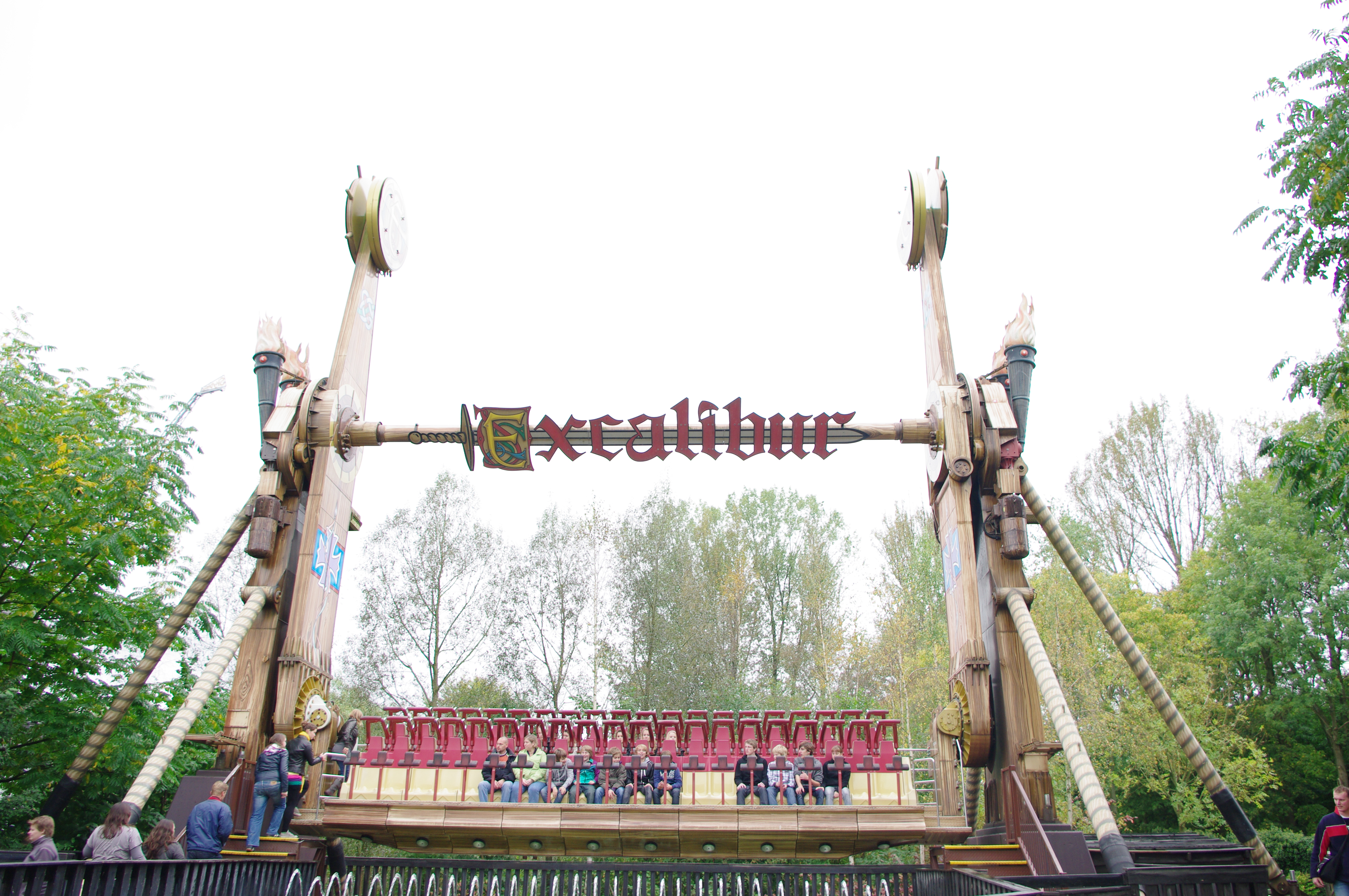
Excalibur à Six Flags Holland
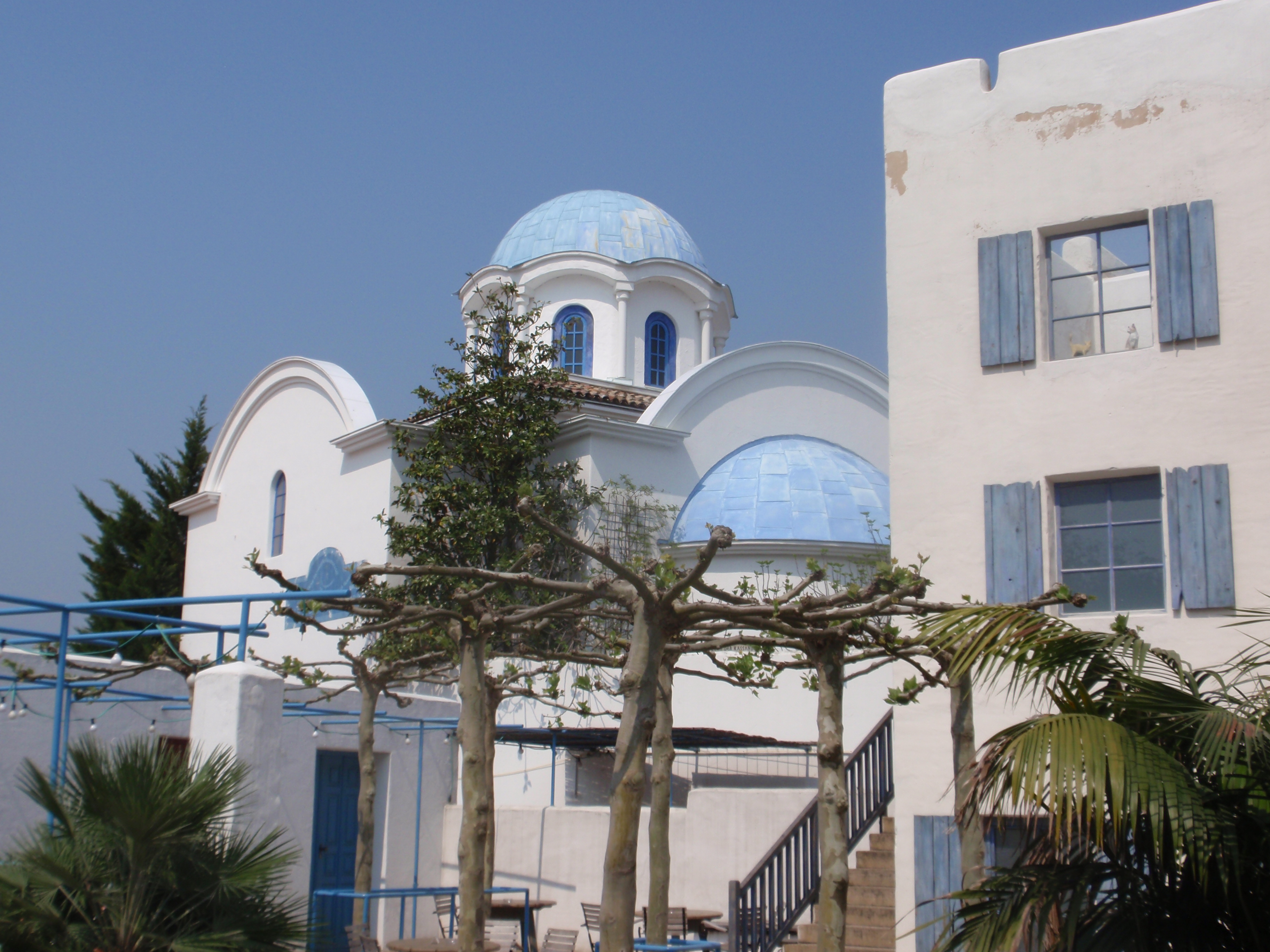
Fluch der Kassandra à Europa-Park
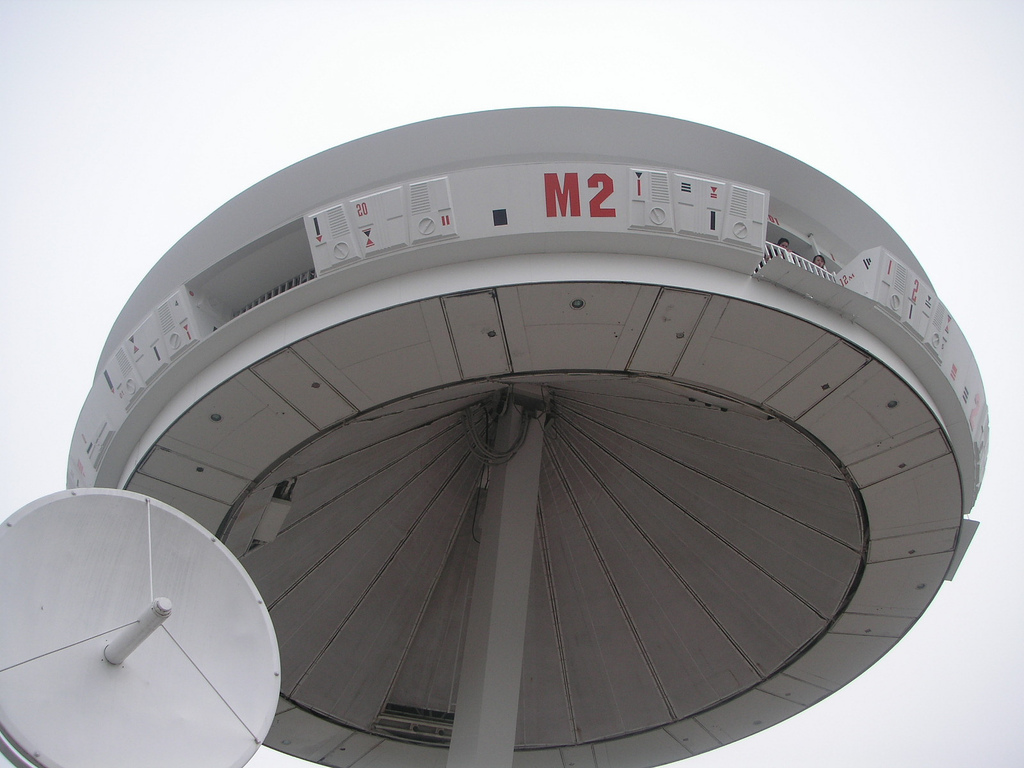
Flying Island à Gardaland
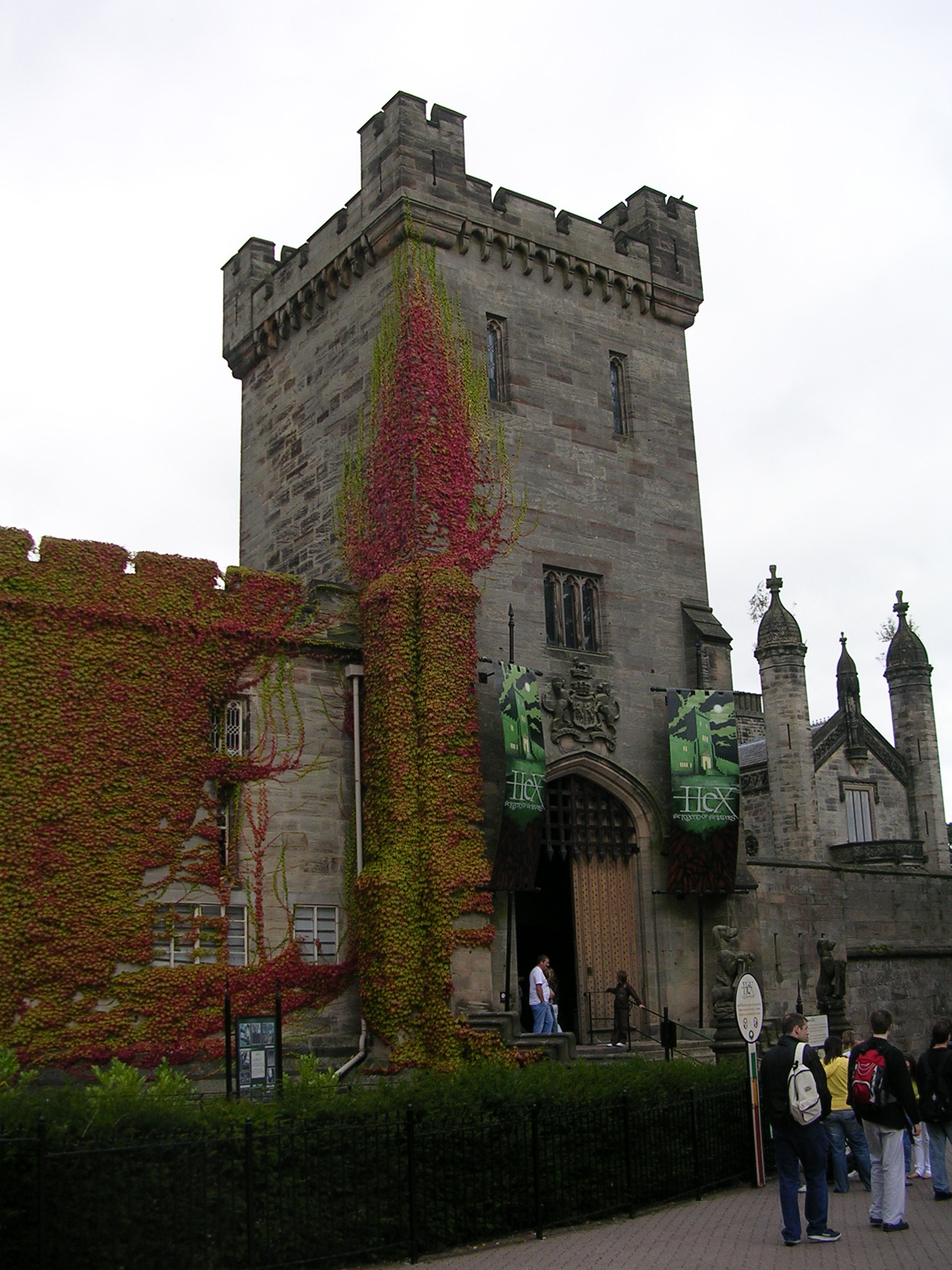
Hex - the Legend of the Towers à Alton Towers
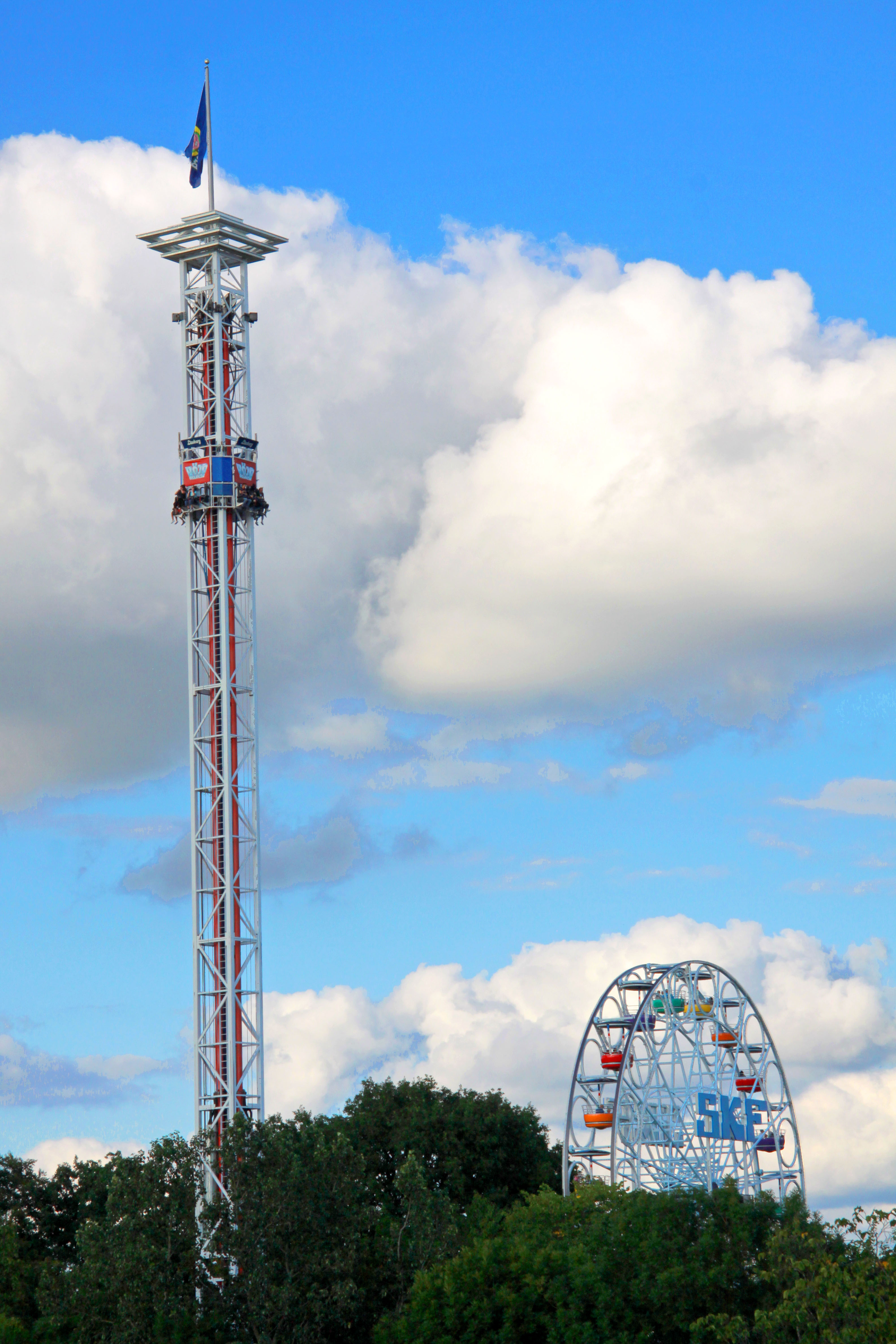
Höjdskräcken à Liseberg
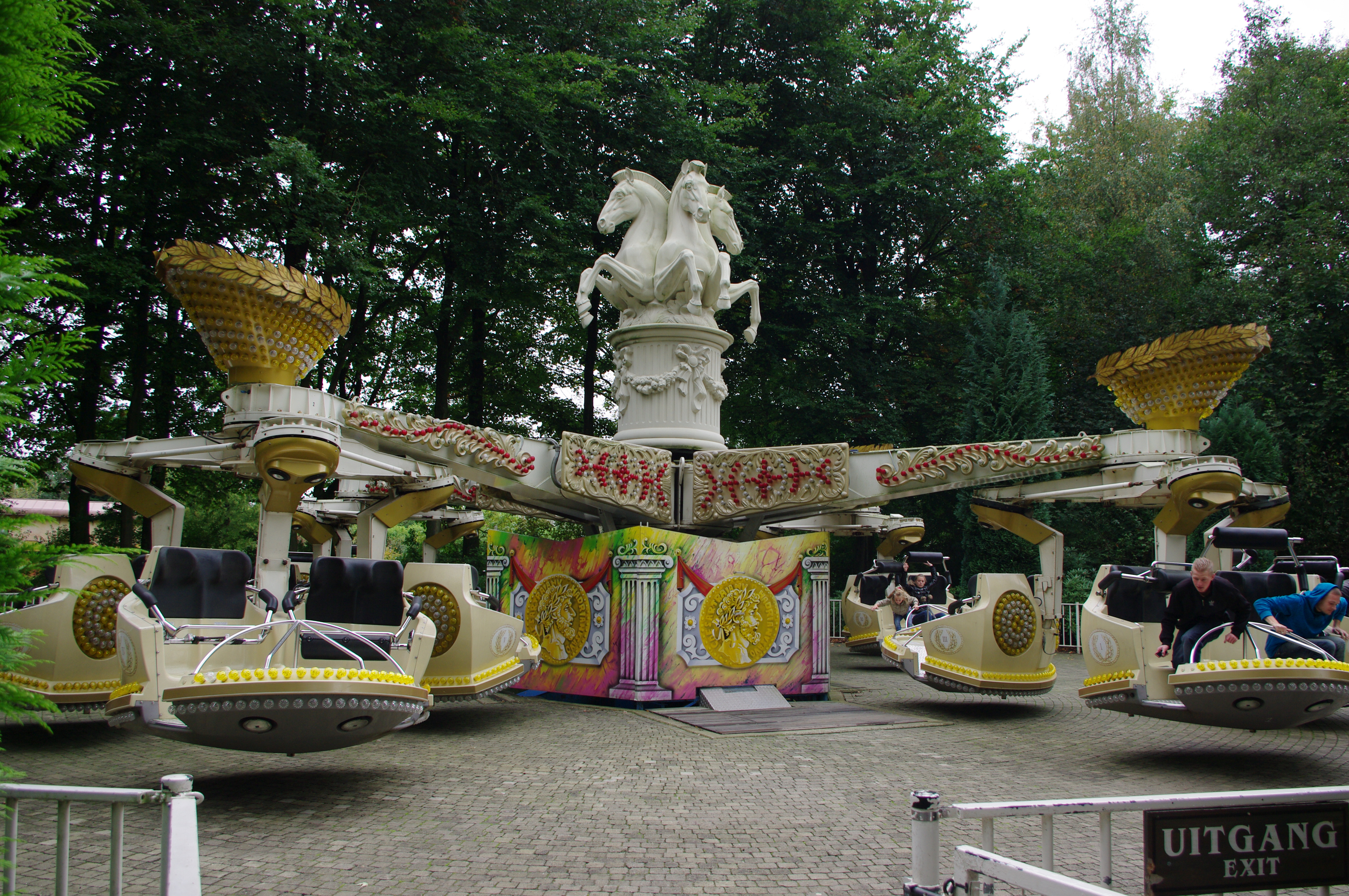
Il Gladiatore à Six Flags Holland
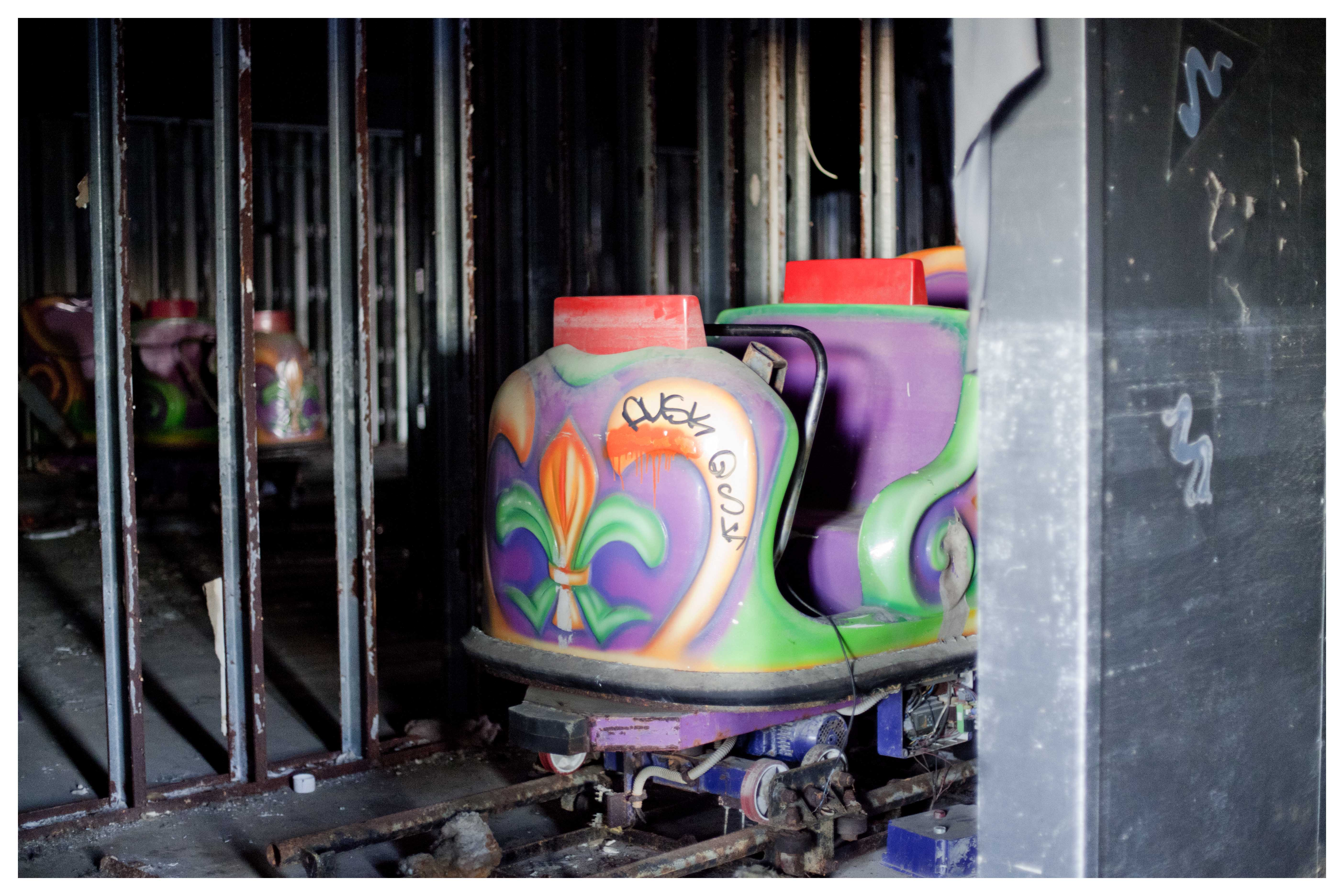
Jocco's Mardi Gras Madness à Six Flags New Orleans
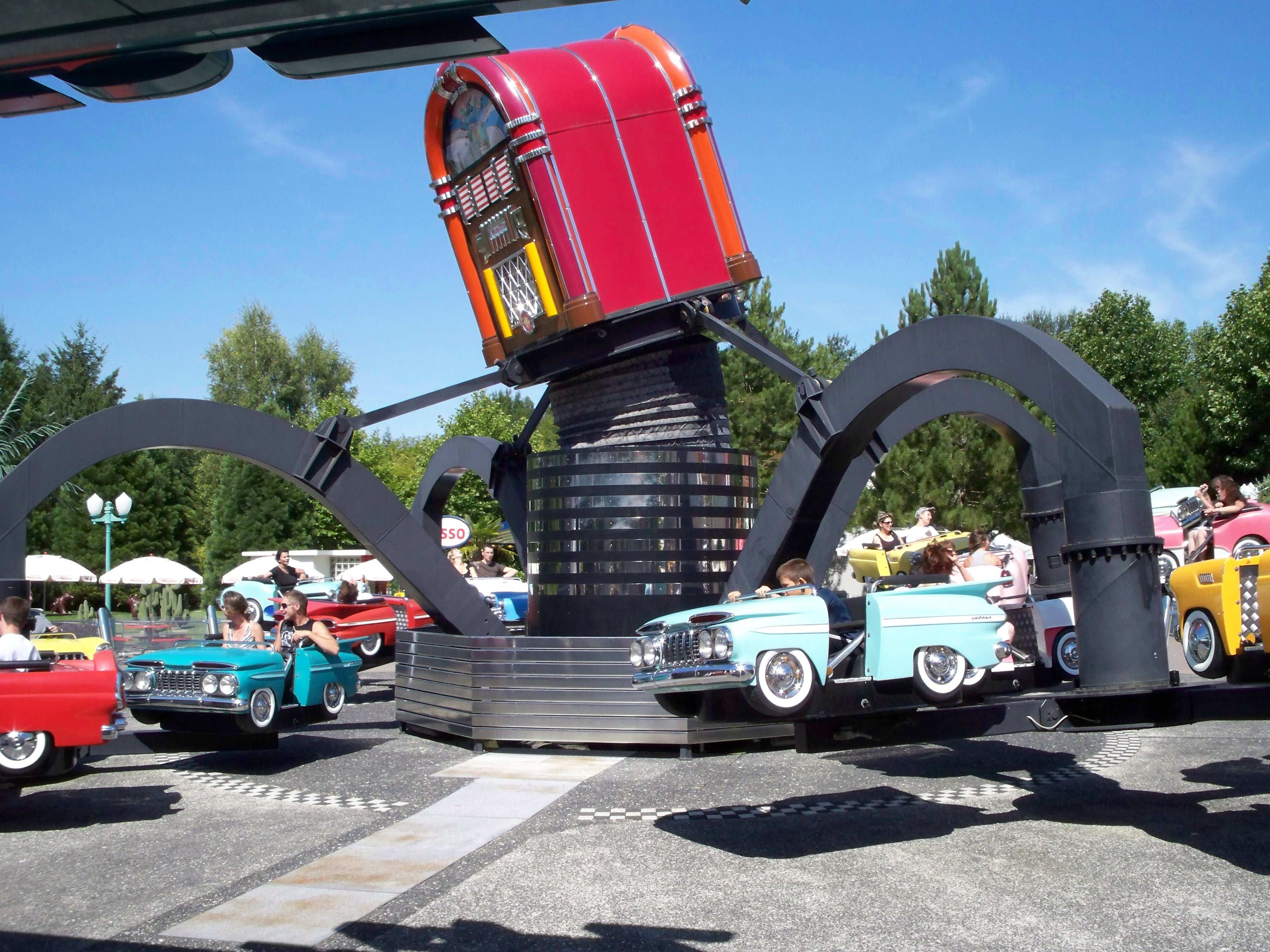
Juke Box a Nigloland
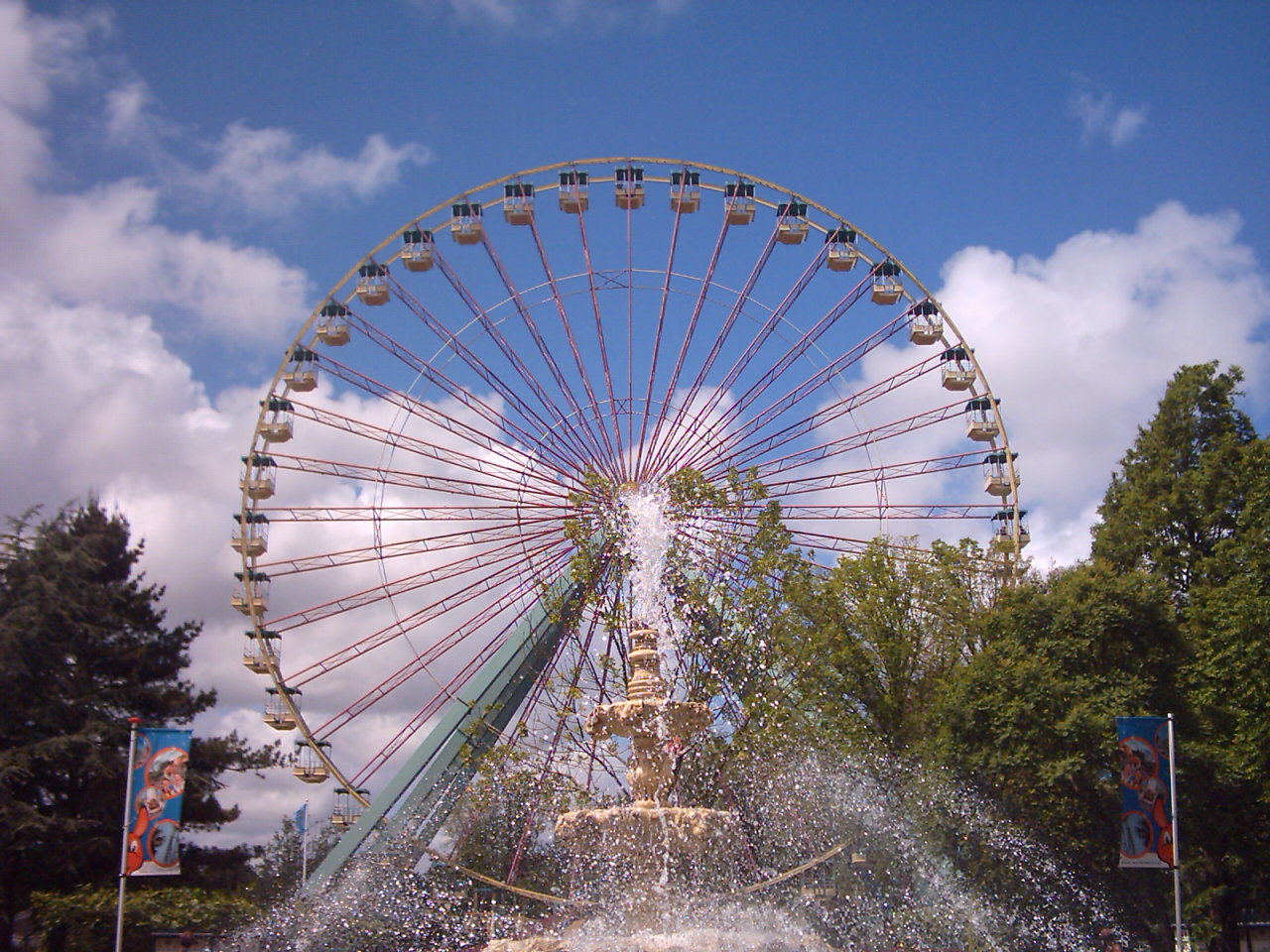
La Grande roue à Six Flags Holland
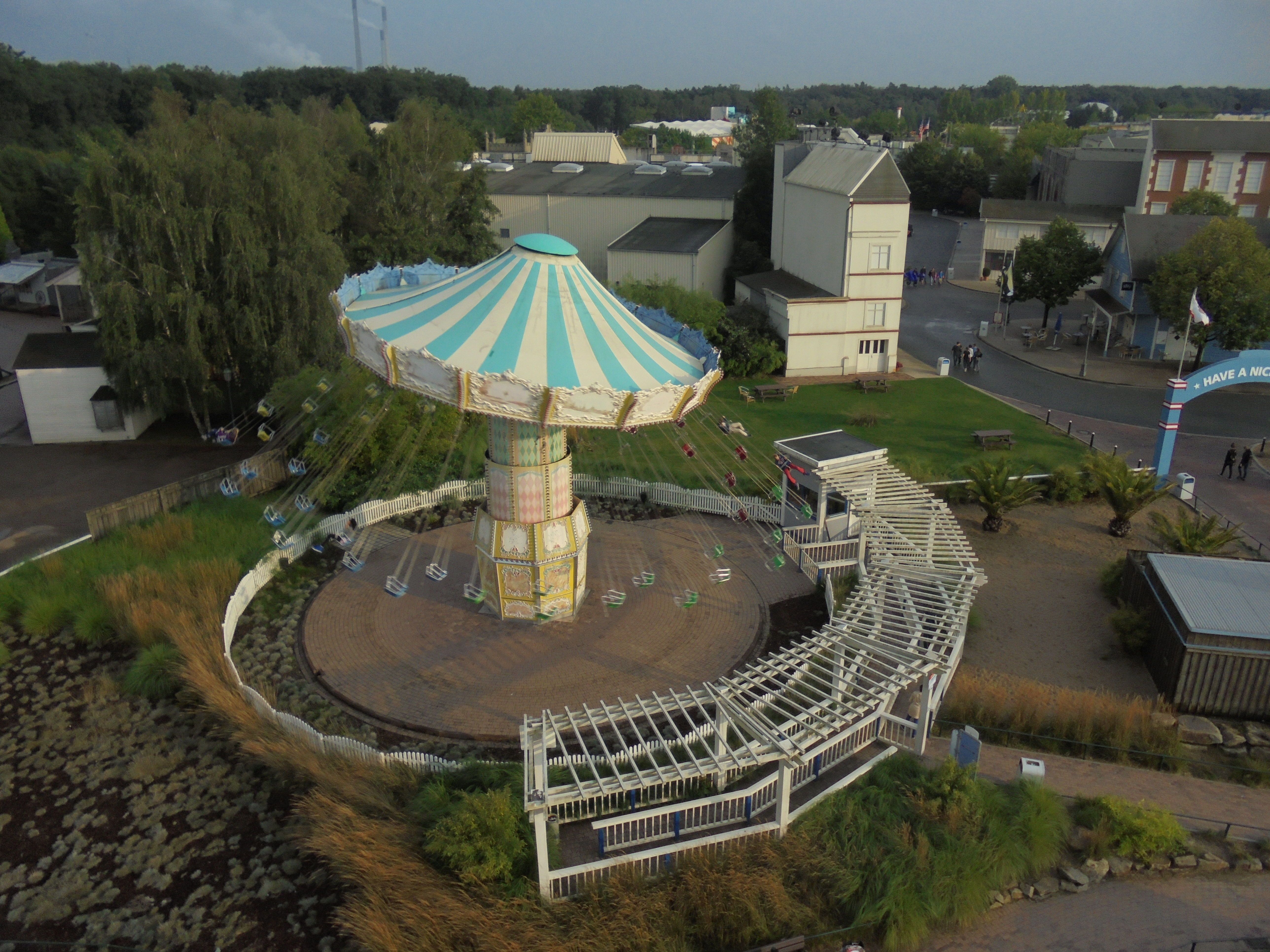
Marienhof Karussel à Warner Bros. Movie World Germany
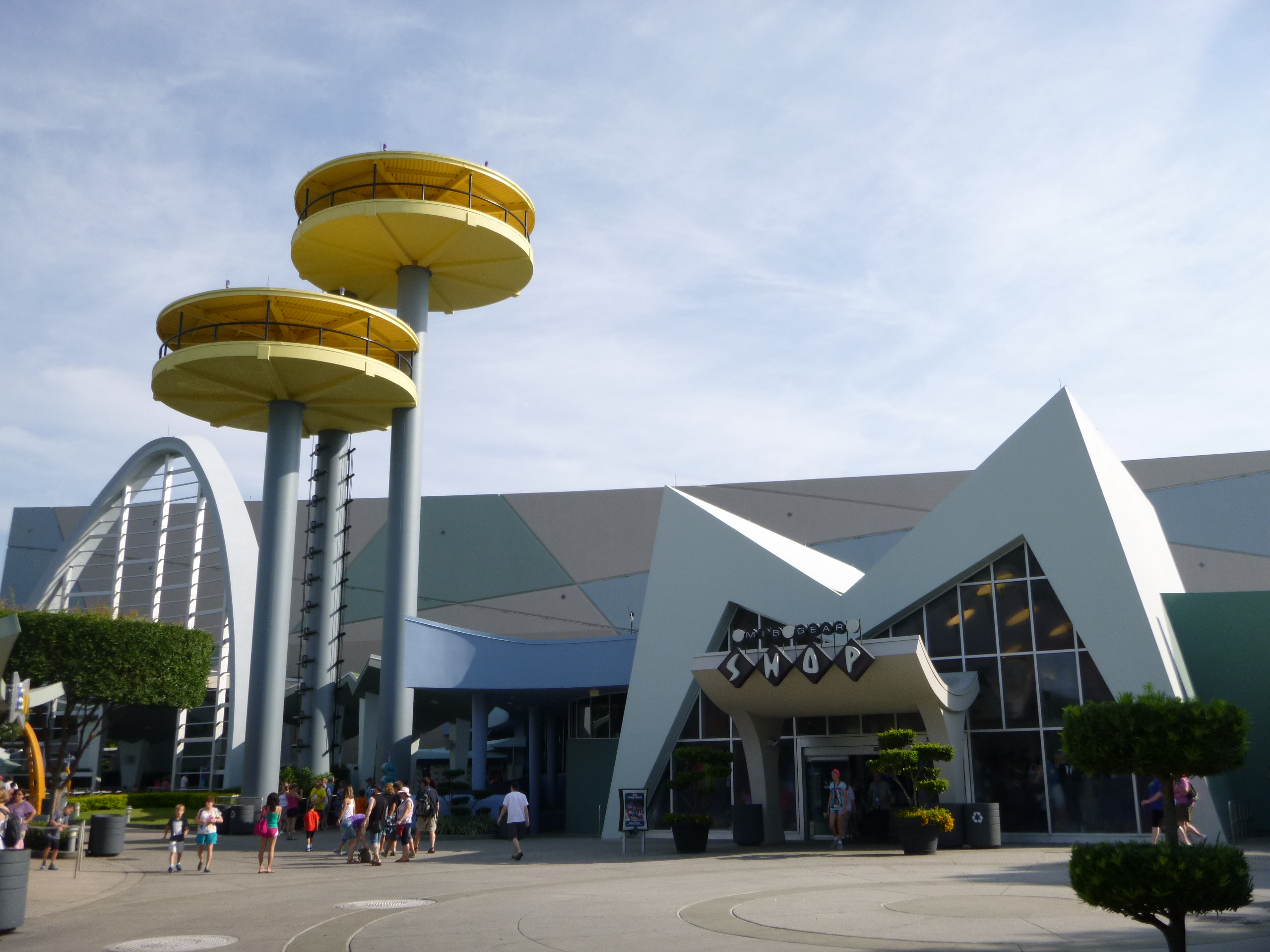
Men in Black: Alien Attack à Universal Studios Florida
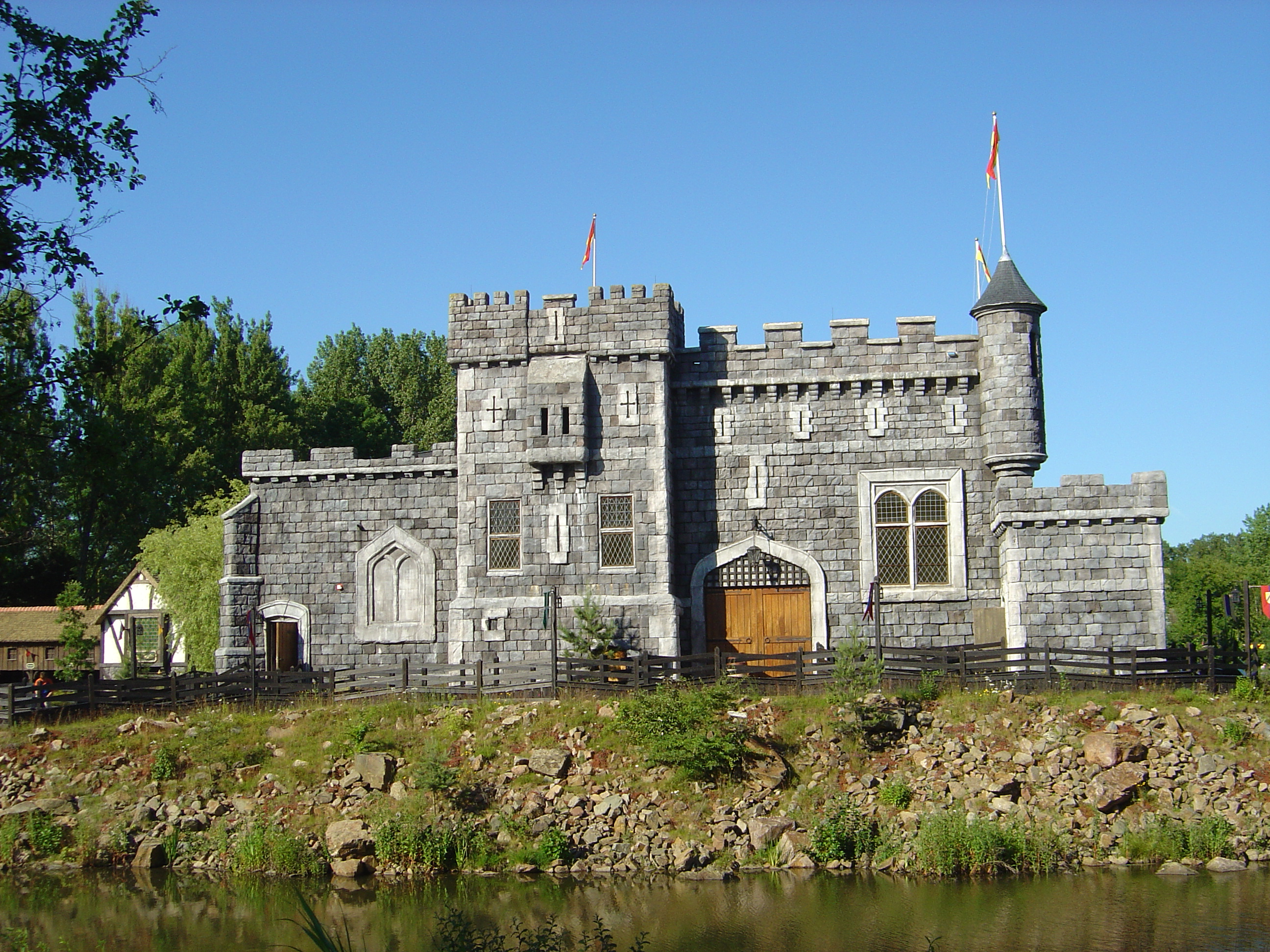
Merlin's Magic Castle à Six Flags Holland
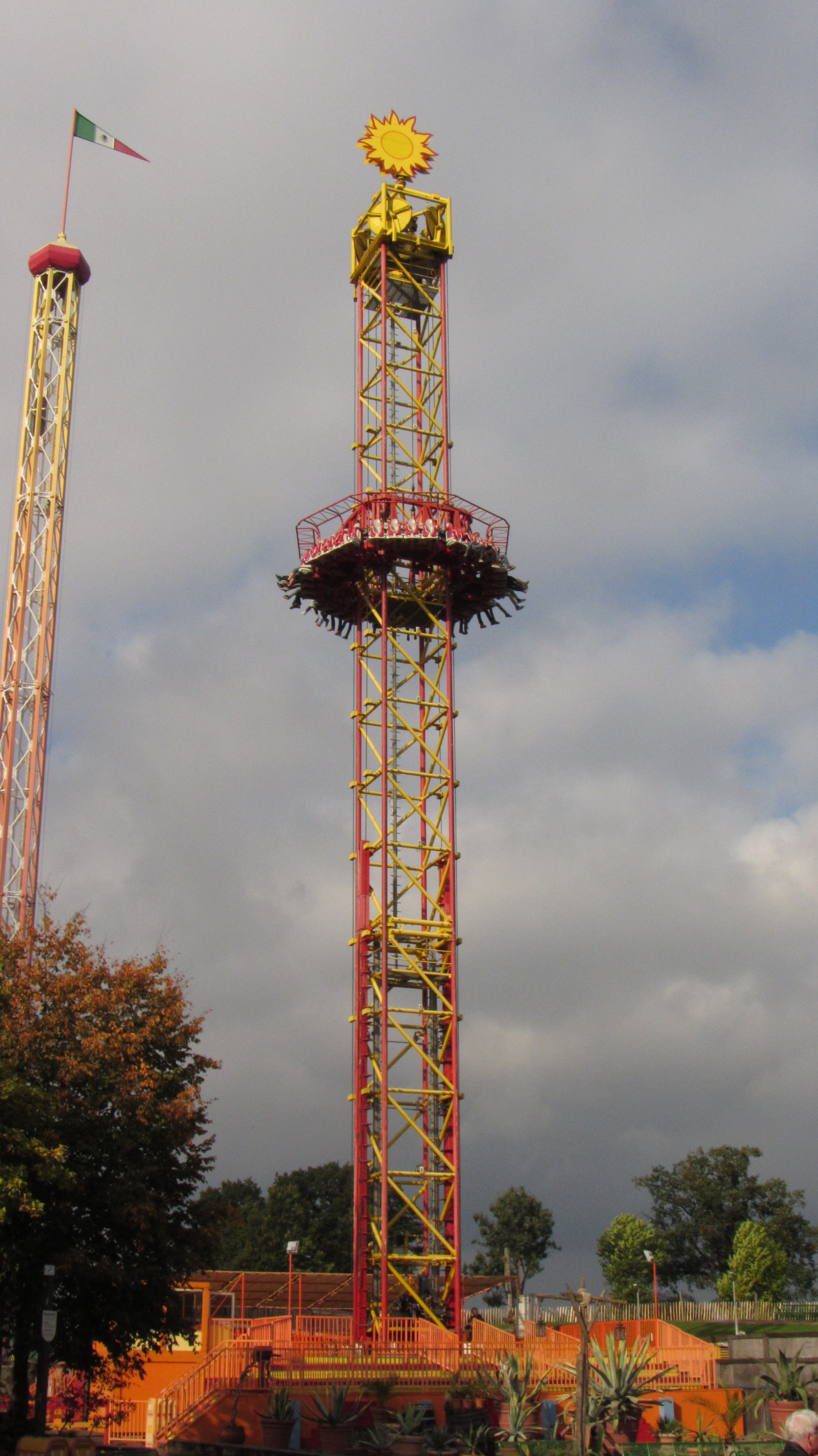
Monte-Zuma à Hansa-Park
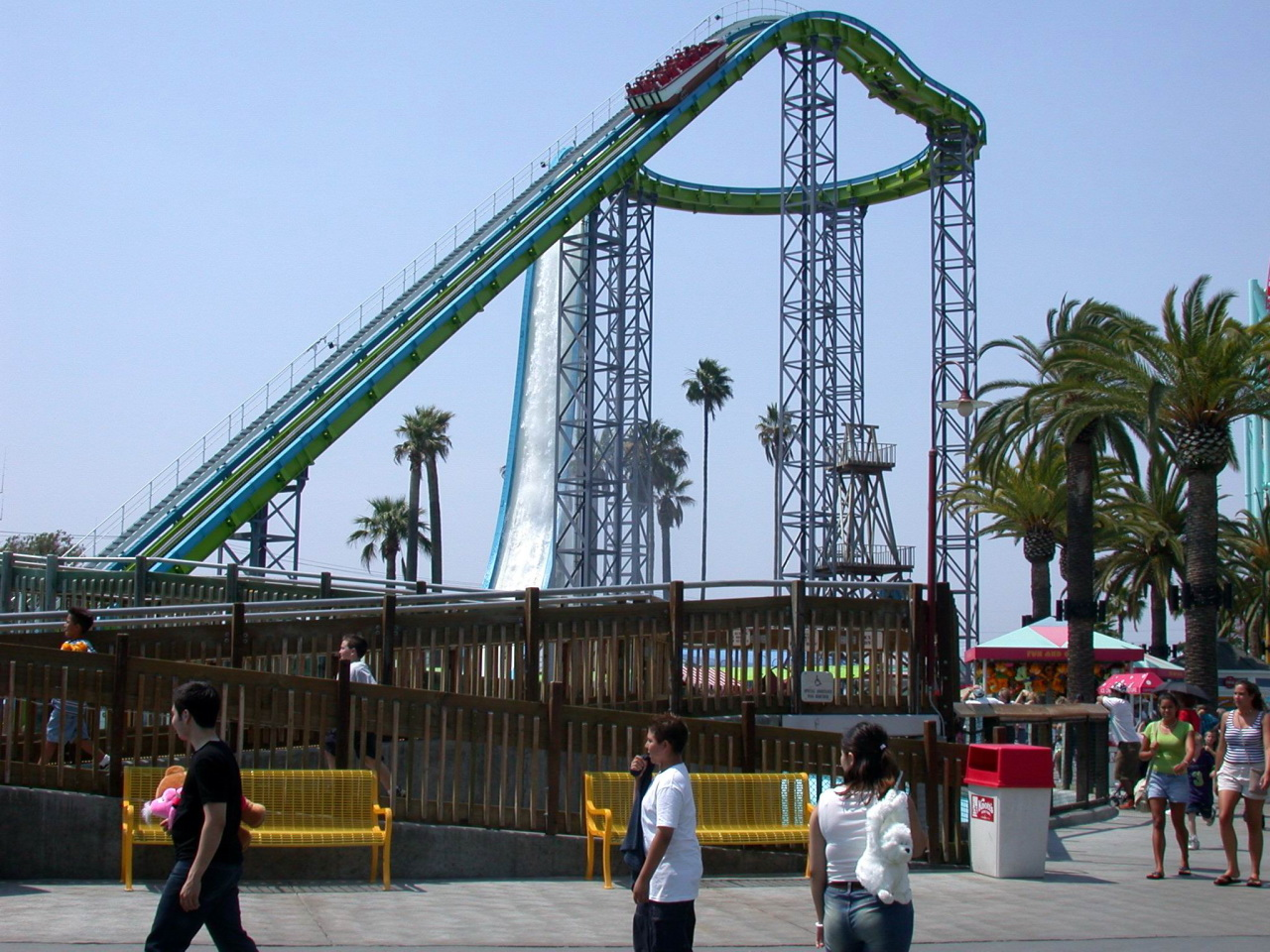
Perilous Plunge à Knott's Berry Farm
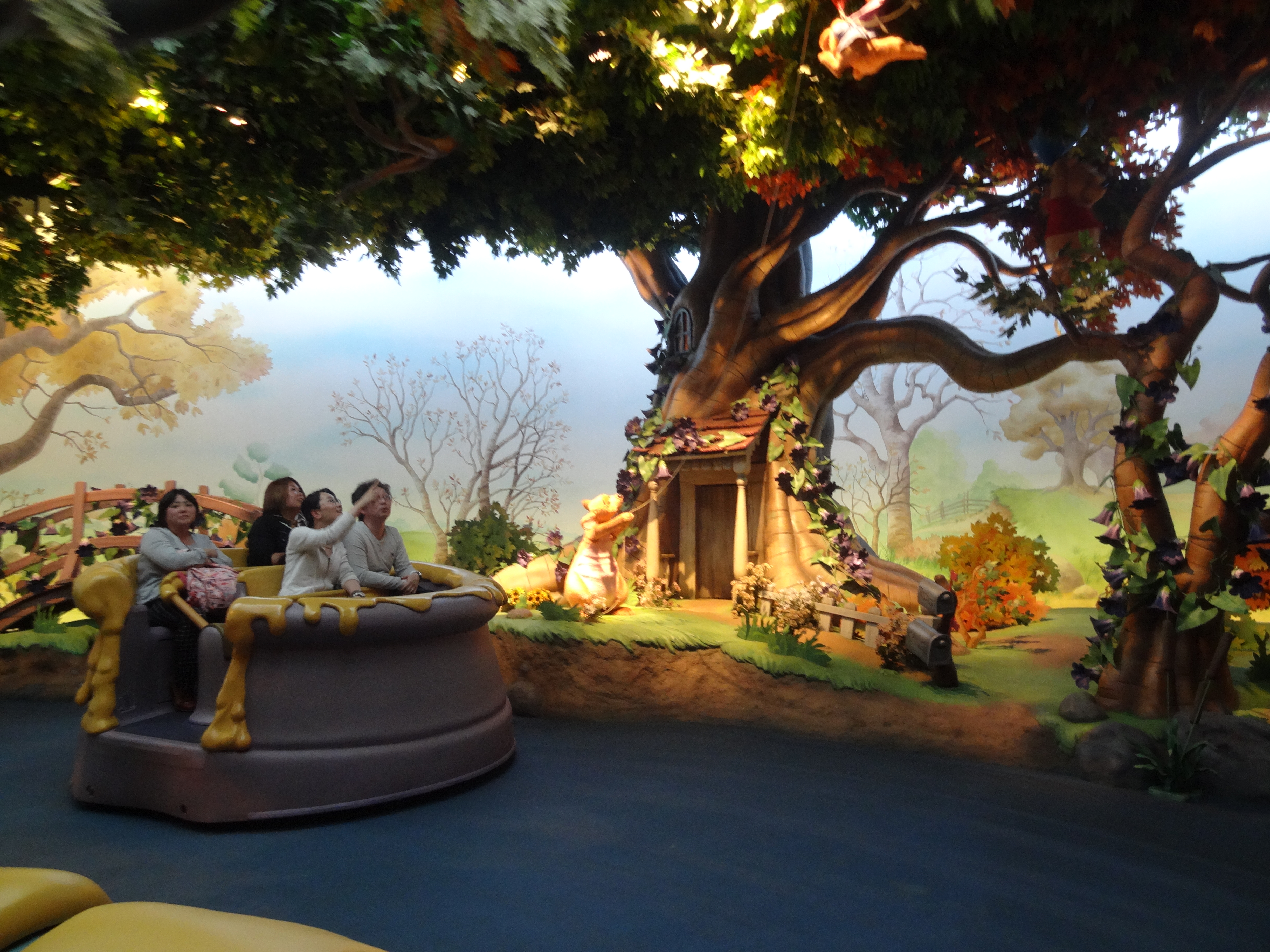
Pooh's Hunny Hunt à Tokyo Disneyland
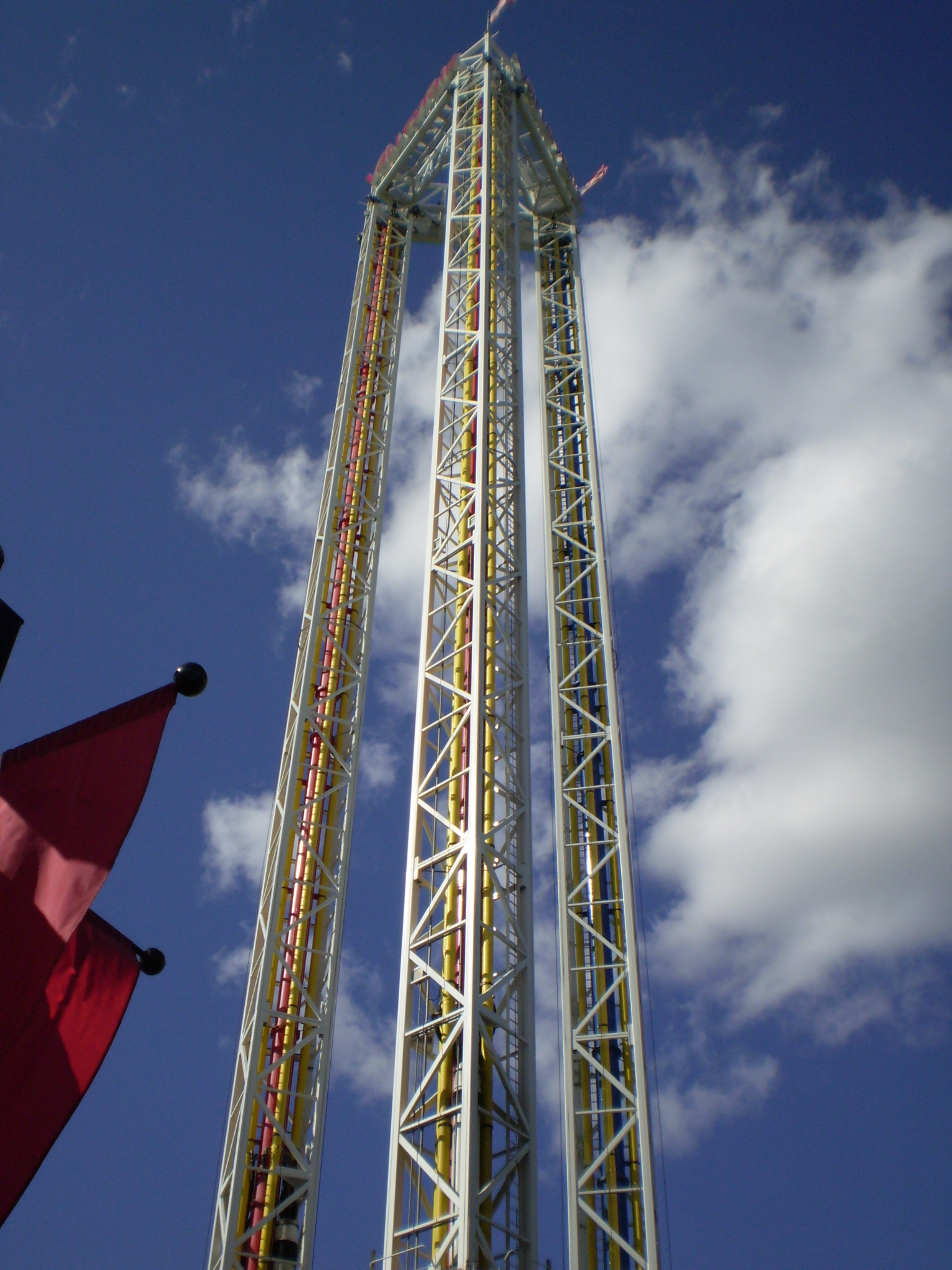
Power Tower à Valleyfair
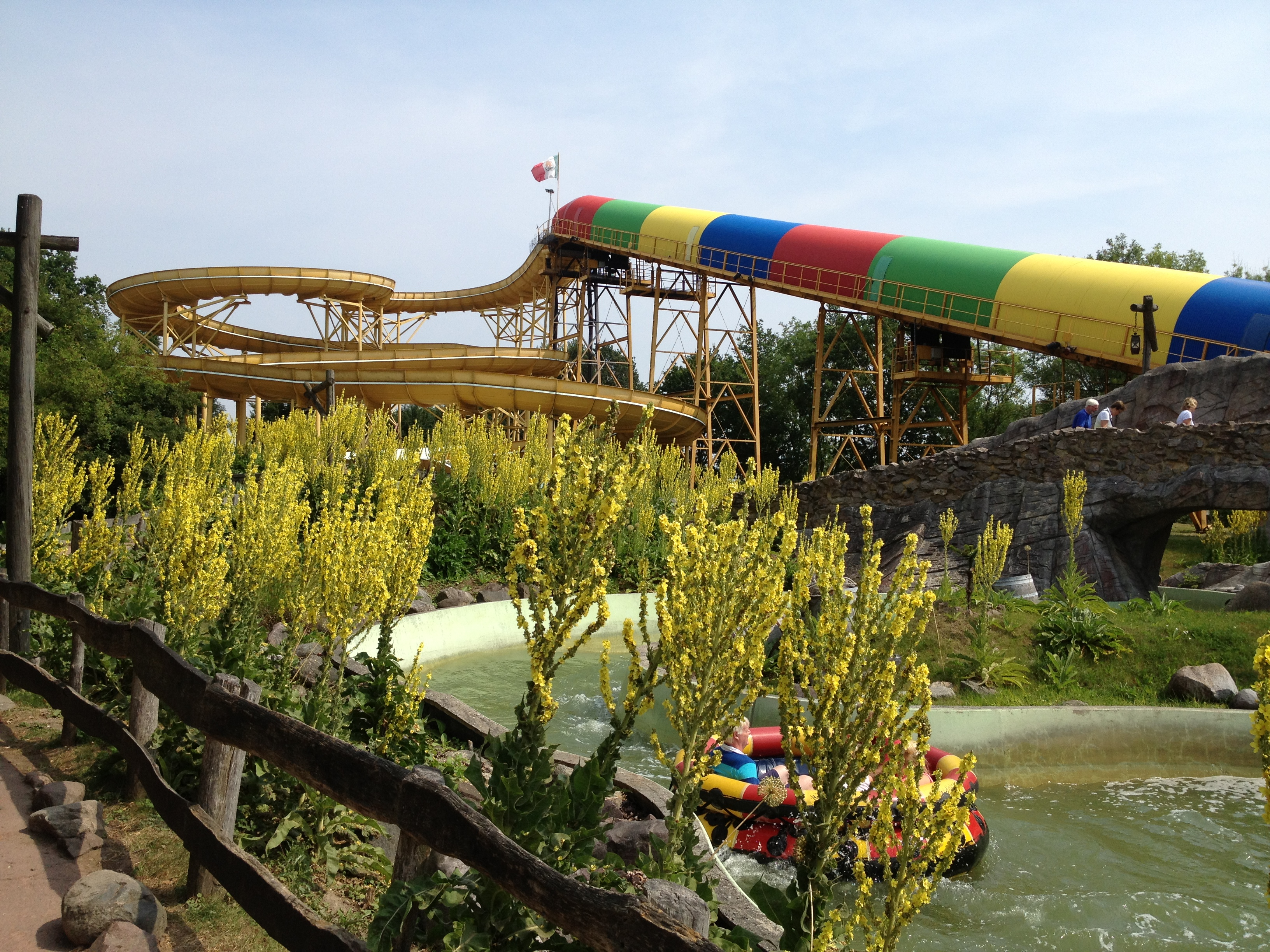
Rio Dorado à Hansa-Park
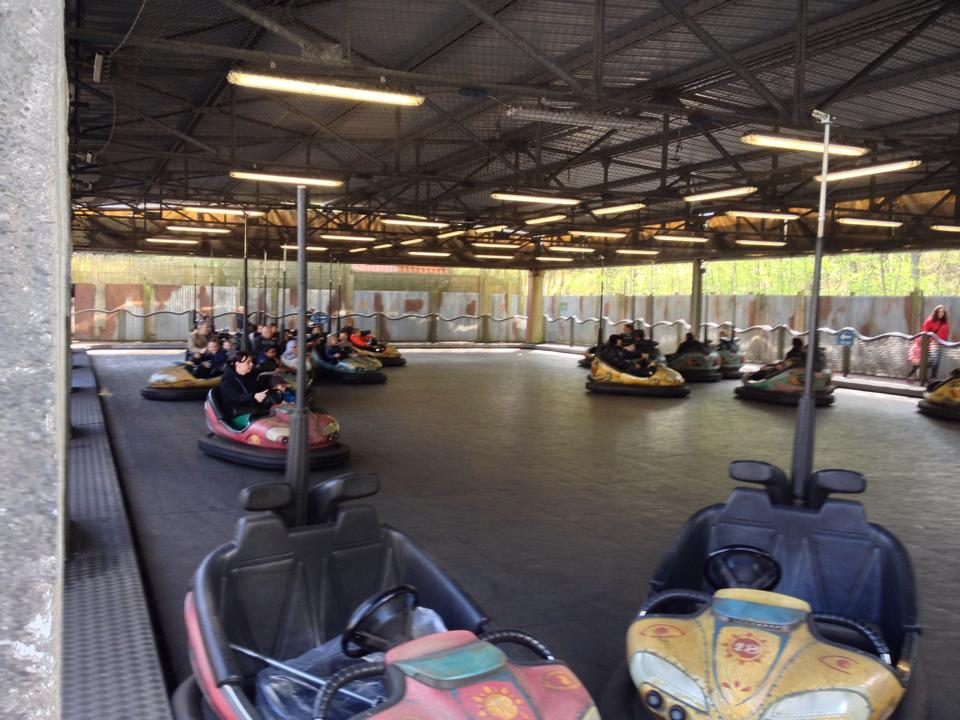
Roger the Dodger's Dodgems à Chessington World of Adventures
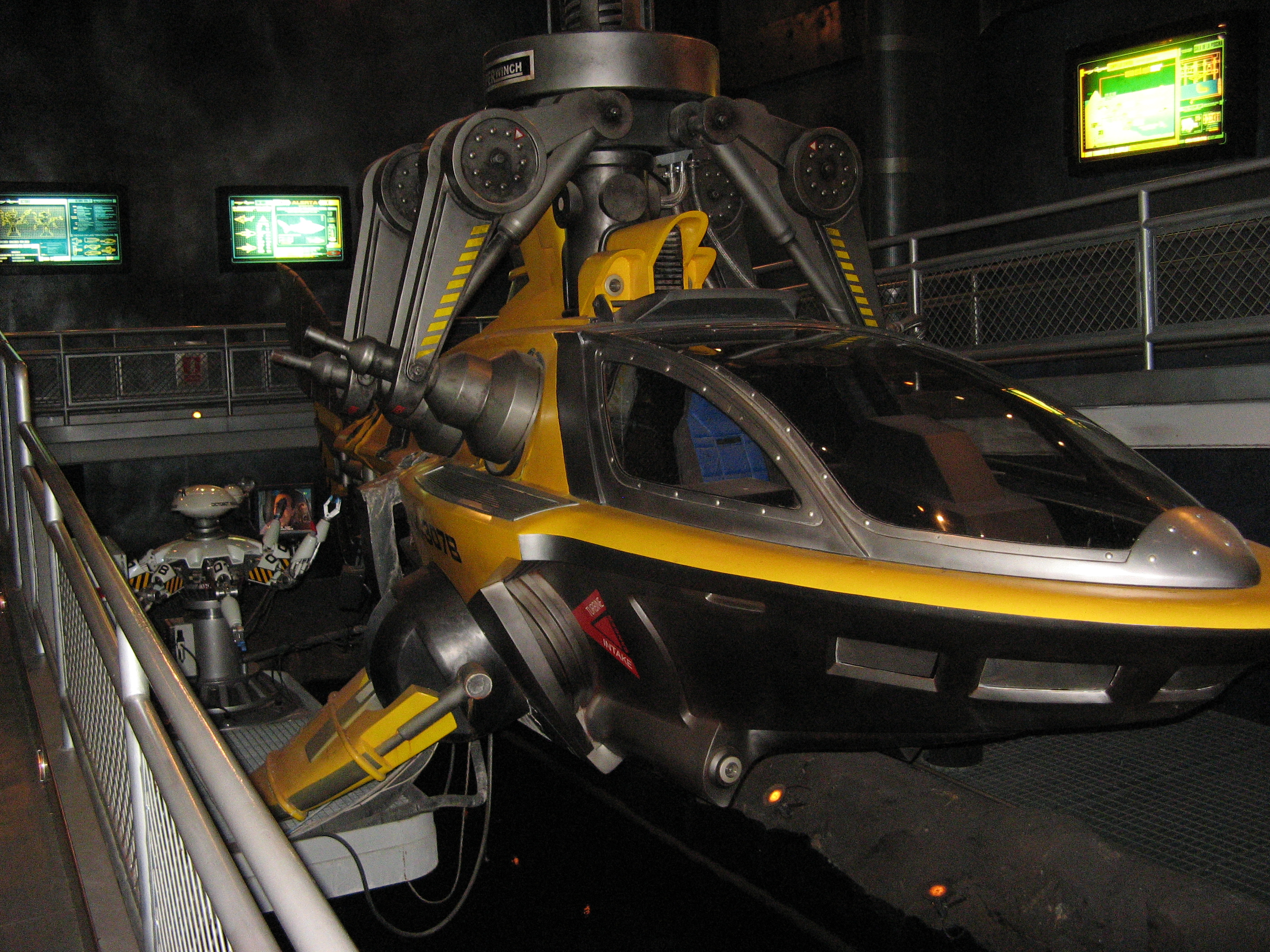
Sea Odyssey à Universal Studios Port Aventura
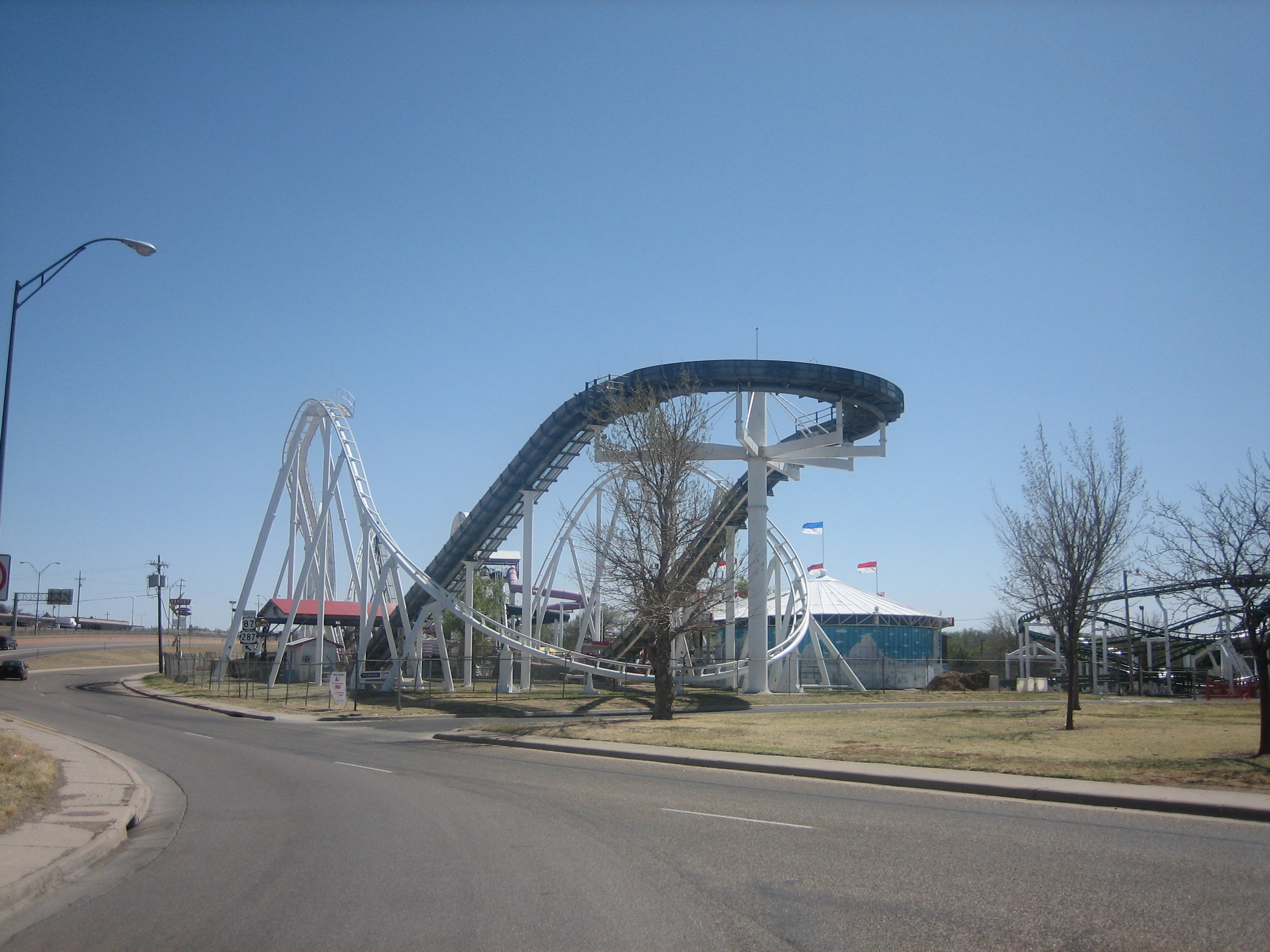
Shoot the Chute à Wonderland Park
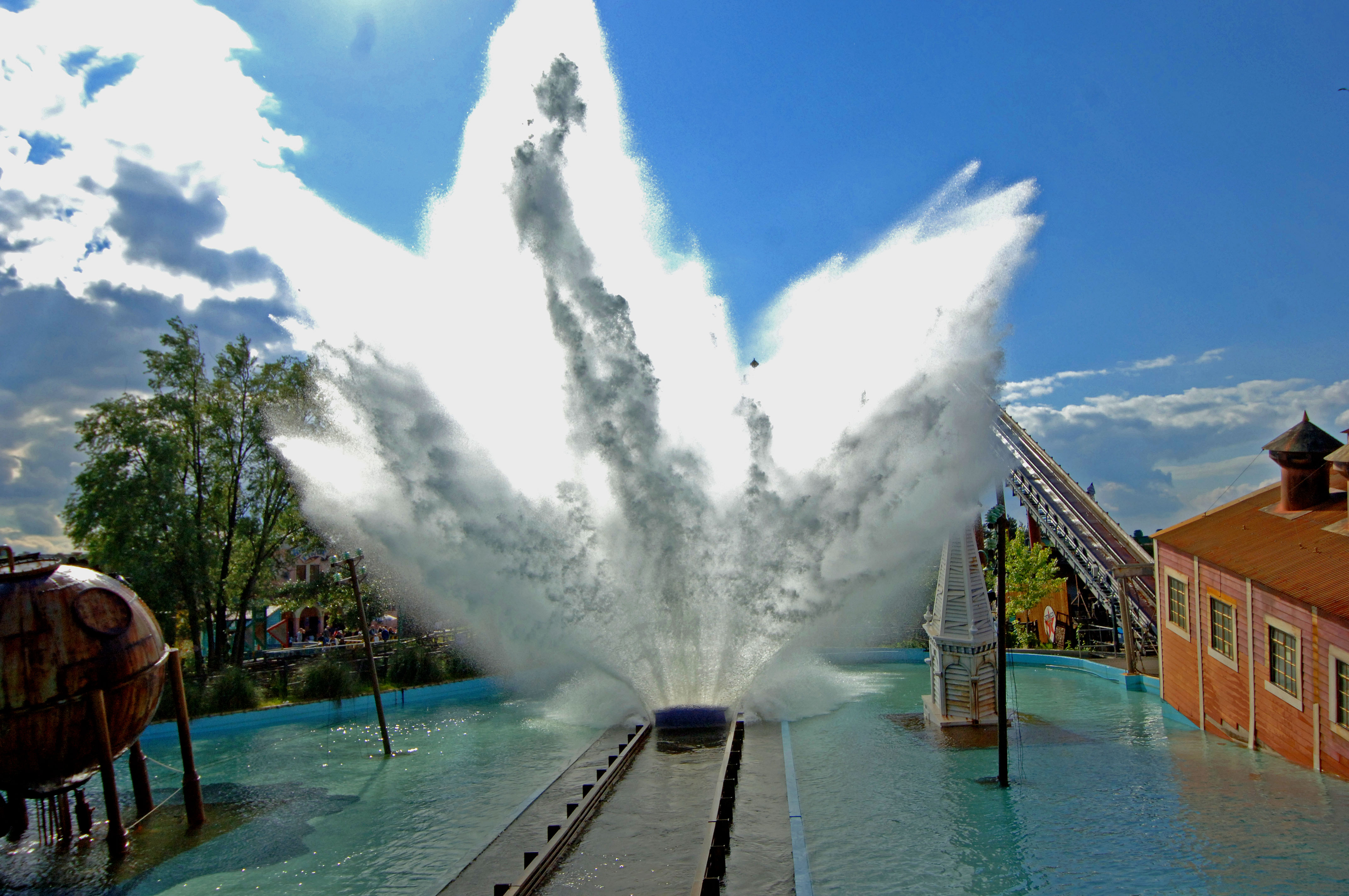
Tidal Wave à Thorpe Park
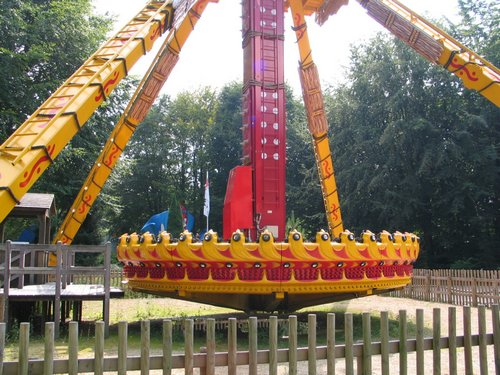
Tomahawk à Six Flags Holland
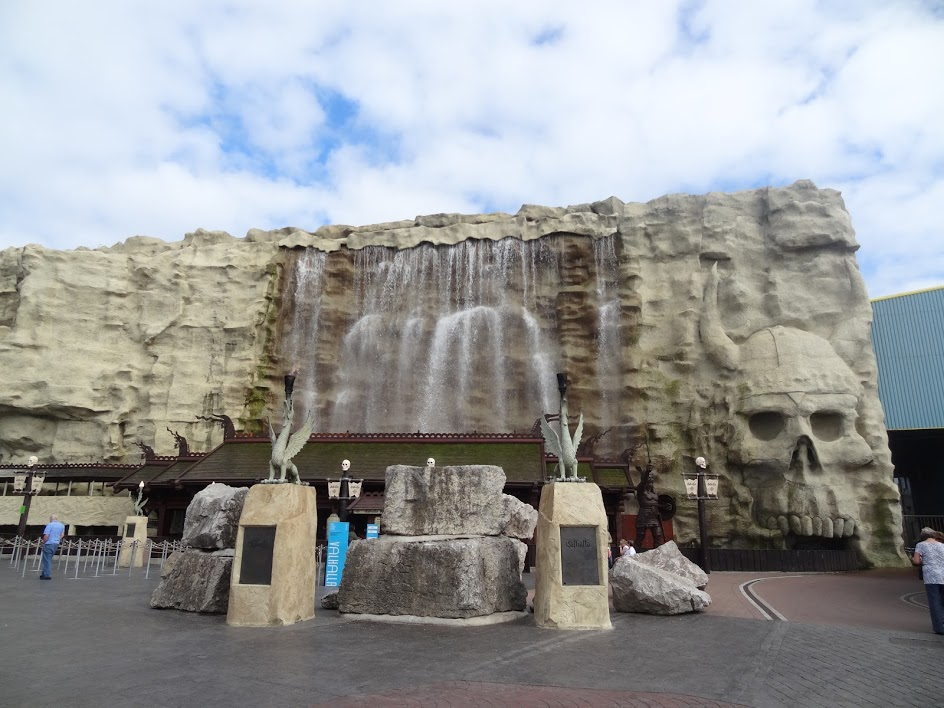
Valhalla à Pleasure Beach, Blackpool
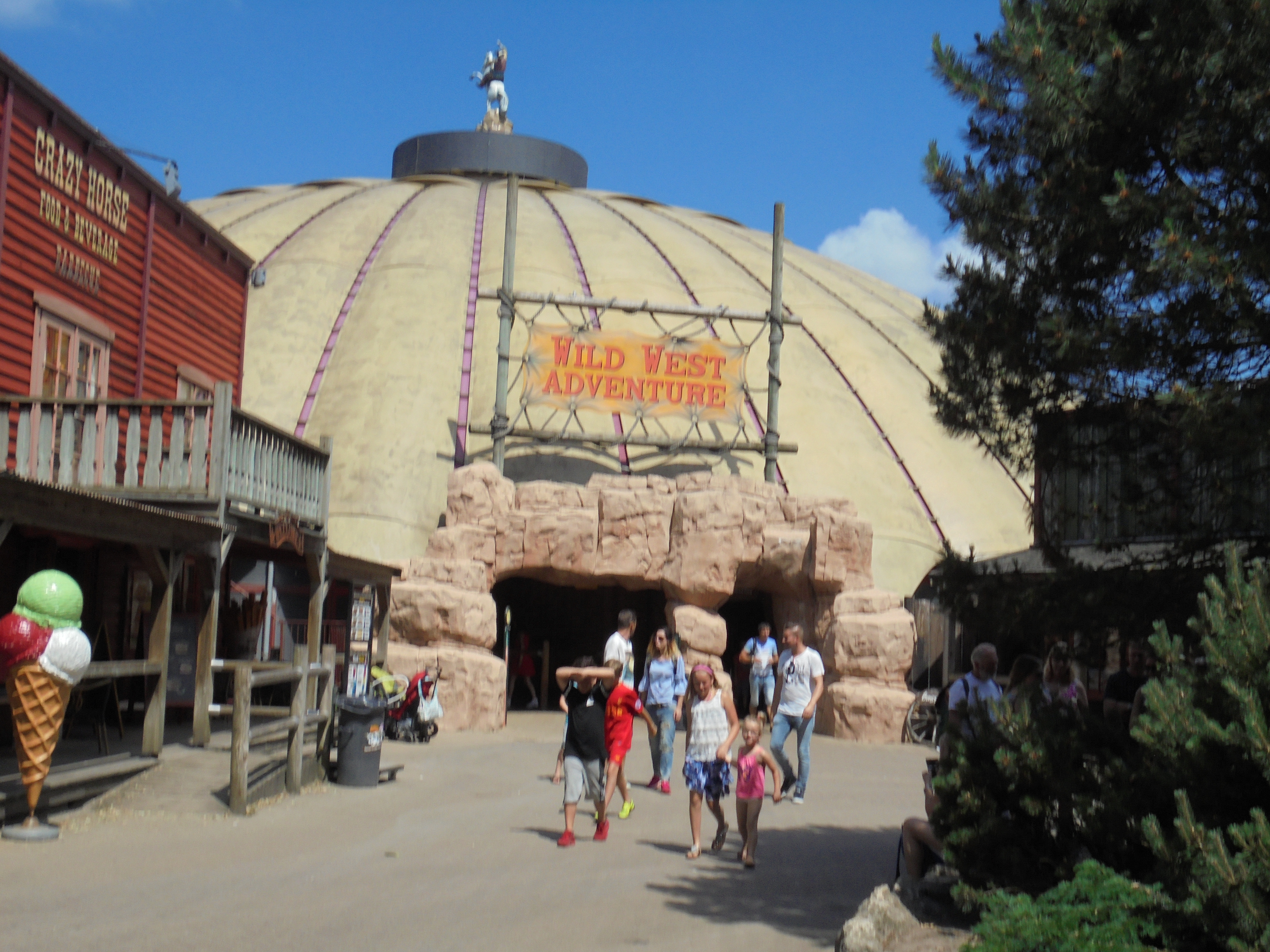
Wild West Adventure à Attractiepark Slagharen

#### Nouveau thème
| Nom              | Type / Modèle   | Constructeur     | Parc       | Pays     | Anciennement          |
| ---------------- | --------------- | ---------------- | ---------- | -------- | --------------------- |
| Het Bos van Plop | Barque scénique | Metallbau Emmeln | Plopsaland | Belgique | Apirama (1979 - 1999) |

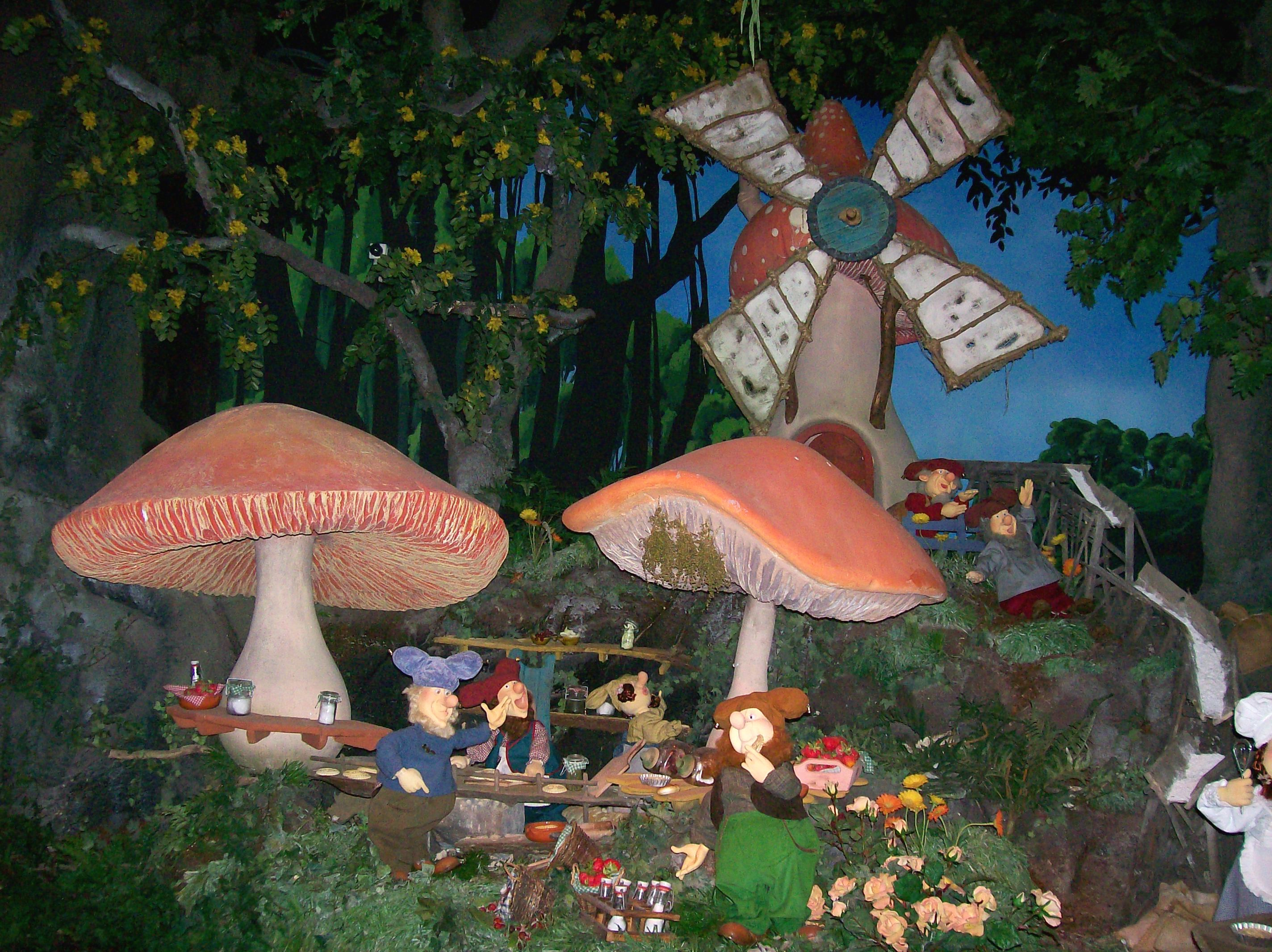
Het Bos van Plop à Plopsaland

## Hôtels
- Disney's Ambassador Hotel à Tokyo Disney Resort ( Japon) - Inauguré le 20 juillet.

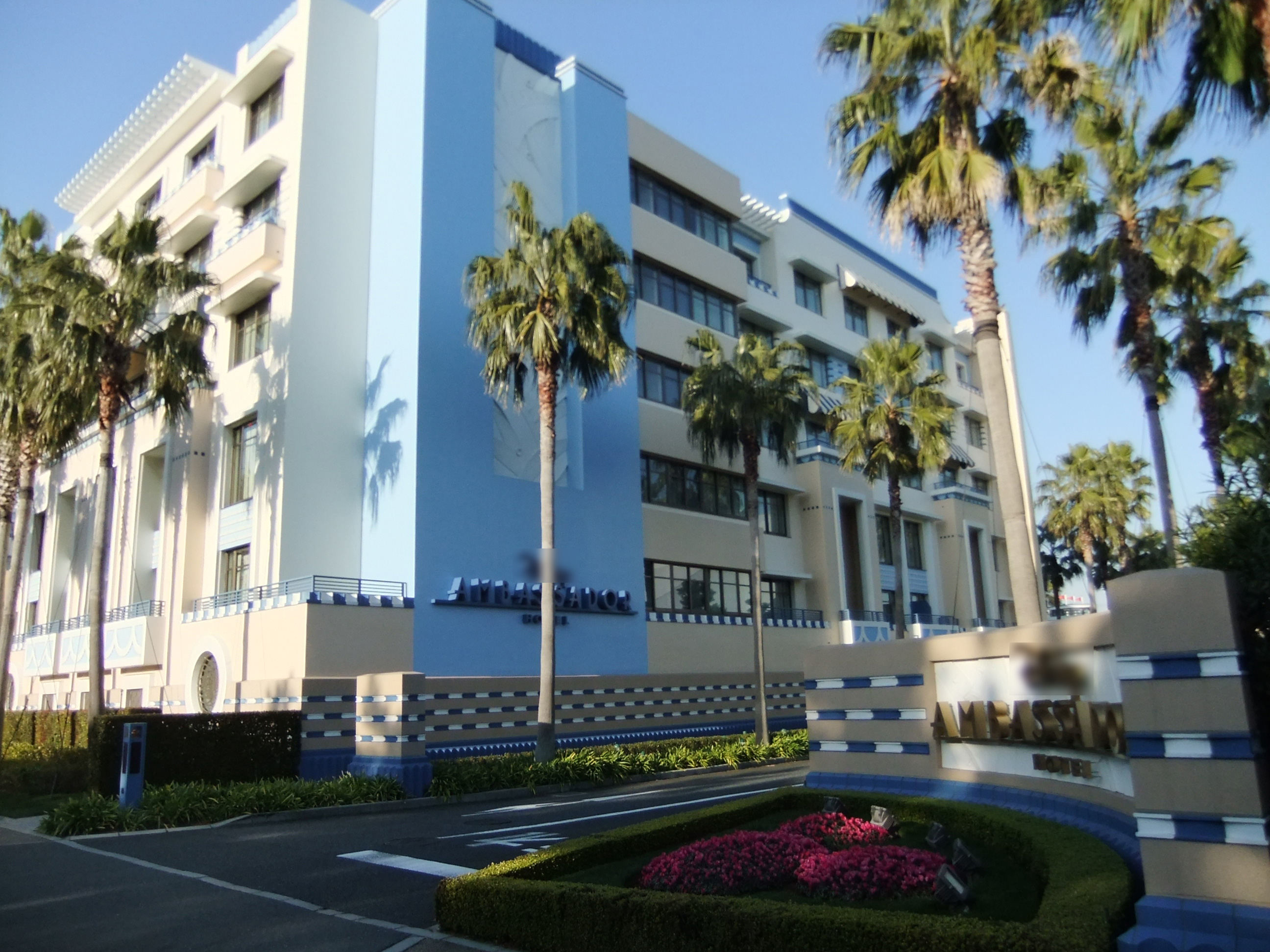
Disney's Ambassador Hotel à Tokyo Disney Resort